# Olympique lyonnais
Vous lisez un « bon article » labellisé en 2010.  Il fait partie d'un « bon thème ».
Pour les articles homonymes, voir OL.
Maillots
Actualités
Dernière mise à jour : 10 juillet 2025.
L'Olympique lyonnais (OL) est un club de football français fondé en 1950 à Lyon. Le club, basé au Parc Olympique lyonnais à Décines-Charpieu, est présidé depuis le 30 juin 2025 par Michele Kang.
L'équipe masculine évolue depuis 1989 en Ligue 1 et est entraînée depuis le 31 janvier 2025 par Paulo Fonseca. Le club possède également une section féminine évoluant en Première Ligue.
L'Olympique lyonnais évolue depuis janvier 2016 dans le Parc Olympique lyonnais et s'entraîne au Groupama OL Training Center à Décines-Charpieu. Il possède à son palmarès sept titres — obtenus consécutivement — de champion de France, cinq Coupes de France et une Coupe de la Ligue, ce qui en fait l'un des clubs les plus titrés du championnat de France masculin.
Le club connaît son apogée au cours des années 2000 avec sept titres consécutifs de champion de France, ce qui constitue un record français, entre 2002 et 2008, une Coupe de France et une Coupe de la Ligue. La section féminine du club a remporté quant à elle le championnat féminin à quinze reprises. En 2007, les sections masculines et féminines remportent chacune leur championnat de France, pour la première fois dans l'histoire du football français. En 2008, l’Olympique lyonnais fait mieux en remportant les deux doublés coupe-championnat, homme et femme. Depuis le milieu des années 2000, la section féminine occupe les plus hauts niveaux du football féminin européen (huit titres en Ligue des champions).
Sur le plan international, le club participe régulièrement à la plus prestigieuse des coupes européennes, la Ligue des champions, avec comme meilleurs résultats une demi-finale en 2010, puis en 2020. Après avoir été membre du G14, organisation des clubs les plus importants et riches d'Europe, jusqu'à sa dissolution en janvier 2008, il fait partie des fondateurs de l'Association européenne des clubs.
Encore aujourd'hui, il est régulièrement présent sur la scène européenne, comptant douze qualifications en Ligue des champions de suite. Depuis 2011, le club rhodanien s'appuie de plus en plus sur son centre de formation. Parmi les clubs français, l'Olympique lyonnais est celui qui a participé le plus fréquemment à des compétitions européennes, puisqu'il a disputé 212 rencontres (dont 107 succès) depuis ses débuts au stade Giuseppe-Meazza contre l’Inter Milan le 10 décembre 1958.

## Histoire

### Création du club
Le Lyon olympique est un club de football fondé en 1896, initialement issu de la fusion du Racing club de Vaise et du Rugby club de Lyon, pour devenir le Racing club. Le club se dote d'une section football en 1899. Premier club du Lyonnais qualifié en phases finales du championnat de France de football USFSA 1906, il affronte l'Olympique de Marseille en huitièmes de finale. Après un match nul deux buts partout, les Lyonnais ne se rendent pas à Marseille pour rejouer la rencontre. Éclipsé par le FC Lyon en 1908 et 1909, le Racing club, devenu le Lyon olympique universitaire en 1910, retrouve le championnat de France en 1910. Écartant Besançon sur un score de quatre buts à un, les Lyonnais s'inclinent par cinq buts à zéro face au Stade helvétique de Marseille, en quarts de finale. Le club est encore présent en championnat de France USFSA en 1913 et se retrouve éliminé en huitièmes de finale, par cinq buts à un, par Saint-Raphaël. Le « LOU » évolue alors au stade des Iris en attendant la fin de la construction du stade de Gerland, finalement achevé en 1926.
Sous l'impulsion de Félix Louot qui investit une somme de treize millions de francs, le LOU rejoint les rangs professionnels en 1942 et enlève, avec deux points d'avance sur Bordeaux, la poule sud du dernier « championnat de guerre » (Champion de France Zone Sud (Lyon) qui affronte le Champion de France Zone Nord (Rouen)) en 1945. La finale nationale du championnat oppose Lyon à Rouen. Les Rouennais s'imposent par quatre buts à zéro. Malgré tout, ces bons résultats récoltés en temps de guerre permettent au LOU d'être promu en Division 1 à la reprise de la saison 1945-1946. Le club est présidé alors par Félix Louot, et est relégué en deuxième division à la fin de cette saison.
En mai 1950, des dissensions fortes entre les sections football et rugby du LOU provoquent une scission entre ces deux sections. Les dirigeants du LOU préférant mettre en avant la section rugby avec une activité universitaire plus répandue. La première réunion à la création du club a lieu le 19 mai 1950 à la Brasserie de la République pour une annonce officielle le 23 mai depuis le Café Neuf, un glacier situé au bord de la place Bellecour. Le départ de la section de football professionnel est effectif le 27 mai 1950 lorsque les statuts sont déposés en préfecture du Rhône. Cette décision a eu lieu sous l'impulsion du Docteur Trillat et de Groslevin, Vitalis, Marceau, Carrel, Daurensan et Maillet. Cette dernière opte alors pour un nouveau nom : l’Olympique de Lyon et du Rhône,. Le 31 mai 1950, la Commission de football amateur du Lyon olympique universitaire se réunit pour demander le rattachement de la section amateur au nouveau club. En réplique à cette guerre football-rugby, le LOU est interdit de football pendant deux saisons par la Ligue du Lyonnais et après cette peine purgée, le LOU refonde une nouvelle section de football en son sein, créant à l'occasion un nouveau club, avec nouveau numéro d'affiliation à la FFF, qui existe aujourd'hui encore.

### Premiers résultats nationaux (1950-1965)

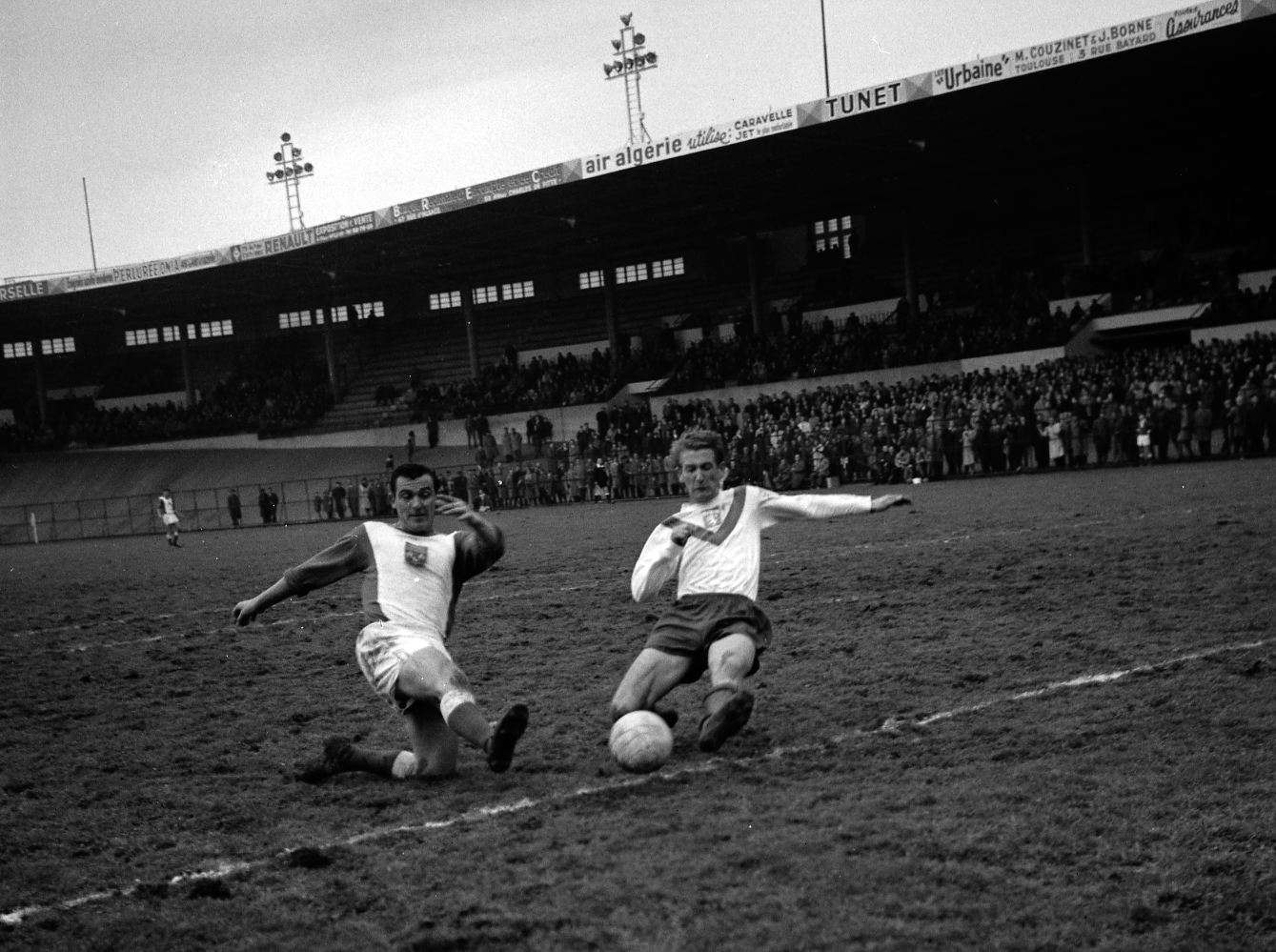
Match TFC-OL au Stadium de Toulouse en 1961.

Oscar Heisserer est le premier entraîneur de cette nouvelle structure. Il conserve donc son poste de l'ancienne section football du LOU. D'un point de vue économique, la direction installée dans le quartier de la Part-Dieu lance un emprunt public pour trouver les 15 millions de francs réclamés par la Fédération française de football. Lors d'une réunion le 6 juin 1950, une décision stipulant que « Tout prêt de 25 000 francs donnera droit à une voix » est établie. La semaine suivante, lors de la réunion du 12 juin, onze promesses de dons ont été effectuées. Le président Félix Louot investit un million de francs, tout comme la paire Forest-Rochet. Le futur directeur sportif, Marceau, investit quant à lui un million six-cent mille francs. Le montant total des engagements s'élève à 6 900 000 francs. Le premier match officiel de l'Olympique lyonnais en deuxième division a lieu le 27 août 1950 contre le Cercle athlétique de Paris pour une victoire par trois buts à zéro. Les débuts sont par ailleurs prometteurs pour l'équipe puisqu'elle enchaîne une série de neuf victoires et un match nul lors des dix premières journées de la saison 1950-1951. Le titre de champion de France est acquis après la victoire sur l'AS Monaco par trois buts à zéro dans le stade de Gerland devant cinq mille spectateurs. Cette accession permet à la direction d'obtenir des subventions municipales. Édouard Herriot alors maire de Lyon offre jusqu'à cent-mille francs en 1954. Lors de cette première saison, le 23 novembre 1950, l'association Olympique lyonnais est créée. Elle a pour but de « promouvoir la pratique et le développement du football et la création entre tous ses membres de liens d'amitié et de solidarités ». Elle est affiliée à la Fédération française de football et permet notamment le développement de la section jeune et la diffusion de bulletins et de publications.
L'OL fait donc son entrée en première division en 1951 pour redescendre aussitôt en deuxième division en 1952 après s'être classé à l'avant-dernière place. Promu en 1954, il entame alors une longue présence en première division. Le club connaît une première période faste au milieu des années 1960, avec comme avant-centre vedette Fleury Di Nallo.
Les Lyonnais atteignent la cinquième place en 1963 et même la quatrième place en 1964. Surtout, ils remportent le premier trophée du club cette année-là. Après avoir échoué l'année précédente en finale face à l'AS Monaco, auteur du doublé Coupe-Championnat, ils parviennent à remporter la Coupe de France 1964 en battant en finale les Girondins de Bordeaux par deux buts à zéro après avoir éliminé le RC Lens en quarts de finale et le Valenciennes FC en demi-finales.
Cette époque est également celle des premières compétitions européennes. Les trois premières participations sont difficiles et voient le club ne pas passer un seul tour de la compétition. Le club découvre l'Europe avec la deuxième édition de la coupe des villes de foire en 1958. Les Lyonnais sont éliminés par l'Inter de Milan par un score de zéro but à sept en match aller à San Siro et un partout au retour. En 1960, ils sont battus par Cologne XI, une sélection des joueurs de la ville de Cologne. Défaite par trois buts à un en Allemagne, la victoire deux buts à un à Lyon ne suffit pas. Enfin en 1961, l'équipe est éliminée par Sheffield Wednesday. Malgré une victoire par quatre buts à deux au match aller, les Lyonnais s'inclinent par cinq buts à deux au retour.
En 1963, l'OL réalise son premier parcours en coupe d'Europe. Finaliste de la précédente Coupe de France — et étant donné que le vainqueur, l'AS Monaco, participe à la Coupe des clubs champions européens —, l'équipe fait ses grands débuts en Coupe des coupes. Le club effectue un brillant parcours dans la compétition : après avoir battu Boldklubben 1913 par deux fois trois buts à un, ils éliminent l'Olympiakos par quatre buts à deux et une défaite deux buts à un au match retour. Vient alors le premier exploit en quarts de finale face à Hambourg qu'ils éliminent malgré un match nul un partout au match aller, grâce à une victoire par deux buts à zéro au match retour. En demi-finale, ils sont tenus en échec à Gerland par le Sporting Club du Portugal par zéro à zéro avant d'aller chercher un match nul un partout à Lisbonne mais la règle du but à l'extérieur ne sera mise en application que quelques années plus tard. Ils doivent donc jouer un match d'appui à Madrid où ils sont défaits par un but à zéro, laissant les Portugais aller en finale, qu'ils gagnent face au MTK Budapest. Cette première épopée européenne ne se reproduit pas lors de l'édition suivante où ils sont éliminés dès le premier tour par le FC Porto sur des scores de trois à zéro, puis un but à zéro.

### Stagnation en milieu de tableau puis passage en deuxième division (1965-1987)

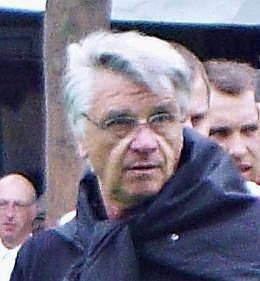
Aimé Jacquet, entraîneur de 1976 à 1980.

Sixièmes en 1965, les Lyonnais retrouvent les années suivantes la monotonie du milieu de classement. En 1967, une deuxième victoire en Coupe de France, grâce à un succès par trois buts à un face à Sochaux en finale, leur permet de retrouver la Coupe des coupes dans laquelle ils éliminent Aris Bonnevoie par deux victoires conclues sur des scores de trois buts à zéro et deux buts à un ; puis Tottenham par une victoire un but à zéro et une défaite trois buts à quatre ; avant de tomber encore une fois face à Hambourg, en quarts de finale. Les deux premières rencontres ayant été remportées par deux buts à zéro par l'une et l'autre des équipes, un match d'appui a eu lieu avec une victoire de Hambourg par deux buts à zéro.
L'année suivante, ils effectuent un bref parcours en Coupe des villes de foire, contre deux clubs portugais, Coimbra et le Vitória Setúbal FC. Ils franchissent le premier tour grâce au tirage à la pièce, chaque club ayant remporté son match à domicile un but à zéro. Les trois dernières saisons des années 1960 voient l'Olympique lyonnais rester dans le milieu de tableau, et échouer chaque année en huitièmes de finale de la coupe de France.
Un nouveau cycle démarre au début des années 1970. Les Lyonnais, dirigés par Aimé Mignot et renforcés par Bernard Lacombe, Serge Chiesa ou encore Raymond Domenech, atteignent la cinquième place en 1972 et se placent pour la première fois de leur histoire sur le podium du championnat de France en 1974 et 1975, loin derrière l'ASSE, champion de France ces deux années-là. Ils remportent l'édition 1973 de la Coupe de France en battant en finale le FC Nantes 2 buts à 1, mais ils ne parviennent pas à réaliser le doublé Coupe-Championnat qui leur était promis. Le club commence dès lors à devenir un habitué de la Coupe des coupes dont il atteint encore les huitièmes de finale en 1974. Malgré ces coups d'éclat, jamais l'OL n'est jamais en mesure de se mêler à la lutte pour le titre.
L'OL a de profonds problèmes financiers en 1977 car le monde professionnel instaure les contrats dit « à temps » qui obligent les clubs à être propriétaires de leurs joueurs en leur versant un salaire mensuel. La masse salariale étant de 4,9 millions de francs en 1976, l'OL n'a pas les moyens financiers suffisants, il possède un passif de cinq millions de francs. Pour survivre, le club est donc obligé de vendre, et cela commence avec le départ de Raymond Domenech à Strasbourg pour 600 000 francs, et la proposition de l'OL à ses joueurs de diminuer les salaires. En 1978, c'est Bernard Lacombe qui est obligé de quitter le club pour 1,6 million de francs.
À la fin des années 1970, le cycle s'achève et l'équipe retrouve les dernières places du championnat avec notamment une 18e place en 1980 qui lui fait frôler la relégation. Un barrage victorieux face à Avignon, grâce à une victoire par six buts à zéro au match aller et une défaite quatre buts à deux au retour, sauve pour un temps la situation. La saison suivante, l'ASSE remporte son dixième titre de champion. Jamais la célèbre phrase prononcée par le président des Verts dans les années 1970, Roger Rocher : « En matière de football, Lyon a toujours été la banlieue de Saint-Étienne » n'a eu autant de sens qu'à cet instant. Finalement relégués à l'issue de la saison 1982-1983, alors que Charles Mighirian prend la présidence du club, les Lyonnais, qui détiennent alors le record de la plus longue période consécutive dans l'élite avec vingt-neuf saisons, commencent un long purgatoire de six ans.

### L'arrivée de Jean-Michel Aulas et l'irrésistible remontée (1987-2001)

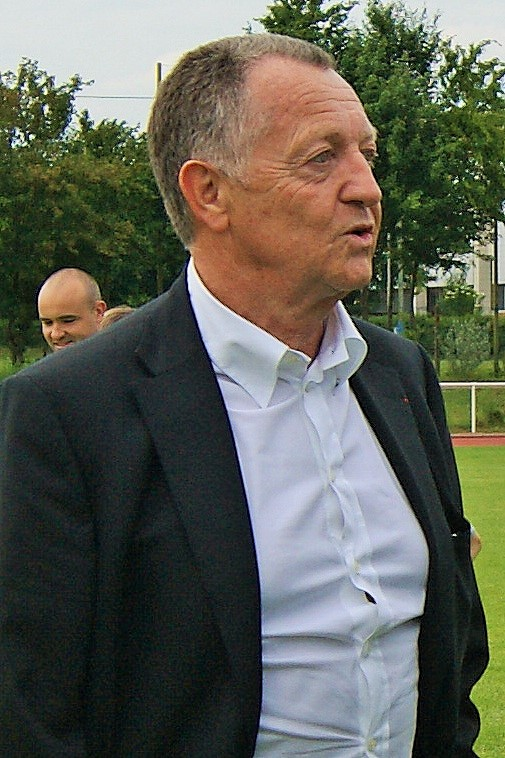
L'OL va prendre une nouvelle dimension avec l'arrivée de Jean-Michel Aulas en 1987.

En 1987, alors que le club vient de passer quelques années en deuxième division, Jean-Michel Aulas en prend la direction. Mais cette prise de pouvoir n'est pas le fruit du hasard. Dès le 1er mars 1987, lors d'une rencontre entre l'Olympique de Marseille et le Stade rennais, Bernard Tapie alors président de l'OM est interrogé par un journaliste rhodanien sur la situation du football à Lyon. Il répond qu'il « connaît un jeune industriel, Jean-Michel Aulas, qui ferait un excellent président pour l'OL ». Or ce dernier n'est que membre du Club des cents et quelque temps plus tard Charles Mighirian le nomme administrateur du club. Ce statut lui confère le droit de se présenter à la présidence, ce qu'il fait, et est élu le 15 juin 1987 à la succession de Charles Mighirian. Il ambitionne alors une « qualification européenne dans les trois ans ». Bien qu'il surprenne en limogeant presque dès son arrivée l'entraîneur Robert Nouzaret, l'un des symboles fort et populaire du club, la remontée en première division est acquise dès 1989, grâce entre autres à l'entraînement gagnant de Raymond Domenech. La qualification européenne annoncée est même atteinte après seulement deux saisons dans l'élite, le président Jean-Michel Aulas réalisant alors le pari de l'« Europe en trois ans » qu'il avait lancé à son arrivée. Mais le club frôle la relégation la saison suivante.
En 1995, l'OL revient sur le podium, finissant deuxième derrière des Nantais intouchables cette année-là, grâce à une génération de joueurs formés au club, dont le symbole est l'attaquant Florian Maurice. Lors de la saison 1995-1996 l'OL dispute sa première finale de Coupe de la Ligue face au FC Metz au Parc des Princes, pour une défaite aux tirs-au-but (5 tab à 4), avec des loupés de Stéphane Roche et Marcelo. La même année, le club prend goût à la Coupe d'Europe, éliminant notamment la Lazio de Rome. Il retrouve les compétitions continentales en 1997, par la petite porte, celle de l'Intertoto, remportée en finale face à Montpellier HSC victoires aller 0-1 et retour 3-2 pour l'OL.
L'équipe se renforce entre chaque saison et monte en puissance, elle termine sixième lors de la saison 1997-1998, puis troisième en 1998-1999 et 1999-2000. En 1999, l'apport de 104 millions de francs du groupe Pathé qui devient actionnaire à hauteur de 34 % permet à Jean-Michel Aulas de faire entrer son club dans une nouvelle ère en s'offrant un attaquant de renom : Sonny Anderson. Le buteur brésilien en provenance du FC Barcelone devient l'un des joueurs les plus emblématiques de l'histoire de l'Olympique lyonnais. Lors de la saison 2000-2001, et comme six ans auparavant, le club termine deuxième derrière le FC Nantes, mais remporte la Coupe de la Ligue face à l'AS Monaco, son premier trophée national depuis 1973.

### Au sommet de la Ligue 1: les années d'or (2001-2008)
En 2002, l'Olympique lyonnais obtient son premier titre de champion de France lors de la dernière journée. S'ensuit alors une série inédite de sept titres consécutifs de champion de France. Désormais l'Olympique lyonnais joue les premiers rôles, tant sur le plan national que sur la scène européenne, bien qu'il ne parvienne pas à passer le cap des demi-finales de la Ligue des champions. Le club intègre le G14, lobby des dix-huit clubs les plus importants d'Europe. Jean-Michel Aulas en devient même président en 2007 jusqu'à sa dissolution l'année suivante.

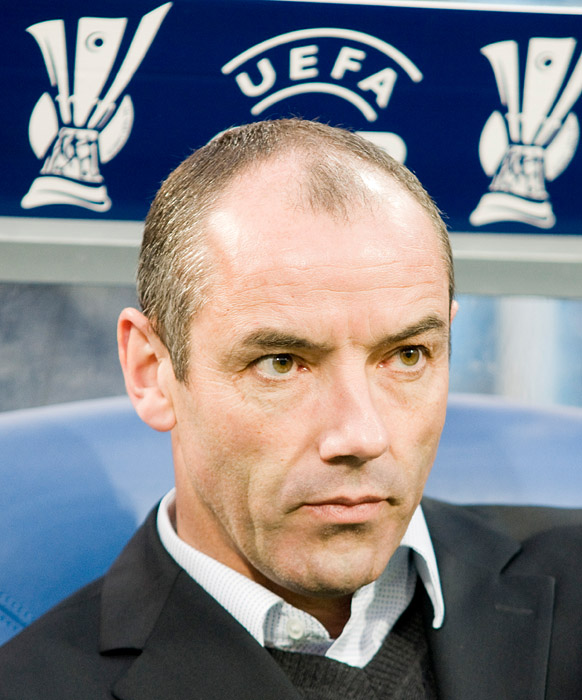
Paul Le Guen, entraîneur de 2002 à 2005.

L'Olympique lyonnais commence le championnat 2001-2002 avec une étiquette de favori. En effet, après une seconde place au championnat, une victoire en coupe de la Ligue et une bonne prestation en Ligue des champions l'année précédente, les hommes de Jacques Santini ne peuvent plus créer l'effet de surprise. Alors que le club lyonnais est en tête lors de la neuvième journée, il est peu à peu distancé par le leader lensois, qui compte sept points d'avance au soir de la dix-neuvième journée. Mais l'écart ne va cesser de diminuer, à tel point qu'à la veille de la dernière journée, un seul point départage les deux équipes, qui s'affrontent au stade de Gerland. Le duel tourne en faveur de l'Olympique lyonnais qui s'impose par trois buts à un et remporte ainsi son premier titre de champion. Le club termine la saison invaincu à domicile, avec quatorze victoires et trois matchs nuls.
L'année suivante, Paul Le Guen a remplacé Jacques Santini mais le scénario est similaire. Après un début de saison poussif, l'Olympique lyonnais rattrape le peloton de tête à mi-saison. À dix journées de la fin, le club est quatrième et compte six points de retard sur Marseille, mais six victoires consécutives lui permettent de prendre la tête au soir de la trente-deuxième journée, qu'il conserve jusqu'à la fin du championnat. La saison 2003-2004 voit l'Olympique lyonnais de Paul Le Guen proposer un jeu plus offensif, qui permet à l'équipe de remporter un troisième titre d'affilée à l'issue d'un duel serré avec l'AS Monaco, en tête de la 7e à la 31e journée. L'OL a pour la première fois la meilleure attaque du championnat. En Ligue des champions, l'OL se hisse jusqu'en quart de finale avant d'être battu par le futur vainqueur de la compétition, le FC Porto.
La saison suivante, l'OL est plus dominateur en championnat : en tête dès la dixième journée, les Lyonnais terminent avec douze points d'avance sur leur dauphin, le LOSC Lille. En Ligue des champions, ils s'arrêtent de nouveau en quart de finale, éliminés aux tirs au but par le PSV Eindhoven. Une polémique est née à la suite d'un pénalty non sifflé sur l'attaquant lyonnais Nilmar, le gardien adverse lui attrapant la cheville dans la surface et le faisant chuter. À la suite du départ de Le Guen, Gérard Houllier est nommé entraîneur le 29 mai 2005. L'équipe survole de nouveau le championnat : dix-huit points la sépare des Girondins de Bordeaux à la fin de la saison. Selon le livre de Bastien Drut Sciences Sociales Football Club, l'OL a obtenu lors de la saison 2006-2007 le meilleur score ELO jamais atteint en championnat de France. L'année suivante, l'OL accentue encore sa domination : les Lyonnais chutent pour la première fois à Rennes le 4 novembre, après neuf victoires consécutives. Cette défaite l'empêche d'égaler le record de dix victoires de suite en championnat de France, codétenu par l'AS Saint-Étienne, les Girondins de Bordeaux et le Stade de Reims. Lyon bat le record de la meilleure entame de saison avec seize victoires, deux nuls pour une défaite. La deuxième moitié de saison est plus difficile. En mars 2007, l'OL se fait éliminer en huitième de finale de la Ligue des champions par l'AS Rome, ce qui constitue son plus mauvais résultat depuis quatre ans puis perd la finale de la Coupe de la Ligue contre Bordeaux. Mais le club conserve le titre de champion de France, cinq matchs avant la fin de la saison, et égale son record du plus grand nombre de victoires à l'extérieur.

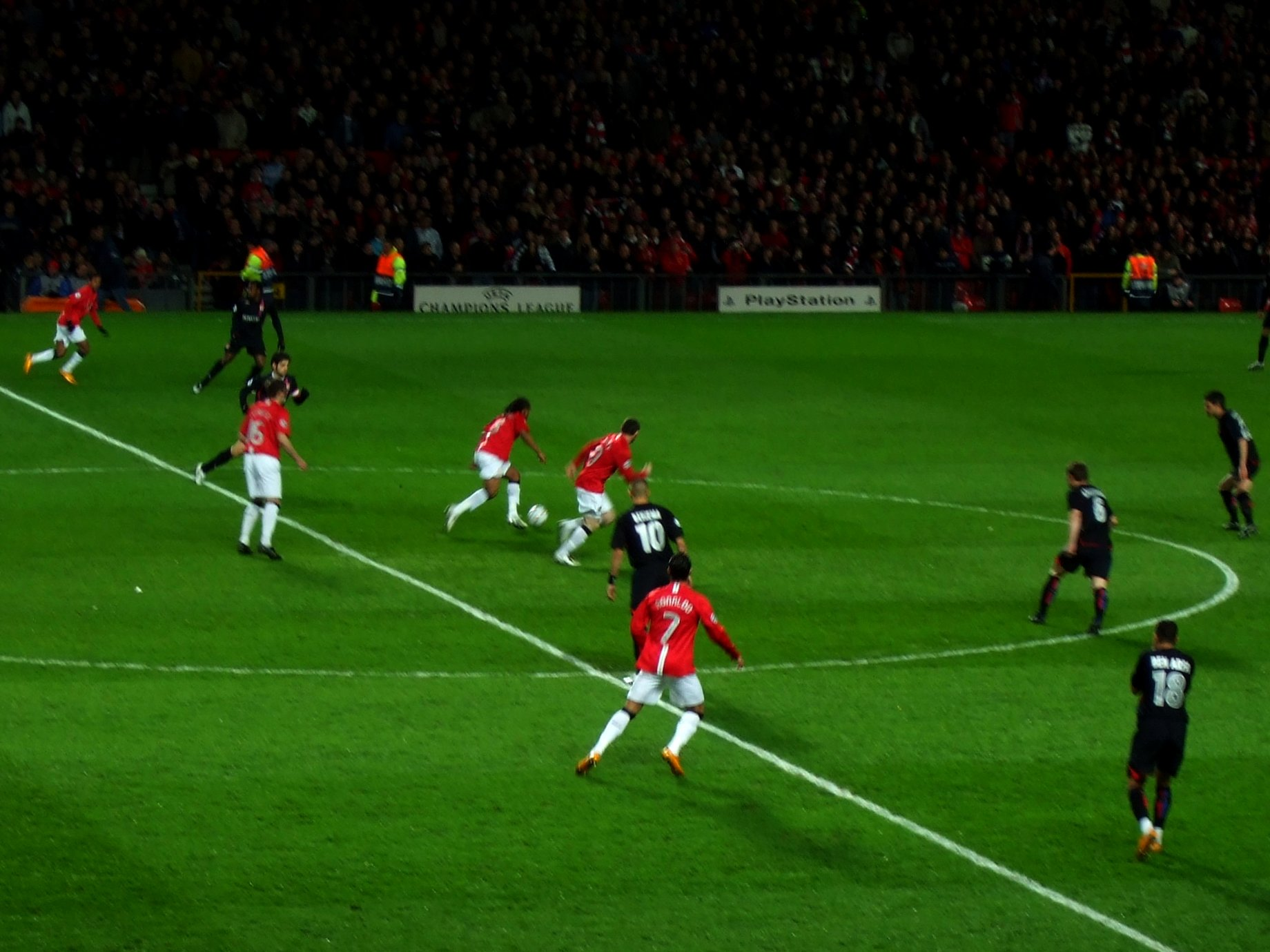
Contre Manchester United en Ligue des champions 2007-2008.

Les échecs européens conduisent au départ d'Houllier, Alain Perrin le remplace. Bien qu'en tête toute la saison, l'OL doit affronter la concurrence de Bordeaux jusqu'à la dernière journée. En disposant de l'AJ Auxerre, Lyon est champion pour la septième fois consécutive et bat ainsi le record du nombre de championnats gagnés consécutivement en France. Il remporte une semaine plus tard la coupe de France en prenant le dessus sur le Paris SG, ce qui lui permet de fêter le premier doublé de son histoire. Néanmoins, l'entraîneur Alain Perrin est débarqué en raison de mésententes récurrentes avec certains joueurs et des membres du staff, notamment Joël Bats et Robert Duverne.
Entre le titre de 2002 et celui de 2007, l'effectif est renouvelé à 80 % et quatre entraîneurs se succèdent. Il s'agit de Jacques Santini, Paul Le Guen, Gérard Houllier et Alain Perrin mais cela ne remet pas en cause la stabilité garantie par le duo Bernard Lacombe et Jean-Michel Aulas, qui explique en grande partie le succès du club. Pourtant, depuis la fin de l'année 2006, Lyon a marqué le pas dans la hiérarchie européenne. Incapable de franchir les huitièmes de finale de Ligue des champions trois années de suite, il semble avoir des difficultés à retrouver son efficacité, a fortiori après le départ de plusieurs joueurs majeurs. Sur la scène nationale, depuis le début de l'année 2007, il éprouve certaines difficultés à imposer son jeu comme il le faisait les deux-trois années précédentes.

### Déclin, stagnation et développement du centre de formation (2008-2016)

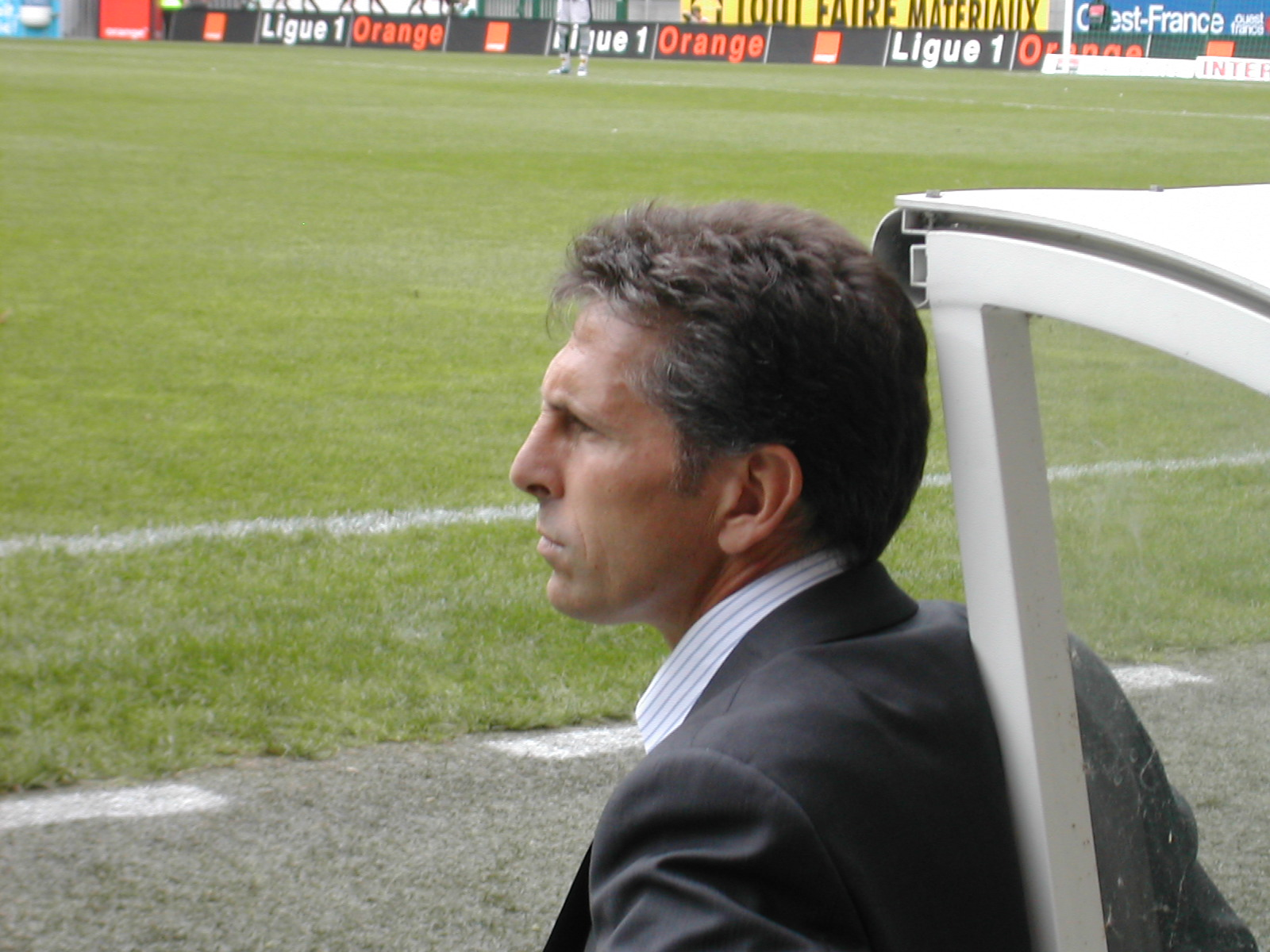
Claude Puel, manager général de 2008 à 2011.

Déclin malgré une demi-finale de Ligue des champions (2008-2011)
À partir de 2008, s'ouvre une période de déclin quasi continu, à la fois en Ligue 1 et sur la scène européenne. Pour remplacer Alain Perrin, Jean-Michel Aulas parvient à recruter Claude Puel, qu'il avait convoité à plusieurs reprises les années précédentes. Malgré le titre honorifique de champion d'automne lors de la saison 2008-2009, les résultats ne sont pas satisfaisants : Lyon est défait en Ligue des champions par le futur vainqueur, le FC Barcelone, et ne parvient pas à suivre le rythme de Bordeaux en championnat, qui le dépasse. Pour la première fois depuis 2000, Lyon n'obtient aucun trophée, excepté le titre de la section féminine. À la fin de la saison, Juninho quitte le club et Karim Benzema est transféré au Real Madrid contre la somme de 35 millions d'euros. Lyon dépense alors plus de 70 millions d'euros pour recruter Lisandro López, Aly Cissokho, Michel Bastos et Bafétimbi Gomis, avec l'objectif de reconquérir le titre lors de la saison suivante. Cependant, en championnat, plusieurs faux pas placent Lyon loin derrière le leader bordelais, à treize points à la trêve hivernale. Lors de la seconde partie de la saison, le collectif lyonnais recouvre sa pleine capacité en éliminant le Real Madrid puis les Girondins de Bordeaux de la Ligue des champions. La première demi-finale de la compétition de l'histoire lyonnaise se joue contre le Bayern Munich, mais deux défaites lors des deux rencontres sonnent la fin de ce parcours européen. Cependant, les Lyonnais parviennent à décrocher la deuxième place de Ligue 1 lors de la dernière journée.
Pour la saison 2010-2011, plusieurs joueurs quittent Lyon, tandis que seuls Jimmy Briand, puis Yoann Gourcuff pour 22 millions d'euros sont recrutés. Le début de saison est difficile, l'OL perd notamment son premier derby contre Saint-Étienne à domicile depuis 1994. Dix-huitième après sept journées, à onze points du leader, le maintien de Claude Puel, rejeté par une partie importante des supporters et dont les relations avec Bernard Lacombe sont difficiles,, est questionné sans que Jean-Michel Aulas ne le remercie. Les résultats s'améliorent et Lyon rejoint le podium en décembre. Le club est éliminé en 8e de finale de la Ligue des champions par le Real Madrid et malgré une fin de saison plutôt difficile, termine troisième du championnat en devançant sur le fil le Paris SG et obtient donc une qualification pour le tour préliminaire de la Ligue des champions. Pour retrouver le chemin des titres, Rémi Garde est nommé entraîneur tandis que les dirigeants favorisent la formation en promouvant Jérémy Pied, Clément Grenier, Ishak Belfodil ou Alexandre Lacazette, tandis que Jean-Michel Aulas décide de confier davantage de pouvoirs à Bernard Lacombe. En même temps, le club connaît de nombreux départs dans le staff comme celui de l'entraîneur des attaquants, Sonny Anderson, ainsi que de nouvelles difficultés sur le plan financier. Lyon enregistre ainsi les arrivées peu onéreuses de Bakary Koné, Mouhamadou Dabo et Gueida Fofana, mais perd Cesar Delgado, Jérémy Toulalan et Miralem Pjanić. Une grande étape de reconstruction commence. Pendant toute l'ère Puel, Lyon sera resté cantonné aux places d'honneur sans jamais obtenir de titre.
Stagnation et projet sportif construit autour du centre de formation (2011-2016)

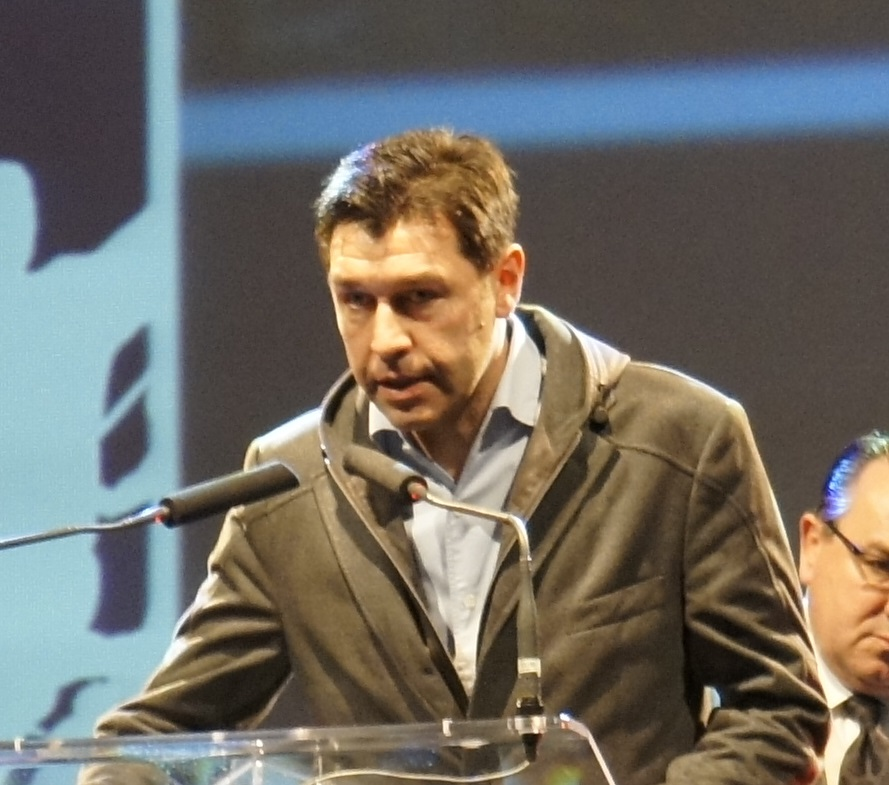
Hubert Fournier remplace Rémi Garde à partir de 2014.

La saison 2011-2012 donne l'occasion à l'OL de participer pour la douzième fois consécutive à la Ligue des champions après l'élimination du Rubin Kazan en tour préliminaire, et de fêter dignement par une victoire (2-0 face au Dinamo Zagreb) son centième match dans la compétition, un record pour un club français. Le club parvient également à se qualifier pour la neuvième fois consécutive en huitièmes de finale, grâce à un dernier match remporté 7-1 sur le terrain du Dinamo Zagreb, alors qu'il était dans l'obligation de combler une différence de 7 buts avec l'Ajax Amsterdam (battu dans le même temps 3-0 par le Real Madrid). Mais la campagne européenne se termine avec une élimination aux tirs au but en huitièmes de finale face à la modeste équipe chypriote de l'APOEL Nicosie. Dans l'hexagone, l'OL se hisse au quatrième rang du championnat à la trêve hivernale malgré ses sept défaites, avant de se qualifier successivement pour les finales de la Coupe de la Ligue et de la Coupe de France. Le club perd l'une de ces deux finales, celle de la Coupe de la Ligue, au profit de l'Olympique de Marseille (0-1) avant de remporter la suivante, en Coupe de France, deux semaines plus tard, face à l'US Quevilly (1-0). L'Olympique lyonnais décroche ainsi son premier titre depuis la saison 2007-2008. En championnat, le club termine finalement à la quatrième place et ne se qualifie pas en Ligue des champions (pour la première fois depuis 11 ans) mais en Ligue Europa.
La saison 2012-2013 commence avec un nouveau titre : Lyon obtient son septième Trophée des champions aux dépens de Montpellier, tandis que des joueurs importants quittent l'effectif (Cris, Hugo Lloris, Kim Källström, Aly Cissokho) dans l'optique de baisser la masse salariale. Ces départs sont compensés par de nouveaux transferts à bas prix voire gratuits (Steed Malbranque, Milan Bisevac, Arnold Mvuemba, Fabián Monzón) et l'avènement de jeunes joueurs formés au club notamment Alexandre Lacazette, Maxime Gonalons, Clément Grenier et Samuel Umtiti. Cette saison, l'Olympique lyonnais qui avait perdu de vue la Ligue des champions en 2012-2013, retrouve la plus prestigieuse des compétitions européennes en assurant le podium en Ligue 1 pour la quatorzième fois en quinze ans. Sur le plan européen, l'OL est éliminé de façon précoce en Ligue Europa par les Anglais de Tottenham et sa star, le Gallois Gareth Bale, vendu 100 millions d'euros au Real de Madrid quelques mois plus tard.

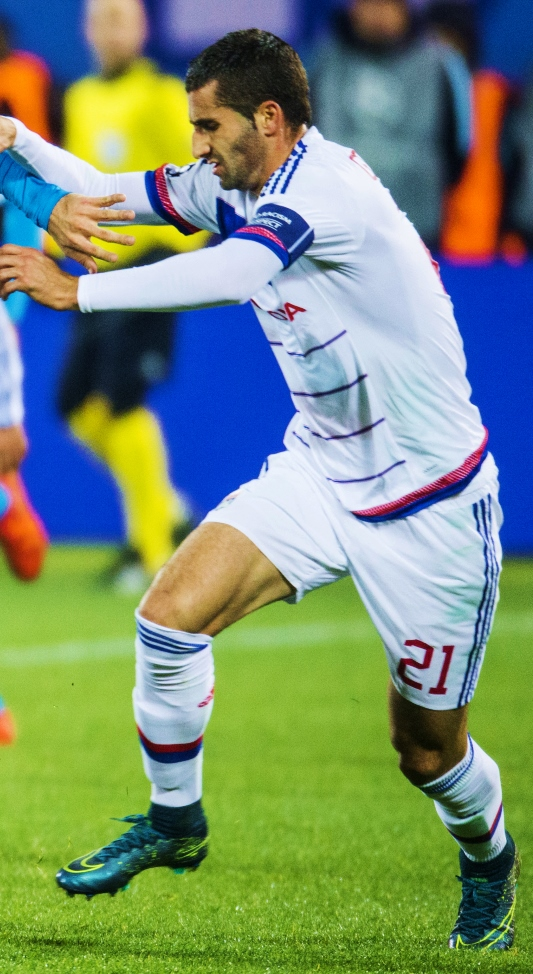
L'ancien capitaine Maxime Gonalons porte les couleurs lyonnaises durant huit saisons.

La saison 2013-2014 commence avec le troisième tour de qualification pour la Ligue des champions 2013-2014. L'OL réussit à éliminer les Suisses du Grasshopper Zurich et affronte ensuite la Real Sociedad. Bien que l'OL ait été tête de série lors du tirage au sort (en raison de son fort coefficient UEFA), les Espagnols battent Lyon qui est donc reversé en phase de poules de la Ligue Europa. Tête de série, l'OL se trouve dans un groupe avec les Espagnols du Betis Séville, les Portugais du Vitória de Guimarães et le club croate HNK Rijeka. En championnat, le club débute par deux victoires sur Nice et Sochaux mais est ensuite battu contre Reims et à Evian. Les défaites continuent ensuite face à Montpellier et Monaco. Lors de la 13e journée, les joueurs remportent le derby à Geoffroy Guichard face à Saint-Étienne (1-2). L'OL se qualifie pour les seizièmes de finale de la Ligue Europa en terminant à la première place de sa poule, devant le Betis. Au début de l'année 2014, Lyon se fait éliminer de la coupe de France par le RC Lens et connaît une mauvaise série en championnat. L'équipe remonte ensuite en championnat, notamment en battant Bordeaux à Chaban-Delmas dans les arrêts de jeu. Elle se qualifie également pour la finale de la coupe de la Ligue qu'elle perd cependant contre le Paris Saint-Germain. Lyon finit à la cinquième place du championnat. En compétition européenne, Lyon atteint les quarts de finale de la Ligue Europa, une première pour une équipe française dans la C3 depuis 2008-2009. Le club rhodanien est éliminé à ce stade de la compétition par la Juventus.
Le 23 mai 2014, Hubert Fournier est nommé entraîneur du club. Durant l'intersaison, le mercato de l'OL est une nouvelle fois marqué par des départs importants: Bafétimbi Gomis (à Swansea), Miguel Lopes (qui était prêté), Jimmy Briand (à Hanovre) ou encore Rémi Vercoutre (Caen) quittent tous le club, qui n'enregistre pas d'arrivées notables hormis celle de Christophe Jallet, arrière-droit du PSG. Durant cette saison de transition, le club va s'appuyer sur un nombre important de joueurs issus de son centre de formation (comme Nabil Fekir, Maxime Gonalons, Samuel Umtiti, Alexandre Lacazette, Clinton Njie, Corentin Tolisso, Jordan Ferri ou Anthony Lopes). Sous la direction d'Hubert Fournier, l'OL connaît des débuts difficiles et est éliminé en barrages de la Ligue Europa face au club roumain de l'Astra Giurgiu, ce qui met fin à une série de dix-sept participations consécutives en coupe d'Europe. Également éliminée de façon précoce dans les deux coupes nationales (défaite 3-2 à Nantes en 16es de finale de la Coupe de France, et défaite aux tirs au but face à Monaco en huitièmes de finale de la Coupe de la Ligue), l'équipe redresse toutefois la barre en championnat, se maintenant à la première place du classement pendant une grande partie de la phase retour. Alexandre Lacazette devient meilleur buteur du championnat. Cette saison marque globalement la nette progression des joueurs lyonnais formés au club. Cependant lors de la 36e journée de Ligue 1, l'OL perd pratiquement tout espoir de titre en s'inclinant lourdement à Caen (3-0). Le club accroche toutefois la deuxième place qui lui permet de retrouver la Ligue des champions. Cette saison, Alexandre Lacazette est élu meilleur joueur du championnat, Nabil Fekir meilleur espoir. Tous les deux, ainsi que Christophe Jallet, figurent dans l'équipe type de la saison.
Mais la première moitié de saison 2015-2016 est laborieuse et certains joueurs majeurs souffrent d'un manque de confiance. Après une très décevante dernière place dans son groupe de Ligue des champions (pourtant jugé par les observateurs comme largement à la portée de l'OL), le club rhodanien chute à la neuvième place en Ligue 1 juste avant la trêve hivernale. L'entraîneur Hubert Fournier en fait les frais et est limogé la veille de Noël.

### L'ère Parc OL, période de transition (2016-2022)
Le stade de l'OL, le stade de Gerland, appartient à la ville de Lyon, et pas au club, l'Olympique lyonnais ne perçoit donc qu'une partie des recettes dues à la billetterie. Le stade est de plus en plus vieux (il date de 1920), et a une capacité limitée (41 842 places), le stade était souvent plein. Jean-Michel Aulas a donc pris la décision de faire construire un nouveau stade, le Parc Olympique lyonnais. Afin de rembourser son prix (480 Millions d'euros), le président du club rhodanien se base sur une nouvelle stratégie pendant le mercato : il achète de jeunes joueurs talentueux à de petits clubs (Tanguy Ndombélé, Ferland Mendy, Bruno Guimarães) ou les forme au centre de formation (Alexandre Lacazette, Corentin Tolisso), et les vend cher à de grands clubs européens.

#### Nouveau stade et beau parcours en League Europa (2016-2017)

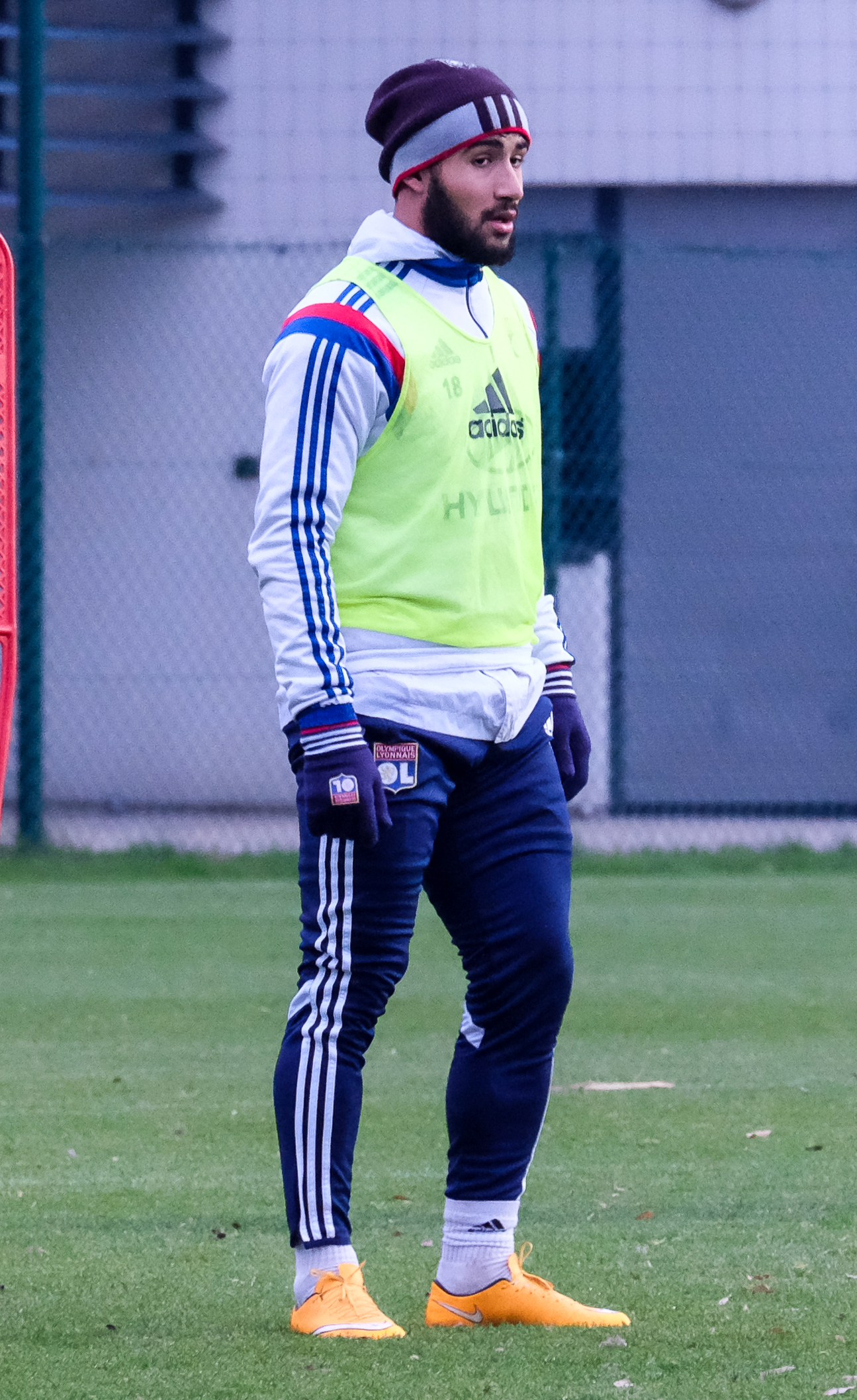
Nabil Fekir est l'un des leaders de l'OL dans les années 2010.

Le 24 décembre 2015, Bruno Genesio est nommé entraîneur du club. Le 9 janvier 2016, l'Olympique lyonnais a inauguré son nouveau stade (Parc Olympique lyonnais) à l'occasion d'un match contre l'ESTAC en s'imposant 4 buts à 1. Alexandre Lacazette devient le premier buteur du nouveau stade.
Lors de la 28e journée de Ligue 1, l'OL affronte le PSG dans un stade à guichets fermés. Grâce notamment à un magnifique but de Sergi Darder, les Lyonnais s'imposent 2 buts à 1, la première défaite de la saison en Ligue 1 pour le PSG.
Le 7 mai, lors du dernier match à domicile de l'Olympique lyonnais de la saison, l'OL s'impose sur le score de 6-1 face à l'AS Monaco lui permettant d'être seul deuxième du championnat.
Le 2 octobre 2016, l'OL remporte le premier derby contre Saint-Étienne de l'histoire du Parc Olympique lyonnais sur le score de 2-0, grâce à des buts de Darder et Ghezzal. Le record d'affluence est également battu sur ce match, avec 57 050 spectateurs annoncés.
Après une troisième place en phase de groupes de Ligue des champions, les Gones se qualifient pour les 16es de finale de Ligue Europa. Ils éliminent d'abord l'AZ Alkmaar (4-1 ; 7-1). L'OL sort ensuite l'AS Roma (4-2 ; 1-2). Le 13 avril 2017, l'Olympique lyonnais reçoit le Besiktas en quart de finale aller de la Ligue Europa. Les Gones l'emportent 2 à 1 malgré l'envahissement du terrain par les supporters après des jets de projectiles et des bagarres. Quelques jours après, l'UEFA annonce une exclusion des compétitions européennes avec sursis pour les deux clubs, et cela pendant deux ans. Une semaine après le match aller mouvementé, le Besiktas reçoit à son tour l'OL. L'équipe turque gagne 2 à 1 ; les deux équipes jouent en prolongation, puis aux tirs au but. Le portier rhodanien, Anthony Lopes, arrête deux penalties coup sur coup, permettant à Lyon de se qualifier pour les demi-finales de la Ligue Europa (6-7 aux t.a.b). Les Gones sont ensuite éliminés par l'Ajax Amsterdam, après une lourde défaite au match aller (1-4 ; 3-1).

#### 2017-2019, saisons mitigées mais retour en8esde finale de Ligue des champions
La saison 2017-2018 est marquée par un carton dans le derby entre Lyon et Saint-Étienne. Le 5 novembre 2017, l'OL se déplace à Geoffroy-Guichard pour affronter Saint-Étienne dans le cadre de la 12e journée de Ligue 1. Ce soir-là, les Lyonnais remportent le match sur le score de 5-0, grâce notamment à un doublé de Nabil Fekir. Après avoir marqué le cinquième but, le capitaine des Gones brandit son maillot en direction du public, ce qui provoque la colère des supporters stéphanois, qui envahissent le terrain pendant 40 minutes.
Le 17 décembre 2017, l'OL accueille l'Olympique de Marseille au Parc Olympique lyonnais. L'OL s'impose 2-0 face aux Marseillais grâce à Nabil Fekir et Mariano Diaz. Ce match s'est déroulé devant un stade à guichet fermé avec un nouveau record de spectateurs pour un match de Ligue 1 (57 206 spectateurs). Ce match était aussi le dernier à domicile de Joël Bats au sein du club rhodanien.
Pour clore la 22e journée de Ligue 1, les Gones et le PSG s'affrontent au Parc Olympique lyonnais. Grâce à des buts de Fekir et de Memphis Depay, l'OL remporte le match 2-1.
Au cours de sa campagne de League Europa, l'OL réalise un parcours satisfaisant en poule. Les Gones terminent deuxième d'un groupe composé du club anglais d'Everton, des Chypriotes de l'Apollon Limassol et des Italiens de l'Atalanta Bergame, invaincus et solides leader avec 14 points au terme des matchs aller et retour. En phase finale, l'OL hérite du CSKA Moscou pour son huitième de finale. Le déplacement qui s'annonçait périlleux sur la pelouse du club russe se solde par une victoire 1 à 0. L'état du terrain ne permettant pas aux lyonnais d'exploiter leurs qualités techniques, les joueurs de Bruno Genesio s'en sont remis à un but sur coup de pied arrêté. C'est le défenseur central brésilien Marcelo qui a inscrit un but de la tête à la 69e minute sur un corner frappé par Depay. Extrêmement solide en League Europa à domicile et vainqueur du match aller en Russie, l'OL arrive dans la peau du favori lors du huitième de finale retour. Les succès lors de l'édition 2016-2017 face à la Roma, le Besiktas ou encore l'Ajax Amsterdam ainsi que la victoire face à Villareal au tour précédent rappellent que l'OL marque et gagne dans son antre. Malheureusement, à la suite d'une prestation insipide en première période, les Lyonnais rentrent aux vestiaires en étant mené 1 but à 0 par le CSKA Moscou à la suite d'un but magnifique d'Aleksandr Golovin. Après la pause, Maxwell Cornet permet aux gones de revenir à un but partout et lance 13 minutes de folie. À la 60e puis la 65e ce sont respectivement Ahmed Musa et Pontus Wembloom qui portent la marque à 2-1 puis 3-1 et permettent au CSKA de prendre une sérieuse option sur la qualification. Poussé par ses supporteurs enflammés et la réduction du score de Mariano à la 71e (2-3), l'OL sort finalement la tête basse de la League Europa dont la finale devait être une apothéose à domicile.
Quelques jours plus tard, en clôture de la 30e journée de Ligue 1, l'OL se rend à l'Orange Vélodrome. Menés 1-0, les Lyonnais s'imposent finalement 3 buts à 2 grâce à une réalisation de Memphis Depay dans les dernières minutes. À la faveur de ce succès, les gones relancent alors le suspens dans la course à la Ligue des champions, revenant à seulement deux points de l'OM à huit journées de la fin de la saison. Après une ultime victoire à domicile face à l'OGC Nice en clôture du championnat, l'OL termine finalement à la troisième place du championnat. Cette dernière est par ailleurs directement qualificative pour la phase de groupe de la Ligue des champions 2018-2019 à la faveur de la victoire de l'Atletico de Madrid sur l'Olympique de Marseille en finale de la Ligue Europa.
En Ligue des champions 2018-2019, l'Olympique lyonnais hérite de Manchester City, qui a dominé la Premier League lors de la saison précédente, du club ukrainien du Chakhtar Donetsk et des Allemands d'Hoffenheim. À l'issue de la phrase de groupe, l'OL termine second de sa poule et se qualifie pour les huitième de finale. Le club est ensuite éliminé par le FC Barcelone, après une lourde défaite au Camp Nou (1-5).
Au cours de la saison 2018-2019, l'OL se montre irrégulier en championnat, réalisant de solides prestations face aux équipes du haut du tableau (victoire contre le PSG au Stade des Lumières, victoires contre Marseille et Saint-Étienne à domicile et à l'extérieur), tout en se montrant fébrile face aux équipes moins huppées (défaite à domicile contre Dijon, nul à domicile contre Nîmes, défaite à Reims).
Après une ultime victoire au Parc Olympique lyonnais contre Caen (4-0), le club parvient néanmoins à terminer une nouvelle fois troisième du championnat. Cette performance, conjuguée à la victoire de Chelsea (déjà qualifiée en Ligue des champions) en finale de la Ligue Europa, permet à l'OL d'éviter la phase de barrages et de se qualifier directement pour la phase de groupe de la Ligue des champions 2019-2020.
Après la victoire contre Caen, le président Jean-Michel Aulas annonce que le club souhaite « prendre des risques » afin de « passer la vitesse supérieure ». Dans cette optique, il annonce l'arrivée de l'ancienne gloire du club Juninho au poste de directeur sportif et de Sylvinho comme entraîneur, à la place de Bruno Genesio, qui a annoncé son souhait de ne pas rempiler pour la saison 2019-2020.

#### Échec de la direction sportive dirigée par Juninho malgré une demi-finale de LDC inattendue (2019-2022)
Sur le plan des transferts, l’été 2019 est marqué par trois ventes importantes : celle de Tanguy Ndombele à Tottenham pour un montant de 60 millions d'euros, de Ferland Mendy au Real Madrid pour 48 millions d'euros et du champion du monde Nabil Fekir au Bétis Séville pour 19,75 millions d'euros. Ces trois ventes permettent au duo Sylvinho-Juninho d’avoir la manne financière suffisante pour renforcer l’effectif de manière homogène. L’objectif est de permettre à l’équipe de retrouver une certaine assise défensive et de répondre au souhait du nouvel entraîneur Sylvinho de bâtir une équipe organisée en 4-3-3.
Pour cela, le club recrute six joueurs, en se basant principalement sur des cibles identifiées par le responsable de la cellule de recrutement Florian Maurice : les milieux Thiago Mendes et Jeff Reine-Adélaïde, les défenseurs Joachim Andersen et Youssouf Koné ainsi que le gardien Ciprian Tătărușanu. Le club réactive également sa filière brésilienne en recrutant le milieu Jean Lucas Oliveira en provenance du FC Santos.
Après un début de saison prometteur (victoire 3-0 contre Monaco puis 6-0 contre Angers), l'équipe lyonnaise enchaîne les déconvenues en championnat (trois matches nuls et quatre défaites, soit sept matchs sans victoire consécutifs). À la suite d'une ultime défaite dans le derby contre Saint-Étienne (0-1), l'OL est classé 14e de Ligue 1. L'entraîneur Sylvinho est finalement écarté par le club le 7 octobre 2019. Quelques jours plus tard, il est remplacé dans ses fonctions par le Français Rudi Garcia.
L'ancien entraîneur de l'Olympique de Marseille obtient des résultats mitigés à la mi-saison en championnat, avec un bilan de 5 victoires, 2 nuls et 3 défaites en 10 matchs. En Ligue des champions, malgré deux défaites, à Benfica 1-2 et à St-Pétersbourg 0-2, les Gones se qualifient pour les 8es de finale de la Ligue des champions dans un ultime match face au RB Leipzig (2-2), grâce à la victoire des portugais de Benfica face au Zénith Saint-Pétersbourg.
À la fin de l'année 2019, le club est confronté à une accumulation de blessures au sein de son effectif (Memphis Depay, Jeff-Reine Adélaide, Léo Dubois, Youssouf Koné). Pour pallier ces absences, le club recrute l'attaquant camerounais Karl Toko-Ekambi (prêté par Villareal), le prometteur brésilien Bruno Guimarães, et mise une nouvelle fois sur son centre de formation en donnant plus de responsabilités à certains jeunes (Maxence Caqueret, Rayan Cherki).

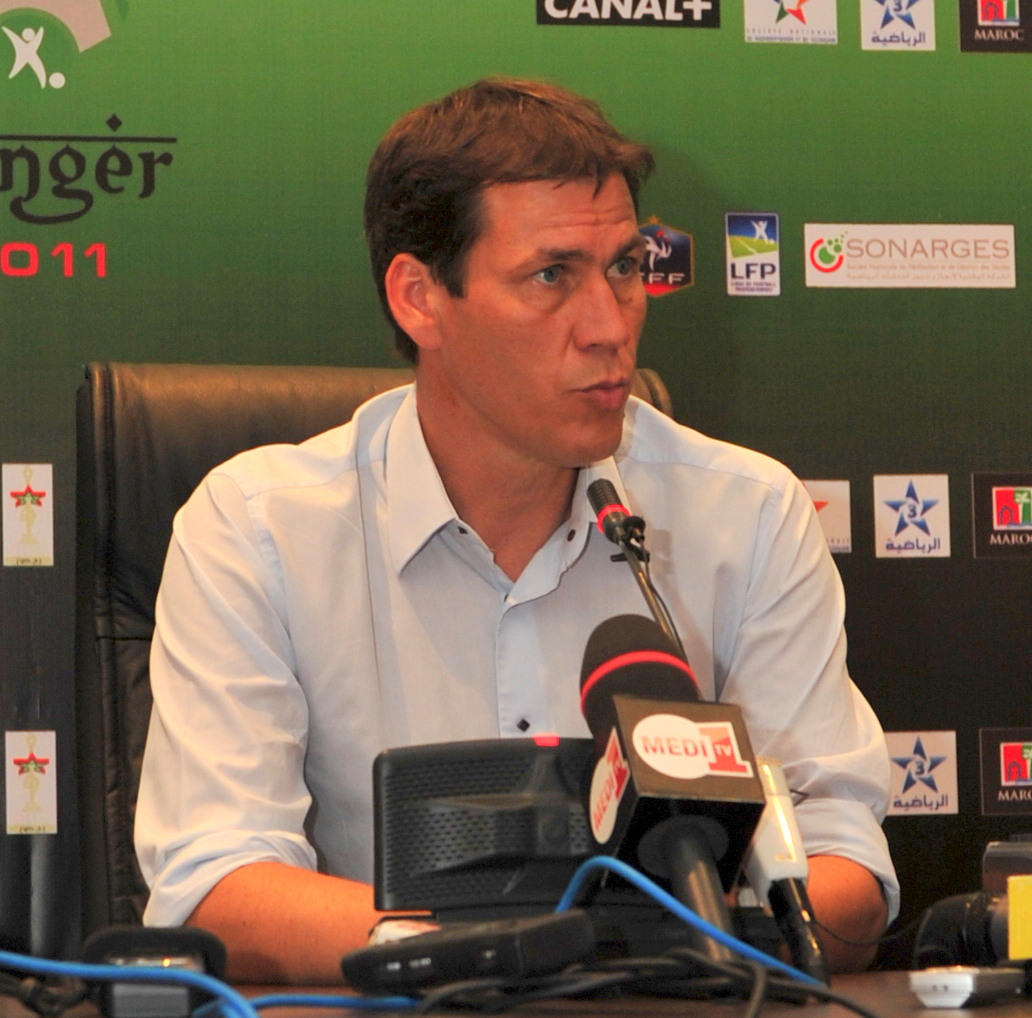
Malgré une demi-finale de Ligue des champions, l'OL de Rudi Garcia obtient des résultats décevants en championnat (7e puis 4e).

Mais l'année 2020 débute sous d'autres augures. Lyon entame sa deuxième partie de saison par un mois de janvier parfait avec une série de sept victoires consécutives dont une qualification en finale de la dernière édition de la Coupe de la Ligue. Mais, l'OL enchaîne ensuite trois matchs sans victoire en championnat, et malgré les débuts très prometteurs de Bruno Guimarães, Lyon est relégué à 10 points du podium à la suite de la défaite au LOSC Lille (0-1) lors de la 28e journée. Le club rhodanien est éliminé de Coupe de France en demi-finales face à Paris. En Ligue des champions, les joueurs lyonnais font rêver les supporters en s'imposant face à la Juventus en huitièmes de finale en s’imposant 2e- 2 avec une victoire 1-0 au match aller à domicile et se qualifient donc pour les quarts de finale face à Manchester City. Club contre lequel les joueurs lyonnais surprennent, en s’imposant 3 buts à 1. Après cette victoire, Lyon se qualifie en demi-finale de la Ligue des champions pour la deuxième fois de son histoire après celle de 2010. Les joueurs se retrouvent face au grand favori de la compétition, le Bayern Munich qui vient d’humilier le FC Barcelone 8 buts à 2. En demi-finales, les Gones s'inclinent 3 à 0 face au futur vainqueur de la compétition. Après une frappe de Karl Toko-Ekambi sur le poteau, Serge Gnabry réduit à néant les espoirs lyonnais en inscrivant un doublé (18', 33') avant que Robert Lewandowski ne parachève la victoire (0-3, 88').
Malgré un très bon parcours européen, l'OL a du mal à redémarrer la saison 2020-2021. Absents de toute coupe d'Europe à la suite de leur septième place lors de la saison précédente, Lyon ne peut jouer que les compétitions nationales (ligue 1 et coupe de France). Au bout de six journées, Lyon compte qu'une seule victoire et pointe à la 14e place du classement. Cependant après la trêve d'octobre et la fin du mercato, Lyon enchaîne les victoires dont une au Parc des Princes, au point de finir leader à mi-championnat et de décrocher le titre honorifique de champion d'automne. Le tout en ayant seulement une défaite et une série de 16 matchs sans défaites consécutives.
En 2021, Lyon commence sa phase retour par une défaite face au FC Metz et perd sa place de leader, mais il se reprend la semaine suivante en pulvérisant 5-0 son rival historique lors du 122e derby, puis contre Bordeaux (victoire 2-1). Néanmoins, cette embellie est de courte durée. À l'image des saisons précédentes, l'OL se montre incapable d'enchaîner les bons résultats et perd des points importants à domicile face à ses concurrents directs (défaites contre le PSG 4-2, puis contre Lille 3-2 après avoir pourtant mené 2-0). Au terme d'une saison décevante et d'une ultime défaite à domicile contre Nice, le club finit quatrième du championnat et doit se contenter d'une qualification en Ligue Europa. Dans les jours qui suivent la fin du championnat, des tensions apparaissent alors au sein du club. Après avoir annoncé son départ de Lyon, l'entraîneur Rudi Garcia accuse dans la presse le directeur sportif Juninho d'avoir notamment semé la discorde au sein du club. Ce dernier lui répond en lui reprochant son manque d'autorité envers des joueurs cadres de l'équipe.

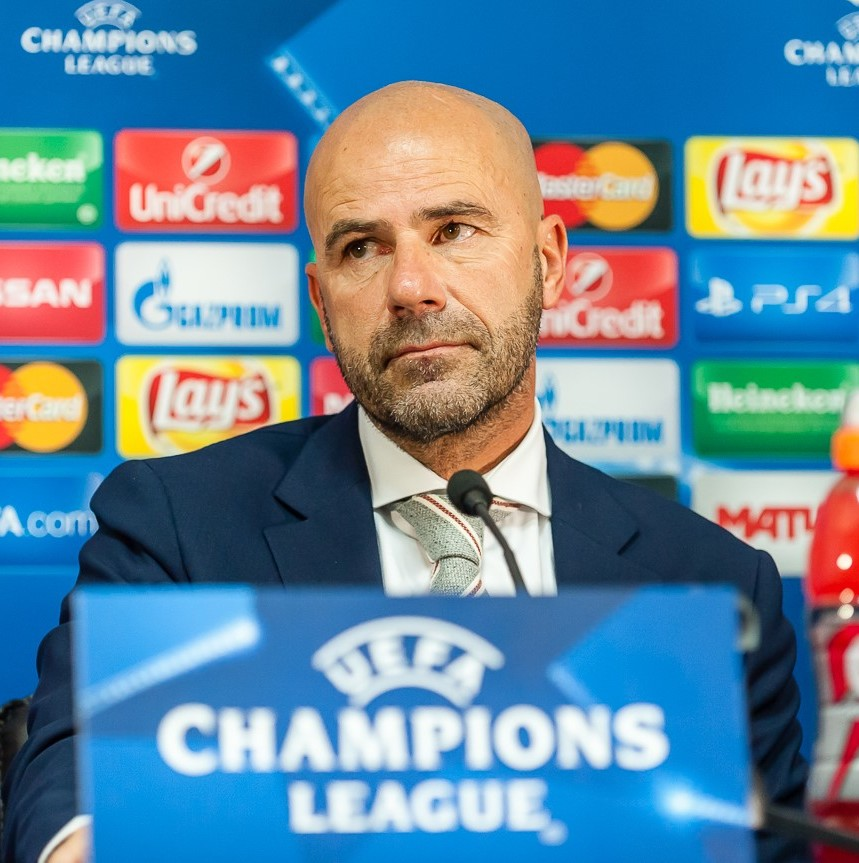
L'arrivée de Peter Bosz symbolise la volonté du club d'instaurer un jeu offensif et s'appuyant sur le centre de formation.

Pour remplacer Rudi Garcia, la direction du club nomme le néerlandais Peter Bosz, ancien coach de l'Ajax Amsterdam et du Bayer Leverkusen, en tant qu'entraîneur de l'équipe première.
Après la plus mauvaise saison du club depuis 1997, une huitième place en Ligue 1 et une élimination en quarts de finale de la Ligue Europa face à West-Ham (1-1 à Londres, 0-3 à Lyon), Peter Bosz est bien parti pour rester et enchaîner une deuxième saison avec l'OL.

### Rachat du club par John Textor, nouveau projet sportif et problèmes administratifs (depuis 2022)
Alors que deux joueurs emblématiques de l'OL dont Alexandre Lacazette et Corentin Tolisso reviennent au club après plusieurs années passées à l'étranger, le club est racheté par l'homme d'affaires américain John Textor, déjà actionnaire des clubs de Botafogo FR au Brésil, du RWD Molenbeek en Belgique et de Crystal Palace en Angleterre. Lors de la conférence de presse de présentation, il affirme que « l’OL sera la pierre angulaire de notre projet », ce qui explique le rachat de 66,5 % du capital du club. Il affirme également que Jean-Michel Aulas restera à la tête du club pour au moins trois saisons supplémentaires. L'arrivée à la tête du club de l'homme d'affaires américain laisse présager un nouveau projet sportif à l'Olympique lyonnais. En effet, dans sa conférence de présentation à la tête du club, il explique qu'il ne se considère pas comme un investisseur, mais comme un « bâtisseur », qui est « là en tant que ressource » et qui « amène plus de capital ».
Sur le plan sportif, du fait de la huitième place en Ligue 1 durant la saison précédente, l'OL ne concourt que pour les compétitions nationales que sont la Ligue 1 et la Coupe de France lors de la saison 2022-2023. À la suite de la dixième journée où Lyon fait nul face à Toulouse à domicile (1-1), le club se retrouve à la neuvième place du championnat avec 14 points (4 victoires, 2 nuls et 4 défaites).
Le 9 octobre 2022, l'entraîneur lyonnais Peter Bosz est mise à pied et est remplacé par Laurent Blanc, ancien entraîneur du PSG et de l'équipe de France,.
Lors du mercato hivernal, le défenseur central croate Dejan Lovren revient au club qu'il avait quitté en 2013. De même, l'attaquant suédois Amin Sarr et l'ailier gauche brésilien Jeffinho arrivent au club durant ce mercato.
Le 8 mai 2023, le club annonce le départ de Jean-Michel Aulas de la présidence après 37 ans passés à la tête du club. Il est remplacé à compter du 5 mai 2023 par le propriétaire John Textor qui devient président-directeur général ainsi que directeur général par intérim. Jean-Michel Aulas devient alors Président d'Honneur, une fonction honorifique pour l'ensemble de son œuvre à l'Olympique lyonnais.
Lors de la deuxième partie de saison 2022-2023, l'équipe lyonnaise, désormais dirigée par Laurent Blanc, parvient à trouver une meilleure dynamique en championnat mais échoue à décrocher une place européenne et termine à la septième place.
Le 4 août 2023, au terme d'une offre publique d'achat (OPA) d'actions, John Textor détient désormais 87,81 % du capital de l'Olympique lyonnais,,.
Cette nouvelle ère commence par une défaite 2-1 contre le RC Strasbourg lors de la première journée de ligue 1.
Le début de saison commence mal pour le club. Avec un effectif diminué (départs de Castello Lukeba et Bradley Barcola, blessures d'Anthony Lopes et de Dejan Lovren), l'équipe enchaîne les contre-performances. Après une ultime défaite contre le PSG (1-4) et une dernière place en Ligue 1, l'entraîneur Laurent blanc est mis à pied le 8 septembre 2023.
Le 16 septembre 2023, l'entraîneur italien Fabio Grosso, qui est également un ancien joueur du club, est nommé à la tête de l'équipe première.

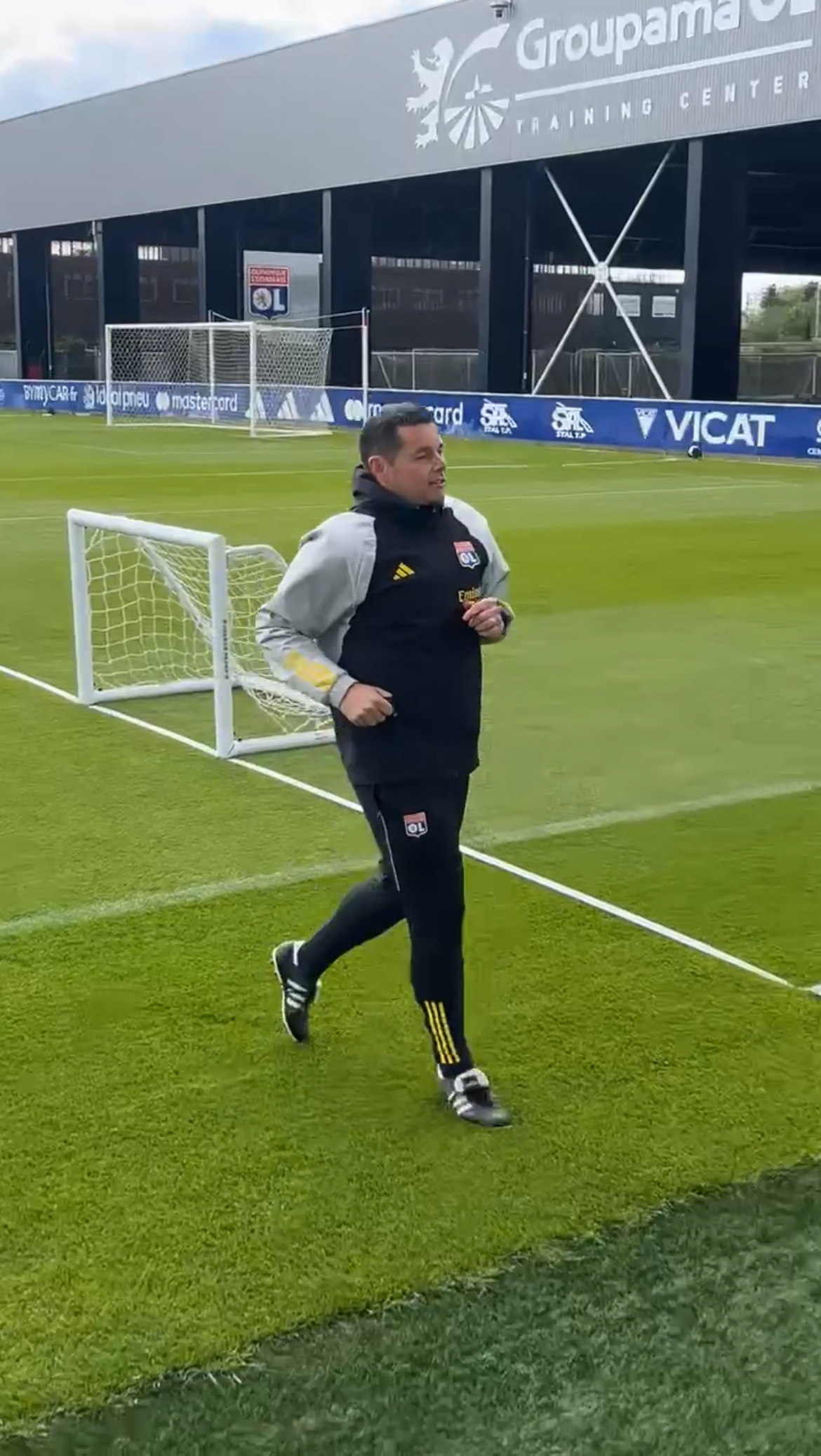
L'ère Pierre Sage est marquée par une remontée historique au classement et un retour en coupe d'Europe.

Il faut attendre le 8 octobre 2023, lors du match OL-Lorient, pour que le club lyonnais mène au score pour la première fois de la saison, avant de se faire rejoindre pour finir sur un nul 3-3. Ce n'est qu'à la 11e journée qu'elle enregistre sa première victoire de la saison. Alors que le club est dernier du classement de L1, la direction annonce fin novembre "la mise à pied" de Fabio Grosso. L'intérim est assuré par Pierre Sage. Ce dernier devient l'entraineur principal de l'équipe et signe un contrat jusqu'en juin 2026. Sous sa direction, le club réalise un redressement inédit en quelques mois en se haussant à une 6ème place inespérée (significative de qualification en Ligue Europa), et en disputant une finale de Coupe de France (perdue contre le Paris Saint-Germain).
Lors de la saison 2024-2025, malgré un début d'exercice difficile avec deux défaites en deux journées (contre Rennes puis Monaco), le club lyonnais se relance rapidement et retrouve les premières places du championnat en retrouvant un style plutôt attractif selon les observateurs. L'équipe arrive même à se qualifier directement pour les 8ème de finale de la nouvelle formule de la Ligue Europa en se classant à la 6ème position.
En janvier 2025, à la suite de la trêve hivernale et des résultats jugés décevants depuis la reprise, le président John Textor décide d'écarter Pierre Sage contre l'opinion de certains supporters lyonnais. Il est remplacé quelques jours après par l'entraineur portugais Paulo Fonseca, libre depuis son licenciement du Milan AC en décembre 2024, après une série de mauvais résultats.
Le 24 juin 2025, la Direction nationale du contrôle de gestion prononce la rétrogradation du club en Ligue 2,. Dans les jours qui suivent, les supporters expriment leur colère et demandent la démission de John Textor et le 30 juin 2025, le club annonce son départ. Michele Kang est nommée présidente de l'OL alors que Michael Gerlinger devient directeur général. Le 9 juillet 2025, l'Olympique lyonnais annonce que la commission d'appel de la DNCG maintient finalement le club en Ligue 1, avec « un encadrement de la masse salariale et des indemnités de mutation sur le budget de L1 proposé ».

## Image et identité

### Maillot

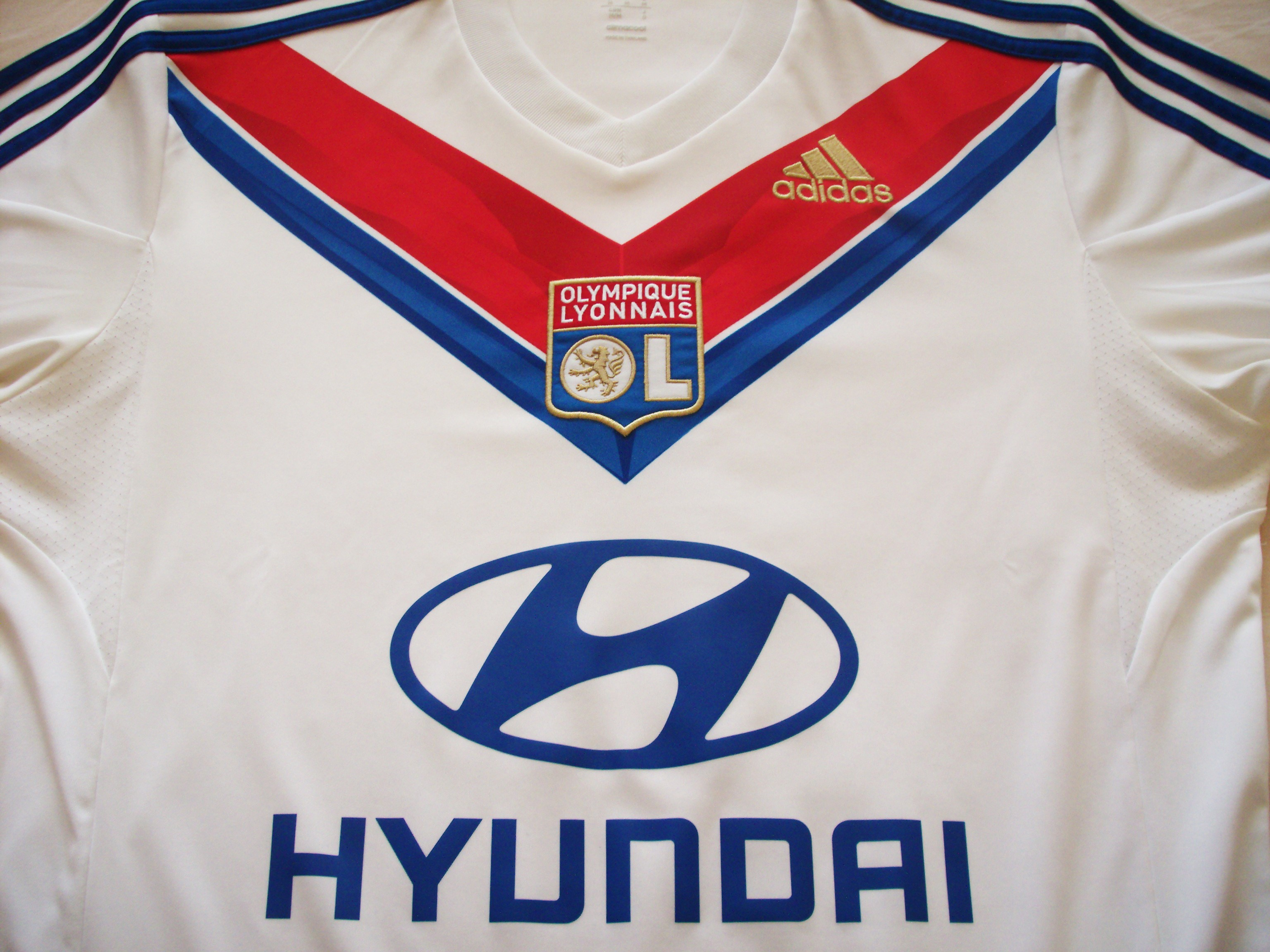
Le maillot 2013-2014 reprend le scapulaire des premières années.

Historiquement, la couleur des maillots domiciles de l'Olympique lyonnais est le blanc. Les premières années et jusqu'en 1961 le maillot blanc est recouvert d'un liseré en forme de « V » formé de deux bandes rouge et bleue, qui représentent les couleurs de la ville de Lyon. Le short est de couleur bleue et la place de l'écusson rouge sur le maillot est soit juste en dessous du col, soit sur le côté gauche de la poitrine.
Un premier changement dans le style de maillot est opéré en 1961 avec le remplacement des liserés en forme de « V » par deux bandes de couleur bleue et rouge placées horizontalement au niveau du ventre. Le short conserve sa couleur bleue jusqu'en 1964 où il est remplacé par du blanc et cela jusqu'en 1967. Le maillot avec bandes rouge et bleue est abandonné pendant les saisons 1967-1968 et 1969-1979 pour laisser place à un maillot blanc associé avec un short bleu. Entre ces deux dates, le maillot avec bande horizontale bleue et rouge et short bleu est réutilisé, puis associé à un short blanc entre 1970 et 1971.
| Période   | Équipementier  | Sponsor principal                     |
| --------- | -------------- | ------------------------------------- |
| 1964-1968 | Le Coq Sportif | Aucun                                 |
| 1968-1969 | Le Coq Sportif | Vittel                                |
| 1969-1972 | Le Coq Sportif | Aucun                                 |
| 1972-1973 | Le Coq Sportif | Chemise Club                          |
| 1973-1974 | Le Coq Sportif | Mister West                           |
| 1974-1975 | Le Coq Sportif | Carrefour                             |
| 1975-1976 | Le Coq Sportif | Jelmoli                               |
| 1976-1977 | Le Coq Sportif | Banga                                 |
| 1977-1978 | Le Coq Sportif | RTL                                   |
| 1978-1980 | Pony           | RTL                                   |
| 1980-1982 | Puma           | Carrefour                             |
| 1982-1983 | Puma           | Carrefour                             |
| 1983-1984 | Pony           | Carrefour                             |
| 1984-1985 | Puma           | Carrefour                             |
| 1985-1987 | Duarig         | Carrefour                             |
| 1987-1988 | Duarig         | Lyon Ville Européenne / Giraudy       |
| 1988-1989 | Duarig         | Le 69                                 |
| 1989-1990 | Duarig         | Faure                                 |
| 1990-1991 | Duarig         | Candia                                |
| 1991-1992 | Nike           | Zenith Data Systems / Canal+ / Candia |
| 1992-1993 | Nike           | Zenith Data Systems / Canal+          |
| 1993-1995 | Nike           | Justin Bridou / Sodexho               |
| 1995-1996 | Adidas         | Justin Bridou / Sodexho               |
| 1996-1997 | Adidas         | Sodexho                               |
| 1997-1999 | Adidas         | VediorBis / Sodexho                   |
| 1999-2000 | Adidas         | VediorBis / Pathé                     |
| 2000-2001 | Adidas         | Pathé / Infogrames                    |
| 2001-2002 | Adidas         | Renault Trucks / Continental          |
| 2002-2004 | Umbro          | Renault Trucks / Continental          |
| 2004-2006 | Umbro          | Renault Trucks / LG                   |
| 2006-2009 | Umbro          | Novotel / Ticket Restaurant           |
| 2009-2010 | Umbro          | Apicil / Betclic                      |
| 2010-2012 | Adidas         | Betclic                               |
| 2012-2020 | Adidas         | Hyundai                               |
| 2020-2029 | Adidas         | Emirates                              |
| 2029-2030 |                | Emirates                              |

À partir de 1971, une nouvelle version du maillot apparaît. Elle se compose d'un maillot blanc habituel avec deux fines bandes verticales de couleur rouge et bleu placée sur la partie gauche du maillot. La bande bleue est dans un premier temps celle de droite jusqu'en 1974, puis les couleurs sont inversées jusqu'en 1976.
À partir de 1971, une nouvelle version du maillot apparaît. Elle se compose d'un maillot blanc habituel avec deux fines bandes verticales de couleur rouge et bleu placée sur la partie gauche du maillot. La bande bleue est dans un premier temps celle de droite jusqu'en 1974, puis les couleurs sont inversées jusqu'en 1976.
Après 1976, un changement radical est opéré sur la tunique du club lyonnais. La couleur blanche est remplacée par un ensemble maillot et short entièrement rouge et dépourvu de blason pendant les deux saisons entre 1976 et 1978 puis ce rouge est complété de plusieurs bandes verticales bleues les deux saisons suivantes. Le maillot rouge uni est de nouveau remis en place à partir de 1980 et jusqu'en 1990 avec quelques variantes, notamment en 1985 où le haut du maillot et les manches ont une couleur blanche puis en 1989 avec une bande de couleur bleue en forme de « V » sur la partie haute du maillot.
La couleur originelle blanche est remise au goût du jour après 1990. Cette année-là, les liserés du style années 1950 sont remis en place. Les cinq années suivantes proposent des maillots plus bariolés avec couleur dominante blanche. Puis à partir de 1996, les bandes verticales rouge et bleue sont remises en place. Celles-ci sont placées sur le côté gauche du maillot jusqu'en 1998 avant de passer au modèle avec deux larges bandes verticales placées au milieu du maillot jusqu'en 2001. L'année suivante, l'équipe porte un maillot uniquement blanc. Le reste des années 2000 permet une alternance des tuniques à bandes verticales soit centrales, soit sur latérales. En 2009, l'Olympique lyonnais opte à nouveau pour un maillot à bandes horizontales, mais de manière inversée par rapport aux années 1960 puisque la bande rouge est sur la partie supérieure. L'année suivante, en 2010, l'OL adopte un maillot à bandes diagonales, avec des lions intégrés aux bandes. En 2012-2013,l'OL adopte toujours ces bandes mais tendant vers l'horizontalité. En 2015, l'OL abandonne les larges bandes pour les remplacer par de fines bandes bleu horizontale tout le long du maillot, avec le logo sur la poitrine droite, et non plus au milieu comme l'année précédente. Pour la saison 2015-2016, l'OL reprend la bande bleu horizontale le long de la poitrine, mais sans la bande rouge.
| De 1955 à 1961 | De 1961 à 1967 | De 1971 à 1976 | De 1976 à 1978 | De 1978 à 1979 | De 1980 à 1990 | De 1998 à 2001 | 2004-2006 |
| 2006-2008      | 2008-2009      | 2009-2010      | 2010-2011      | 2011-2012      | 2012-2013      | 2013-2014      | 2014-2015 |
| 2015-2016      | 2016-2017      | 2017-2018      | 2018-2019      | 2019-2020      | 2020-2021      | 2021-2022      | 2022-2023 |
| 2023-2024      | 2024-2025      |                |                |                |                |                |           |

À l'extérieur, l'Olympique lyonnais arbore principalement des tenues alternativement noires, rouges ou bleu foncé, utilisant un template différent du maillot domicile.
| 2004-2005 | 2006-2007 | 2007-2008 | 2009-2010 | 2010-2011 | 2011-2012 | 2012-2013 | 2013-2014 |           |
| 2014-2015 | 2015-2016 | 2016-2017 | 2017-2018 | 2018-2019 | 2019-2020 | 2020-2021 | 2021-2022 | 2022-2023 |
| 2023-2024 | 2024-2025 |           |           |           |           |           |           |           |

Le troisième maillot est l'occasion d'arborer des graphismes et des couleurs plus originaux que les deux autres tenues.
| 2004-2005 | 2005-2006 | 2006-2007 | 2007-2008 | 2008-2009 | 2009-2010 | 2010-2011 | 2011-2012 |
| 2012-2013 | 2013-2014 | 2014-2015 | 2015-2016 | 2016-2017 | 2017-2018 | 2018-2019 | 2019-2020 |
| 2020-2021 | 2021-2022 | 2022-2023 | 2023-2024 | 2024-2025 |           |           |           |

### Logos
Le premier blason de l'Olympique lyonnais est créé en 1950, lors de la fondation du club. Les couleurs rouge et bleu sont proposées par le chirurgien Albert Trillat,. Le blason est directement inspiré du blason de la ville de Lyon qui porte « de gueules au lion à la queue léopardée d'argent, au chef cousu d'azur chargé de trois fleurs de lys d'or », c'est-à-dire un blason dont la partie inférieure est de couleur rouge et recouverte d'un lion avec une partie supérieure de couleur bleue et recouverte de trois fleurs de lys. Celui de l'Olympique lyonnais conserve la même caractéristique inférieure mais en remplaçant les lys par la mention OL dans la partie supérieure. Ce logo apparaît sur la partie centrale du torse des premiers maillots. Il est conservé pendant les dix premières années d'existence avant d'être remplacé après les années 1960. À partir de 1970, le blason devient plus complexe avec une succession de bandes blanche, bleue et blanche sur le flanc droit ; le reste est de couleur rouge avec pour motif un ballon de football surmonté du lion caractéristique de la ville de Lyon. Les lettres OL se trouvent à gauche du lion et entrelacées. Ce motif avec un lion faisait face aux lettres OL est conservé sur le logo de 1961 et jusqu'en 1989.
Après l'arrivée de Jean-Michel Aulas en 1987, l'étude d'un nouvel emblème a été lancé. Celui-ci apparaît sur les maillots en 1989 et ne représente plus les blasons d'origine. Son graphisme est plus dynamique et moderne. Il se caractérise par les lettres OL en capital avec une ombre portée sur la droite. Deux liserés en forme de « V » sont incrustés dans les lettres. Le liseré supérieur est de couleur rouge, et le second de couleur bleu. Ce logo sera utilisé par l'Olympique lyonnais jusqu'en 1996. L'année 1996 marque une nouvelle évolution dans le graphisme de l'emblème de l'Olympique lyonnais. Celui-ci retrouve une forme de blason avec chef, c'est-à-dire une bande supérieure horizontale. Celle-ci est de couleur rouge avec en fond et sur deux lignes la mention « Olympique lyonnais » en lettres capitales de couleur or. La partie inférieure teinte en bleue est superposée des lettres OL bordées d'un liséré or et de fond blanc. Le lion caractéristique de la ville de Lyon est inséré dans la lettre O en couleur or. Une petite évolution à ce blason a été effectuée en 2006. Elle concerne la mention « Olympique lyonnais » de la partie supérieure. La couleur or est remplacée par des caractères blancs.

1950-1974
1974-1976
1976-1977
1977-1980
1980-1989
1989-1996
1996-2006
2006-2022
Depuis 2022

## Résultats sportifs

### Palmarès

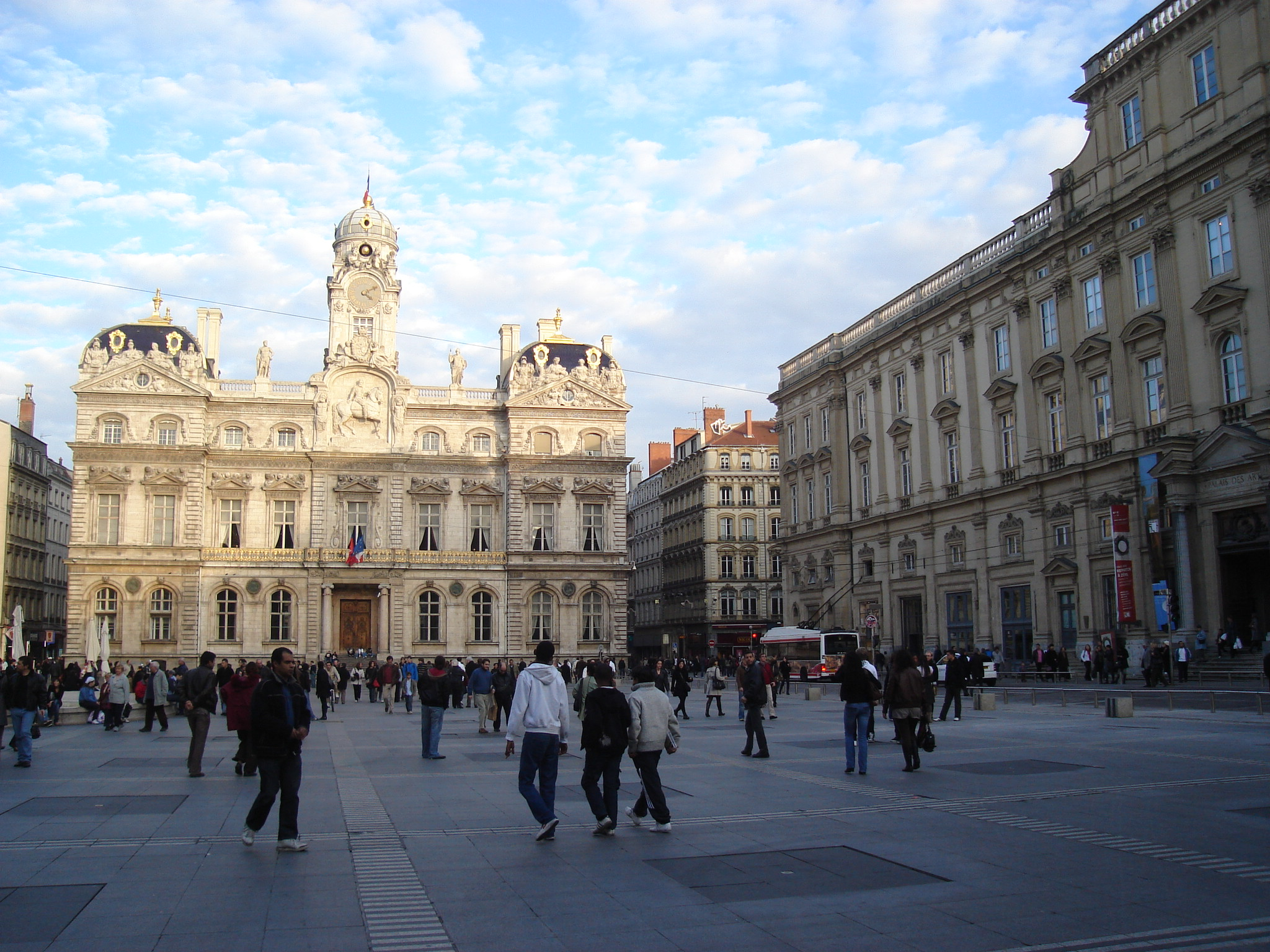
La place des Terreaux est le lieu de célébration des titres de l'Olympique lyonnais.

Le palmarès des Lyonnais s'oriente essentiellement sur les sept victoires consécutives en championnat national au début des années 2000. Seuls cinq clubs bénéficient de plus de sacres en championnat de France professionnel : il s'agit du PSG avec douze titres, l'AS Saint-Étienne avec dix titres puis Marseille avec neuf titres ainsi que le FC Nantes et l'AS Monaco avec huit titres. La Coupe de France a été remportée cinq fois par le club. Les trois premières dans les années 1960 et 1970, une en 2008 pour le premier doublé coupe-championnat des Rhodaniens puis la dernière en 2012. Enfin, une Coupe de la Ligue en 2001 complète la liste des compétitions principales.
Le tableau suivant récapitule les performances de l'Olympique lyonnais dans les diverses compétitions françaises et européennes. Les Lyonnais ont participé systématiquement à la Ligue des champions de l'UEFA de 1999 à 2012. De plus, ils participent régulièrement à une compétition européenne depuis 1995.
| Compétitions nationales | Compétitions internationales |
| - Championnat de France : - Champion (7) - 2002, 2003, 2004, 2005, 2006, 2007, 2008 - Vice-champion (5) - 1995, 2001, 2010, 2015, 2016 - Coupe de France : - Vainqueur (5) - 1964, 1967, 1973, 2008, 2012 - Finaliste (4) - 1963, 1971, 1976, 2024 - Trophée des champions : - Vainqueur (8) - 1973, 2002, 2003, 2004, 2005, 2006, 2007, 2012 - Finaliste (4) - 1967, 2008, 2015, 2016 - Championnat de France de Division 2 : - Champion (3) - 1951, 1954, 1989 | - Ligue des champions de l'UEFA (C1) : - Meilleure performance : Demi-finaliste (2) - 2010 et 2020 - Coupe des vainqueurs de coupe (C2) : - Meilleure performance : Demi-finaliste (1) - 1964 - Ligue Europa (C3) : - Meilleure performance : Demi-finaliste (1) - 2017 - Coupe Intertoto : - Vainqueur (1) - 1997 |
| Anciennes compétitions | Compétitions amicales |
| - Coupe de la Ligue : - Vainqueur (1) - 2001 - Finaliste (5) - 1996, 2007, 2012, 2014, 2020 | - Peace Cup : - Vainqueur (1) - 2007 - Finaliste (2) - 2003, 2005 - Coupe Eusébio : - Vainqueur (1) - 2018 - Emirates Cup : - Vainqueur (1) - 2019 |

Au classement européen des clubs de football, le club est 12e à la fin de la saison 2012-13.
Lors des distinctions France Football, l'Olympique lyonnais est nommé Club de l'année à six reprises de 2002 à 2007. Il est également vainqueur de la catégorie Politique de recrutement de l'année quatre fois de 2003 à 2006, et de la catégorie Politique de jeunes de l'année sept fois en 1975, 1976, 1978, 1989, 1994, 1995 et 1997. Le club remporte le Classement de l'offensive de la Ligue de football professionnel (LFP) à six reprises en 2002 puis de 2004 à 2008, et le Classement challenge du fair-play en 2002, 2003 et 2005. En 2006, un trophée d'honneur est remis à l'OL lors des Trophées UNFP du football.
Au niveau individuel, le meilleur buteur du championnat de France est cinq fois un joueur de l'OL. Il s'agit d'André Guy en 1969, de Sonny Anderson en 2000 et 2001, de Karim Benzema en 2008, puis d'Alexandre Lacazette en 2015. Aux Trophées UNFP du football, six joueurs de l'Olympique lyonnais sont désignés meilleur joueur de Ligue 1 : Michael Essien en 2005, Juninho en 2006, Florent Malouda en 2007, Karim Benzema en 2008, Lisandro López en 2010, Alexandre Lacazette en 2015, et un désigné meilleur joueur de Ligue 2 : Eugène Kabongo en 1988. Grégory Coupet est désigné meilleur gardien de 2003 à 2006, et Hugo Lloris en 2009, 2010 et 2012. Le meilleur espoir du championnat est Lyonnais à quatre reprises : Florian Maurice en 1995, Sidney Govou en 2001, Hatem Ben Arfa en 2008 et Nabil Fekir en 2015. Deux techniciens du club sont nommés meilleur entraîneur de Ligue 1 : Paul Le Guen en 2005, et Gérard Houllier en 2007. Et pour finir, un Lyonnais remporte le trophée du plus beau but inscrit lors d'une saison de Ligue 1 : Memphis Depay en 2017.

### Records
L'Olympique lyonnais est durant la plus grande partie de son histoire un club de milieu de tableau, sans performance exceptionnelle, jusqu'aux années 2000, où sa domination du football français lui permet de s'attaquer à nombre de records.
Sur le plan national, le club est le seul à avoir remporté sept titres consécutifs (entre 2002 et 2008). Ce nombre de victoires consécutives est rare dans les grands championnats. Mais d'autres performances découlent de cette domination : lors de la saison 2005-2006, l'Olympique lyonnais termine le championnat avec 84 points et constitue une performance inédite depuis l'instauration de la victoire à trois points. La saison suivante, le club termine la saison avec 81 points, mais une avance de 17 points sur son dauphin Marseille et un score de 50 points à mi-championnat qui n'avait jamais été établi depuis la règle de la victoire valant trois points. Enfin, soixante-quatorze buts ont été marqués par les Lyonnais pendant la saison 2007-2008. Le record du nombre de victoires en matchs joués à l'extérieur détenu jusqu'alors par AS Saint-Étienne lors de la saison 1969-1970 et l'Olympique de Marseille lors des saisons 1971-1972 et 2008-2009 avec douze victoires a été égalé par le club lors des exercices 2005-2006 et 2006-2007. La meilleure affluence sur un match a été battue lors d'une rencontre entre LOSC Lille et l'OL, lors de la 27e journée de la saison 2008-2009 jouée au Stade de France, 77 850 spectateurs avaient fait le déplacement. Trois joueurs ont participé aux sept titres de l'Olympique lyonnais pendant les années 2000, entre 2002 et 2008, cela en fait les joueurs les plus titrés consécutivement. Il s'agit de Grégory Coupet, Juninho et Sidney Govou.
Sur le plan européen, l'Olympique lyonnais a réussi à obtenir le deuxième plus gros score de la Ligue des champions, en battant, en 2005, le Werder Brême sur le score de 7 buts à 2 en huitième de finale de la compétition ; cette 2e place est confortée le 7 décembre 2011 par la victoire à l'extérieur 7 à 1 contre le Dinamo Zagreb en phase de groupes. C'est aussi, en 2017, la seule équipe à avoir marqué sept buts lors d'un match de Ligue Europa à l'occasion de la victoire 7 à 1 contre l'AZ Alkmaar le 23 février 2017.

## Personnalités

### Présidents
| #  | Période                        | Nom               |
| -- | ------------------------------ | ----------------- |
| 1  | 3 août 1950 – janvier 1959     | Armand Groslevin  |
| 2  | janvier 1959 – janvier 1965    | Ferdinand Maillet |
| 3  | janvier 1965 – juillet 1977    | Édouard Rochet    |
| 4  | juillet 1977 – 9 janvier 1981  | Roger Michaux     |
| 5  | 9 janvier 1981 – 9 mai 1982    | Jean Perrot       |
| 6  | 11 mai 1982 – 5 janvier 1983   | Raymond Ravet     |
| 7  | 13 janvier 1983 – 15 juin 1987 | Charles Mighirian |
| 8  | 15 juin 1987 - 5 mai 2023      | Jean-Michel Aulas |
| 9  | 5 mai 2023 - 30 juin 2025      | John Textor       |
| 10 | depuis le 30 juin 2025         | Michele Kang      |

Neuf présidents se succèdent à la présidence de l'Olympique lyonnais depuis la création du club en 1950. Le premier en date est Armand Groslevin jusqu'en 1959. Il est à l'origine de la création du club, et de la conservation de Oscar Heisserer au poste d'entraîneur. Armand Groslevin parvient à élever son club au niveau européen lors de sa dernière année de fonction dans la Coupe des villes de foires, mais il cède sa place à Ferdinand Maillet. La présidence dure six années et permet à l'OL de gagner sa première coupe de France. Un autre créateur de l'Olympique lyonnais devient président en 1965, il s'agit d'Édouard Rochet, un professeur de la faculté de médecine de Lyon. Mais les difficultés financières du club l'obligent à vendre une partie de l'effectif et, en compagnie de ses assistants Pierre Forest et Gérard Nicol, à quitter la direction. En 1977, Roger Michaux prend la succession des douze années de présidence d'Édouard Rochet. Il a pour objectif le redressement financier du club et Jean Perrot, comme le souhaite la mairie, est nommé dans le comité de gestion. La vente de joueurs cadres comme Raymond Domenech et Bernard Lacombe est effectuée. Mais cela ne suffit pas, et malgré une bonne saison sportive en 1980-1981, Roger Michaux doit laisser sa place en cours de saison. En effet, le 9 janvier 1981, une assemblée générale exceptionnelle le place en minorité, et le contraint à démissionner. Jean Perrot, son ancien président délégué, prend sa place. Il fait transformer un bâtiment en centre de formation, centre médical et salle de musculation et projette aussi la création d’un nouveau stade. Mais début mai 1982, trois membres du comité de gestion démissionnent et de nouvelles élections doivent avoir lieu. Jean Perrot démissionne le 9 mai 1982. Deux jours plus tard ont lieu de nouvelles élections, qui nomme Raymond Ravet, un membre du Conseil d’administration depuis 1954. Mais il démissionne à son tour moins d'un an plus tard, le 5 janvier 1983.
Une assemblée générale exceptionnelle a lieu le 13 janvier 1983, elle place Charles Mighirian, un ancien membre du comité directeur du Nîmes Olympique, à la tête de l'Olympique lyonnais. Ses premières actions ont pour but la négociation du départ de Fleury Di Nallo alors directeur sportif, et le limogeage de l'entraîneur Vladimir Kovačević. Robert Herbin le remplace mais ne peut empêcher la relégation du club en deuxième division. Sous la menace d'un dépôt de bilan, Serge Chiesa est libéré de son contrat pour alléger les comptes du club. Or les résultats n'étant toujours pas à la hauteur des ambitions du club, Robert Nouzaret devient le nouvel entraîneur à partir de 1984. Mais le club ne parvient toujours pas à monter en première division et Charles Mighirian envisage de se retirer de la présidence. C'est en mars 1987 qu'un nouveau membre est élu au comité de gestion du club. Il s'agit d'un industriel lyonnais, Jean-Michel Aulas. Des discussions ont lieu entre les deux hommes, et Charles Mighirian décide de lui laisser sa place, pensant que Jean-Michel Aulas pourrait permettre au club de progresser.
Le premier objectif de Jean-Michel Aulas est le retour du club en première division, il est réalisé dès 1989. C'est à cette période qu'il annonce aux médias son ambition de jouer la coupe d'Europe d'ici trois ans. Mais le tournant de la présidence de Jean-Michel Aulas est le recrutement de l'attaquant Sonny Anderson en juin 1999 pour un montant record d'environ 18 millions d'euros. Les deux années suivantes, ce dernier termine meilleur buteur du championnat de France et permet de remporter la Coupe de la Ligue en 2001 et deux titres de Champion de France en 2002 et 2003. Mais c'est au total sept titres consécutifs qui seront remportés par le club entre 2002 et 2008. Outre le plan sportif, à son arrivée, Jean-Michel Aulas a pris en main un club pourvu d'un déficit de plus d'un million d'euros, pour un budget de 2,29 millions d'euros. Seize années plus tard, le budget du club franchit la barre des cent millions d'euros.
Le 5 mai 2023, un conseil d’administration s’est tenu et a décidé d’évincer Jean-Michel Aulas de son poste de PDG D’OL Groupe. À cette date John Textor devient président du groupe jusqu’à la nomination d’un nouveau directeur général.
À la suite de l'annonce en première instance de la relégation du club en Ligue 2 par la DNCG, Michele Kang est nommée présidente de l'Olympique lyonnais le 30 juin 2025. Elle devient ainsi la première femme à présider le club.

### Entraîneurs
De la saison 1950-1951 à la saison 2024-2025, trente-quatre entraîneurs se succèdent à la tête de l'Olympique lyonnais. Ils occupent leur fonction en moyenne pendant deux ans et demi. L'entraîneur le plus titré est Paul Le Guen qui remporte trois titres de champion de France entre 2003 et 2005 lors de ses trois saisons au club. Viennent ensuite Gérard Houllier avec deux titres en 2006 et 2007, Jacques Santini avec un titre en 2002 et une Coupe de la Ligue en 2001 et Alain Perrin, le premier entraîneur lyonnais à remporter un doublé Coupe de France-Championnat en 2008.
| #  | Période                | Nom                     |
| -- | ---------------------- | ----------------------- |
| 1  | 1950 – 1954            | Oscar Heisserer         |
| 2  | 1954 – 1955            | Julien Darui            |
| 3  | 1955 – 1959            | Lucien Troupel          |
| 4  | 1959 – 1961            | Gabriel Robert          |
| 5  | 1961 – 1962            | Manuel Fernandez        |
| 6  | 1962 – 1966            | Lucien Jasseron         |
| 7  | 1966 – 1968            | Louis Hon               |
| 8  | 1968 – fév. 1976       | Aimé Mignot             |
| 9  | fév. 1976 – 1980       | Aimé Jacquet            |
| 10 | 1980 – nov. 1981       | Jean-Pierre Destrumelle |
| 11 | nov. 1981 – fév. 1982  | Vladimir Kovačević      |
| 12 | fév. 1982 – 1984       | Robert Herbin           |
| 13 | 1984 – oct. 1987       | Robert Nouzaret         |
| 14 | oct. 1987 – mars 1988  | Denis Papas             |
| 15 | mars 1988 – 1988       | Marcel Le Borgne        |
| 16 | 1988 – 1993            | Raymond Domenech        |
| 17 | 1993 – 1995            | Jean Tigana             |
| 18 | 1995 – oct. 1996       | Guy Stéphan             |
| 19 | oct. 1996 – 2000       | Bernard Lacombe         |
| 20 | 2000 – 2002            | Jacques Santini         |
| 21 | 2002 – 2005            | Paul Le Guen            |
| 22 | 2005 – 2007            | Gérard Houllier         |
| 23 | 2007 – 2008            | Alain Perrin            |
| 24 | 2008 – 2011            | Claude Puel             |
| 25 | 2011 – 2014            | Rémi Garde              |
| 26 | 2014 – déc. 2015       | Hubert Fournier         |
| 27 | 24 déc. 2015 – 2019    | Bruno Genesio           |
| 28 | juin 2019 – oct. 2019  | Sylvinho                |
| 29 | oct. 2019 – 2021       | Rudi Garcia             |
| 30 | 2021 – oct. 2022       | Peter Bosz              |
| 31 | oct. 2022 – sep. 2023  | Laurent Blanc           |
| 32 | sep. 2023 - nov. 2023  | Fabio Grosso            |
| 33 | nov. 2023 - janv. 2025 | Pierre Sage             |
| 34 | janv. 2025 -           | Paulo Fonseca           |

Oscar Heisserer est le premier entraîneur nommé en 1950. Il était préalablement en poste au Lyon olympique universitaire depuis 1949. Il permet à l'OL de remonter en première division en remportant le titre de Championnat de France de division 2 en 1951. Mais le club ayant des difficultés à s'imposer, Oscar Heisserer alors âgé de trente-huit ans décide de jouer un match. Il marque un but contre le Football Club de Sète 34 et permet à son équipe de s'imposer. Malgré cela, le club retombe en seconde division, et Oscar Heisserer ne fait plus l'unanimité. Le capitaine olympien, André Lerond, accorde une interview dans le journal L'Équipe dans lequel il émet des critiques ayant pour conséquence la démission de l'entraîneur le 24 décembre 1954. Julien Darui devient le second entraîneur de l'Olympique lyonnais en signant un contrat de six mois. Mais les résultats sont jugés trop insuffisant et le contrat n'est pas renouvelé. Lucien Troupel le remplace dès le début de la saison 1955 pour rester quatre saisons. Gabriel Robert, en 1959 et 1960, puis Manuel Fernandez en 1961 n'offrent pas de bons résultats à l'OL puisqu'ils ne permettent que des classements entre la quinzième et la seizième place.
En 1962, l'Olympique lyonnais n'a toujours pas gagné de titre au plus haut niveau français et a vu passer trois entraîneurs différents en quatre saisons. Lucien Jasseron est nommé à l'inter-saison. Il permet au club d'atteindre la première finale de Coupe de France de son histoire cette même année avant de la remporter l'année suivante. Mais les résultats se dégradent les années suivantes, et il est remercié à la fin de la saison 1965-1966 ponctué par un seizième place en championnat. L'entraîneur du Real Saragosse, Louis Hon, est appelé en remplacement, et permet dès son arrivée de remporter la seconde Coupe de France pour l'OL. Malgré ce succès, et comme pour les entraîneurs précédents, les résultats en championnat ne sont pas à la hauteur et Louis Hon est contraint de quitter le club.
Il est décidé qu'un ancien joueur du club, Aimé Mignot, soit désigné pour prendre en main l'équipe. Il s'agit d'un habitué du club qui a joué plus de quatre cents matchs sous le maillot de l'OL entre 1955 et 1966, et qui effectue en 1968 une reconversion en tant qu'entraîneur. Lors de sa fonction, il permet à Bernard Lacombe, futur entraîneur, d'effectuer ses premiers matchs sous le maillot lyonnais en 1969. Les débuts sont difficiles pour son équipe, mais elle parvient à obtenir une place de finaliste en Coupe de France en 1971, une victoire en 1973, et des places dans les cinq premiers du championnats entre 1971 et 1975. L'année suivante, les mauvais résultats provoquent le départ d'Aimé Mignot au mois de février. Il est remplacé par Aimé Jacquet qui parvient à sauver le club de la relégation en championnat et obtient une place de finaliste en Coupe de France. Il quitte le club en 1980 pour rejoindre les Girondins de Bordeaux. Le club entre alors dans une période où les entraîneurs se succèdent rapidement. Jean-Pierre Destrumelle, entre 1980 et novembre 1981, Vladimir Kovačević jusqu'en février 1982, Robert Herbin jusqu'en 1984, puis Robert Nouzaret jusqu'en octobre 1987, Denis Papas jusqu'en mars 1988 et Marcel Le Borgne jusqu'en juin 1988 sont placés à la tête d'un club qui est rétrogradé en seconde division en 1983 sans parvenir à réintégrer l'élite.
L'année 1988 marque une nouvelle ère dans l'histoire de l'OL. Jean-Michel Aulas, fraîchement installé à la présidence du club, nomme Raymond Domenech, un ancien joueur du club, au poste d'entraîneur. Il impose alors de nouvelles méthodes avec des stages et des séances d'entraînement portés sur l'endurance et le développement musculaire. Mais n'ayant que trente-six ans, il marque son autorité en annonçant : « Parlons enfin football à Lyon. Le premier qui critique l'autre, le copain, le dirigeant ou le club, je le vire ! » en référence au malaise interne des années précédentes. L'Olympique lyonnais obtient le titre de championnat de France de deuxième division et la montée en première division dès la première année de fonction de Raymond Domenech. Il est remplacé par Jean Tigana en 1993 sans qu'aucun autre titre ne soit remporté. Ce dernier conserve son poste deux saisons et termine vice-champion de France en 1995. Guy Stéphan alors entraîneur adjoint depuis 1992 est nommé à la tête de l'équipe, mais est rapidement licencié par Jean-Michel Aulas en octobre 1996 pour être remplacé par Bernard Lacombe et José Broissart. Le duo est maintenu pendant trois ans, jusqu'à la fin de la saison 1999-2000 et réussit à placer l'équipe sur le podium du championnat à deux reprises.

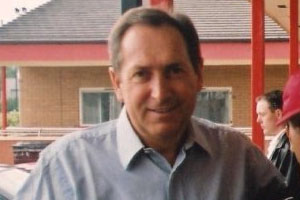
Gérard Houllier, un des entraîneurs de l'âge d'or du club.

À partir de la saison 2000-2001, Bernard Lacombe devient conseiller du président Jean-Michel Aulas, et Jacques Santini est nommé entraîneur. Il permet à l'Olympique lyonnais de remporter une Coupe de la ligue en 2001 et son premier titre de champion de France en 2002. Il ne renouvelle pas son contrat et est donc remplacé par Paul Le Guen qui en restant trois saisons au club remporte trois titres de champion. Gérard Houllier lui succède en 2005 et remporte deux titres de champion, ainsi qu'une place de finaliste de la Coupe de la ligue en 2007. Malgré ces résultats, il entretient des rapports difficiles avec ses joueurs et son staff qui ne lui permettent pas de renouveler son contrat. Il est remplacé par Alain Perrin qui ne reste qu'une saison, à cause de difficultés avec l'encadrement, mais qui permet au club de remporter le premier doublé coupe-championnat de son histoire avant de rejoindre le rival stéphanois. Ce dernier est licencié malgré sa dernière année de contrat à honorer et est remplacé par Claude Puel qui est nommé, en 2008, manager général lui procurant un champ d'action plus élargi que celui de ses prédécesseurs.
Ce dernier, arrivé avec un contrat de 4 ans mais n'ayant conquis aucun titre en 3 saisons, malgré une demi-finale de Ligue des champions en 2010, est licencié en juin 2011 et remplacé par Rémi Garde. Il atteint la finale de la Coupe de la Ligue et remporte la Coupe de France dès sa première saison à la tête de l'équipe, et la saison suivante, c'est le Trophée des champions qu'il ramène à Lyon. Il ne remportera aucun titre pour sa troisième saison mais atteindra les quarts de finale de la Ligue Europa ainsi qu'une nouvelle finale en Coupe de la Ligue. Il choisit en fin de saison de quitter son poste pour des « raisons familiales et personnelles » et annonçant un « besoin de souffler ». Garde est remplacé officiellement le 23 mai 2014 par Hubert Fournier. Pour sa première saison avec le club, l'Olympique lyonnais termine deuxième du championnat et se qualifie pour la Ligue des champions. Lors de la saison suivante, le club est éliminé dès la phase de poules de cette Ligue des champions et est neuvième du championnat à mi-saison. Fournier est remplacé en décembre par Bruno Genesio. Ce dernier évolue dans une relation délétère avec une frange de supporters et est fréquemment attaqué pour un manque de qualité de jeu notamment. Malgré ces quelques critiques récurrentes, le bilan comptable de Genesio reste correct et son travail est régulièrement défendu. Au terme de la saison 2018-2019, il n'est pas prolongé et le Brésilien Sylvinho le remplace.
Après des résultats décevants, Sylvinho est licencié et remplacé moins de cinq mois après son arrivée au club par l'ex-entraîneur de l'Olympique de Marseille Rudi Garcia.

### Joueurs
| Nom                 | Matchs | Carrière au club        |
| ------------------- | ------ | ----------------------- |
| Serge Chiesa        | 542    | 1969 - 1983             |
| Grégory Coupet      | 519    | 1997 - 2008             |
| Fleury Di Nallo     | 494    | 1960 - 1974             |
| Yves Chauveau       | 490    | 1964 - 1975 1978 - 1982 |
| Anthony Lopes       | 489    | 2012 - 2024             |
| Aimé Mignot         | 425    | 1955 - 1966             |
| Sidney Govou        | 412    | 1999 - 2010             |
| Anthony Réveillère  | 400    | 2003 - 2013             |
| Alexandre Lacazette | 390    | 2010 - 2017 2022 - 2025 |
| Ángel Rambert       | 380    | 1960 - 1970             |

| Nom                 | Buts | Matchs | Carrière au club        |
| ------------------- | ---- | ------ | ----------------------- |
| Fleury Di Nallo     | 222  | 494    | 1960 - 1974             |
| Alexandre Lacazette | 201  | 390    | 2010 - 2017 2022 - 2025 |
| Bernard Lacombe     | 149  | 230    | 1969 - 1978             |
| Serge Chiesa        | 132  | 542    | 1969 - 1983             |
| Juninho             | 100  | 344    | 2001 - 2009             |
| Bafétimbi Gomis     | 95   | 243    | 2009 - 2014             |
| Nestor Combin       | 94   | 131    | 1959 - 1964             |
| Sonny Anderson      | 94   | 161    | 1999 - 2003             |
| Ernest Schultz      | 92   | 147    | 1952 - 1957             |
| Lisandro López      | 82   | 168    | 2009 - 2013             |

Depuis sa création, plusieurs joueurs ont marqué l'histoire de l'Olympique lyonnais. Certains d'entre eux de renommée internationale ont été formés par le club, d'autres recrutés dans le monde entier ont largement contribué à écrire l'histoire du club.
L'Olympique lyonnais est formé en 1950 et Camille Ninel, originaire de Fort-de-France, est l'un des pionniers de ce club fraîchement formé. Il joue au poste de milieu de terrain et passe dix ans de sa carrière dans l'équipe. L'année suivante, André Lerond arrive en tant que défenseur et reste huit années avant de rejoindre le Stade français. L'Algérien Abdelhamid Kermali est l'un des premiers attaquants de l'Olympique lyonnais, il est recruté en 1951. Aimé Mignot effectue toute sa carrière professionnelle au sein du club. Il arrive entre Rhône et Saône à l'âge de 23 ans, en 1955, pour effectuer onze saisons en tant que défenseur. Son seul but marqué est en quart de finale aller de la Coupe des Coupes. Il est ensuite devenu entraîneur du club, de 1968 à 1976.

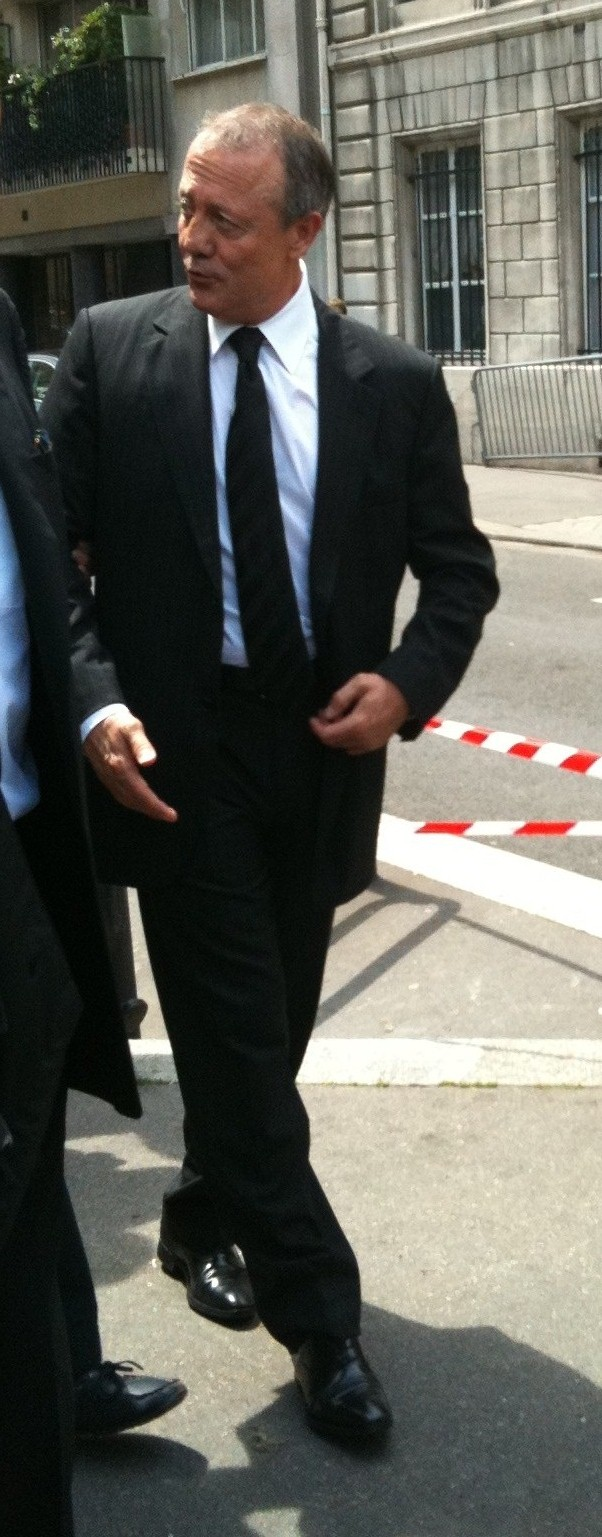
Bernard Lacombe, meilleur buteur français de l'histoire du championnat de France.

Le meilleur buteur de l'histoire de l'Olympique lyonnais est Fleury Di Nallo. Avec 222 buts entre 1960 et 1974 dont 182 en championnat, cet attaquant a conquis les trois premières Coupe de France avec Lyon en 1964, 1967 et 1973. Il joue 489 matchs officiels avant d'être transféré au Red Star en 1973. Deux joueurs de renom sont arrivés à Lyon en 1969. Il s'agit de Bernard Lacombe alors qu'il a seulement dix-sept ans. Serge Chiesa est quant à lui le joueur le plus capé de l'Olympique lyonnais. Il a à son compteur 542 matchs officiels dont 475 en championnat. Il arrive au club le 25 avril 1969 en provenance de l'AS Montferrand en CFA. L'année suivante, Raymond Domenech, natif de Lyon, signe un contrat professionnel. Sa caractéristique de joueur viril et violent en font un élément essentiel de la défense lyonnaise. Il joue par ailleurs 293 matchs lors de ses six saisons passées au club.
Alain Caveglia, natif de Vénissieux dans la banlieue lyonnaise, ne joue à l'OL qu'après l'âge de vingt-huit ans en 1996. C'est un buteur agile qui marque 54 buts en championnat en 127 rencontres. Cela lui permet d'obtenir le surnom de « Cavegoal ». Mais l'arrivée de Sonny Anderson lui barre la route et le contraint à quitter le club en 2000. Formé dans le club voisin de l'AS Saint-Étienne, Grégory Coupet est transféré à l'Olympique lyonnais en 1997. Dès son arrivée au club, il est entraîné par Joël Bats et s'impose dans la cage lyonnaise. Il joue cinq cent dix-huit matchs et remporte tous les trophées conquis par le club entre 2001 et 2008, soit une Coupe de la Ligue, une Coupe de France et sept titres consécutifs de Champion de France. Sonny Anderson est recruté par Jean-Michel Aulas en 1999. Il évolue alors au FC Barcelone, club dans lequel il ne parvient pas à s'imposer. Le montant du transfert est évalué à 120 millions de francs,. Il est le premier grand attaquant ayant permis la montée en puissance du club au début des années 2000. Ce joueur a remporté par deux fois en 2000 et 2001 le classement du meilleur buteur du championnat de France puis la Coupe de la Ligue en 2001 et deux titres de Champion de France en 2002 et 2003 avant de quitter le club avec quatre-vingt-onze buts marqués en cent cinquante-quatre matchs.
Cláudio Caçapa et Edmílson sont deux autres joueurs de la génération brésilienne de l'Olympique lyonnais. Ils sont recrutés en 2000 et passent respectivement sept et quatre années sous le maillot lyonnais. Leur carrure leur permet de s'imposer en défense centrale et de jouer respectivement 154 matchs dont sept buts et 140 matchs dont quatre buts. Cette même année 2000, le Camerounais Marc-Vivien Foé arrive au club. Il connaît un destin tragique puisqu'il perd la vie sur la pelouse du stade de Gerland lors de la Coupe des confédérations 2003. À la fin de l'exercice 2000-2001, Lyon remporte la Coupe de la Ligue, premier trophée d'une longue série acquis grâce à un but du suisse Patrick Müller, arrivé en début de championnat, et qui a disputé plus de 150 matchs sous le maillot de l'OL, parfois en tant que capitaine. En 2001, Marcelo est recruteur spécialisé dans le secteur du Brésil pour l'Olympique lyonnais. Il supervise alors un joueur du CR Vasco de Gama à Rio de Janeiro. Il s'agit de l'international brésilien Juninho. Meneur de jeu et efficace sur les coups francs, il devient un élément essentiel du dispositif lyonnais. Il a notamment marqué cent buts dont quarante-quatre sur coups francs en 344 matchs. Il fait partie de la génération ayant remporté la Coupe de la Ligue en 2001, les sept titres consécutifs de Champion de France et la Coupe de France. Cris et Anthony Réveillère font aussi partie de cette génération de titres consécutifs, le premier étant arrivé en 2003 et le second en 2004. Mahamadou Diarra et Michael Essien respectivement recrutés en 2002 et 2003 sont des milieux de terrain athlétiques. Ils ont permis au club ses années de gloire au milieu des années 2000, mais l'attrait des grands clubs européens pour leur qualité physique aura contraint l'Olympique lyonnais de s'en séparer. Karim Benzema est un autre joueur à avoir été formé à Lyon. Il entre au centre de formation du club en 1996 et signe son premier contrat professionnel en 2004. Il se révèle au niveau international en développant ses qualités de buteur au sein de l'attaque lyonnaise. Il obtient ensuite ses premières sélections en Équipe de France en 2007 puis est transféré au Real Madrid en 2009 pour 35 millions d'euros. Le 7 juillet 2009, L'Olympique lyonnais et le FC Porto trouvent un accord sur les modalités du transfert de Lisandro López pour un montant de 24 millions d'euros, plus un maximum de quatre millions d'euros ce qui constitue un record dans l'histoire de l'OL. Il est reconnu pour sa hardiesse et son sens du but.
Alexandre Lacazette, formé au club, bat le record du club de buts inscrits sur une saison de championnat en 2015 avec 27 réalisations. Le 11 février 2017, en marquant contre Guingamp, il devient le premier joueur lyonnais de l'histoire à inscrire au moins 20 buts en Ligue 1 sur trois saisons consécutives et part de l'OL pour Arsenal (transfert de 60 millions d'euros estimés) avec 100 buts marqués en Ligue 1. Le défenseur central international français Samuel Umtiti, formé au club, est transféré en 2016 au FC Barcelone pour 25 millions d'euros, plus cher défenseur de l'histoire du club catalan. Son capitaine Maxime Gonalons, international français lui aussi, restera 17 ans au club avant de rejoindre l'AS Rome. Corentin Tolisso, enfant du club et milieu de terrain international, part la même année pour le Bayern Munich pour un transfert de plus de 40 millions d'euros. Alexandre Lacazette et Corentin Tolisso feront leur retour dans leur club formateur à l'été 2022.

## Effectif professionnel actuel
Le premier tableau liste l'effectif professionnel de l'OL pour la saison 2025-2026. Le second recense les prêts effectués par le club lors de cette même saison.
En grisé, les sélections de joueurs internationaux chez les jeunes mais n'ayant jamais été appelés aux échelons supérieurs une fois l'âge-limite dépassé ou les joueurs ayant pris leur retraite internationale.

## Structures

### Structures sportives

#### Stades

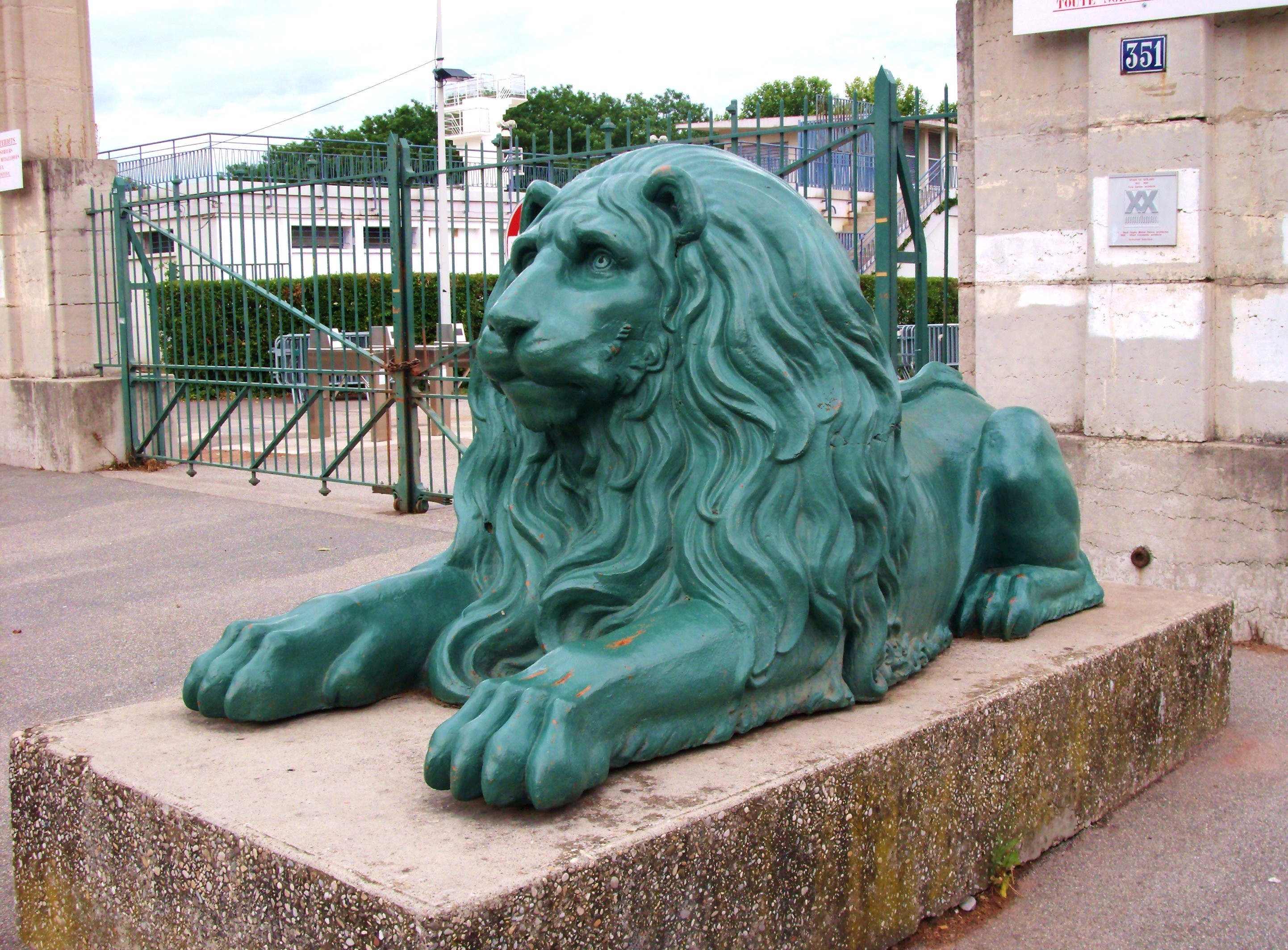
Un des deux lions gardant l'entrée principale du stade de Gerland.

Le stade occupé par l'Olympique lyonnais de 1950 à 2015 est le stade de Gerland. Il est inauguré en mai 1926 et son architecte, Tony Garnier le crée pour être un stade omnisports. Plusieurs aménagements ont lieu au cours de son histoire. Le stade est rénové en 1984 à l'occasion de l'Euro de football, ainsi qu'en 1998 à l'occasion de la coupe du monde de football pour ne conserver que son terrain de football.
Ce stade est la propriété de la ville de Lyon. Il dispose de quatre tribunes distinctes et de vingt-huit loges permettant la venue des partenaires et des invités. Avec une capacité déclarée de 41 842 places, il ne permet d'accueillir que 40 494 spectateurs lors des matchs de football, une partie des tribunes devant être fermée pour séparer les supporters visiteurs.
Gerland accueille les matchs de l'équipe féminine depuis que le stade de Décines est opérationnel, en attendant qu'il accueille les matches du LOU en rugby à partir de janvier 2017.
Le projet de construction d'un grand stade, initialement appelé « OL Land », a été dévoilé en 2007 par le président de l'Olympique lyonnais, Jean-Michel Aulas. Il était destiné à remplacer le stade de Gerland, propriété de la ville de Lyon, par un nouveau stade privé d'une capacité prévue de 60 000 places, associé à un complexe commercial accueillant un musée, un centre de sport, un centre de fitness, une piscine, un centre commercial, le centre d'entraînement et un petit parking.

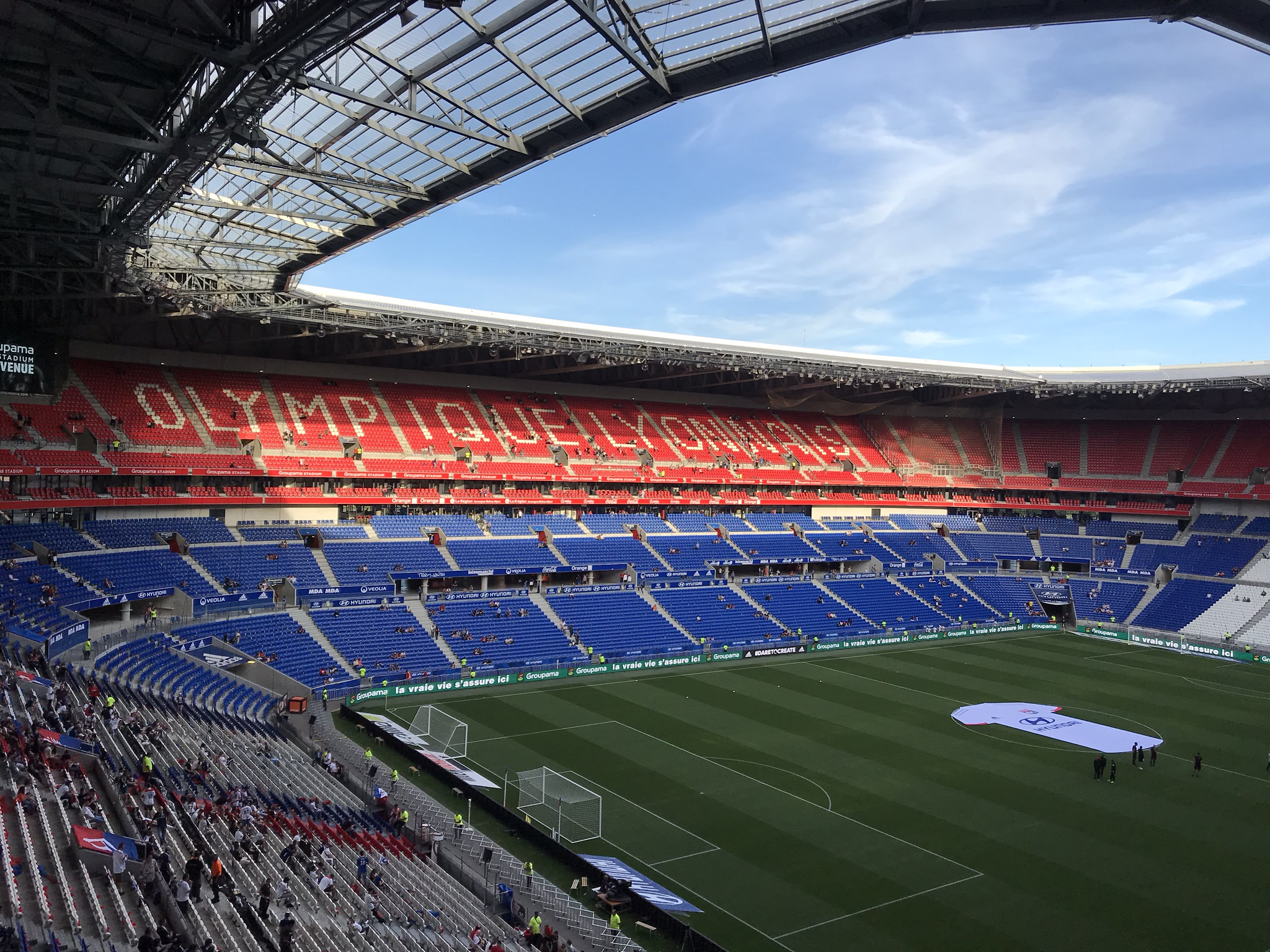
Tribune du Parc Olympique lyonnais, l'actuel enceinte de l'OL.

Son implantation dans la commune de Décines-Charpieu a été l'objet de controverses puisque des associations de riverains ont mis en avant plusieurs points jugés problématiques comme les nuisances sonores lors des matchs, et les problèmes de desserte des transports en commun lors de l'afflux massif de supporters.
Cette nouvelle enceinte de près de 60 000 places est une véritable aubaine pour le club. Appartenant à la société OL Groupe, ce nouveau stade est un atout majeur aussi bien sportif qu'économique puisque toutes les recettes du stade reviendront au club, une première en France.
Il répond aux exigences de la catégorie 4 du classement UEFA des stades et pourra donc accueillir de grands événements footballistiques.
L'inauguration du Parc Olympique lyonnais a eu lieu le samedi 9 janvier 2016 lors de la réception de l'ESTAC pour le compte de la 20e journée de Ligue 1. L'Olympique lyonnais l'emporte 4-1 et Alexandre Lacazette est le premier buteur de l'histoire de ce stade. Pour l'occasion le chanteur américain will.i.am s'est produit sur scène juste après la rencontre.
Le stade est choisi pour accueillir la finale de la Ligue Europa 2017-2018, la précédente finale d'une Coupe d'Europe dans un stade français remontant à 2006 au stade de France.

#### Centre d'entraînement
Avant de prendre possession du Groupama OL Training Center, le centre d'entraînement de l'Olympique lyonnais était le centre Tola Vologe, situé dans le quartier de Gerland à proximité de l'ancien stade. Le site regroupe les lieux d'entraînements du groupe professionnel, le siège du club mais également le centre de formation pour les jeunes. Le site composé de plusieurs terrains de football propose également dans ses bâtiments des salles de sport pour la musculation ou les soins de kinésithérapie.
Le nom du site a été donné en hommage à Anatole Vologe dit Tola, un sportif français, né à Vilnius, et abattu par la Gestapo (après avoir été arrêté par la milice) à Lyon en 1944, durant la Seconde Guerre mondiale.

#### Centre de formation

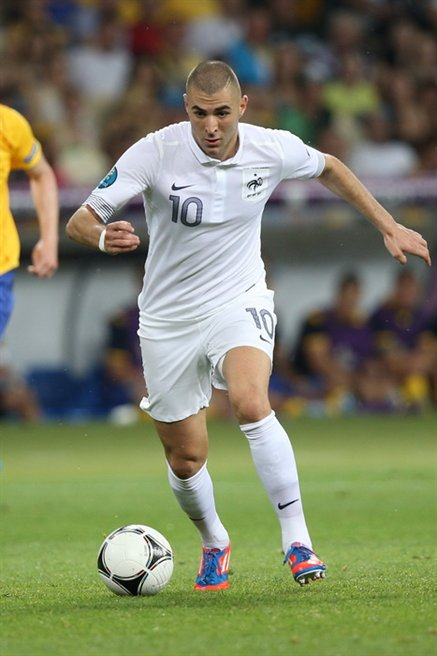
Karim Benzema est issu du centre de formation de l'OL.

Le journal L'Équipe écrit en février 2014 que l'Olympique lyonnais occupe la deuxième place en matière de nombre de joueurs formés au club et évoluant dans les « cinq grands championnats européens » (Allemagne, Angleterre, Espagne, France et Italie) à égalité avec le Real Madrid, le premier étant le FC Barcelone,.
D'après Faouzi Djedou-Benabid, recruteur pour le Chamois niortais football club et co-auteur de Pourquoi le foot français va dans le mur (2015), aux éditions Hugo Sport, la formation dispensée par l'Olympique lyonnais se distingue dans l'Hexagone par le fait de privilégier l'apprentissage technique du football au résultat en match, à l'instar du FC Barcelone à l'étranger : ainsi, « les éducateurs lyonnais n'hésitent pas à faire jouer les défenseurs en milieu de terrain pour qu'ils apprennent à mieux se servir de leurs pieds ». Par ailleurs, la formation ne privilégie aucun schéma de jeu, permettant aux joueurs de s'adapter aisément dans tous.
Le centre de formation, jugé en 2015 comme l'un des meilleurs d'Europe par France Football, sert à alimenter l'équipe première, mais également à disposer d'un vivier de joueurs ayant une valeur sur le marché des transferts, sans que ce soit le cœur de la politique du club. En effet, la concurrence étant difficile pour les jeunes qui montent en équipe réserve, ils vont régulièrement, volontairement ou non, s'émanciper dans d'autres clubs très jeunes. Tout aussi régulièrement, un certain nombre parvient à faire une bonne carrière nationale ou internationale. Le tableau suivant présente ainsi une liste non exhaustive de joueurs notables formés dans les équipes de jeunes de l'Olympique lyonnais.
| Poste     | Joueur           | Années au club        | Poste     | Joueur               | Années au club        |
| --------- | ---------------- | --------------------- | --------- | -------------------- | --------------------- |
| Attaquant | Fleury Di Nallo  | 1960-1974             | Attaquant | Alexandre Lacazette  | 2003-2017 / 2022-2025 |
| Attaquant | Bernard Lacombe  | 1969-1978             | Milieu    | Jean-Philippe Durand | ?-1980                |
| Défenseur | Bruno Ngotty     | 1987-1995             | Attaquant | Nestor Combin        | 1959-1964             |
| Gardien   | Marcel Aubour    | 1960-1966             | Attaquant | Daniel Xuereb        | 1976-1981             |
| Attaquant | Ludovic Giuly    | 1987-1998             | Milieu    | Florent Balmont      | 1996-2004             |
| Attaquant | Sidney Govou     | 1997-2010             | Attaquant | Nabil Fekir          | 2011-2019             |
| Attaquant | Frédéric Kanouté | 1997-2000             | Attaquant | Anthony Martial      | 2009-2013             |
| Attaquant | Karim Benzema    | 1997-2009             | Défenseur | Samuel Umtiti        | 2002-2016             |
| Attaquant | Rachid Ghezzal   | 2004-2017             | Milieu    | Corentin Tolisso     | 2007-2017 / 2022-     |
| Attaquant | Hatem Ben Arfa   | 2002-2008             | Milieu    | Maxime Gonalons      | 2000-2017             |
| Attaquant | Loïc Rémy        | 1999-2008             | Gardien   | Anthony Lopes        | 2000-2024             |
| Attaquant | Anthony Mounier  | 1999-2009             | Milieu    | Clément Grenier      | 2002-2018             |
| Milieu    | Steed Malbranque | 1994-2001 / 2012-2016 | Milieu    | Jordan Ferri         | 2007-2019             |
| Défenseur | Jérémie Bréchet  | 1998-2003             | Défenseur | François Clerc       | 1997-2010             |
| Défenseur | Raymond Domenech | 1960-1977             | Attaquant | Florian Maurice      | 1984-1997             |
| Défenseur | Jean Djorkaeff   | 1958-1966             | Milieu    | Rémi Garde           | 1984-1993             |
| Attaquant | Alassane Pléa    | 2009-2014             | Milieu    | Jérémy Clément       | 1997-2006             |
| Attaquant | Amine Gouiri     | 2013-2020             | Milieu    | Maxence Caqueret     | 2011-2025             |
| Attaquant | Rayan Cherki     | 2010-2025             | Défenseur | Malo Gusto           | 2016-2023             |
| Défenseur | Castello Lukeba  | 2011-2023             | Défenseur | Pierre Kalulu        | 2010-2020             |
| Milieu    | Houssem Aouar    | 2009-2023             | Défenseur | Bouna Sarr           | 2005-2009             |
| Attaquant | Bradley Barcola  | 2010-2023             | Attaquant | Georges Mikautadze   | 2008-2015 / 2024-     |

En octobre 2015, la construction du centre de formation est initiée par le club sur le territoire de Meyzieu. Ce centre, mixte, doit permettre de loger 29 joueurs et 10 joueuses.
Entre 2013 et 2018, l'académie lyonnaise est élue six fois consécutivement meilleur centre de formation français par la LFP. En 2019, l'OL, qui a entamé un nouveau cycle sportif privilégiant l'arrivée extérieur de jeunes joueurs à forts potentiels, rétrograde de 3 places pour se hisser au 4e rang de ce classement.

### Structures extra-sportives

#### Siège
Le siège de l'Olympique lyonnais se trouvait à proximité du stade de Gerland dans le septième arrondissement de Lyon. Il était situé au 420 de l'avenue Jean-Jaurès dans un bâtiment de deux étages accolé au centre d'entraînement du club.
Depuis 2016, les locaux du club sont installés dans le Parc Olympique lyonnais.

#### Boutiques officielles

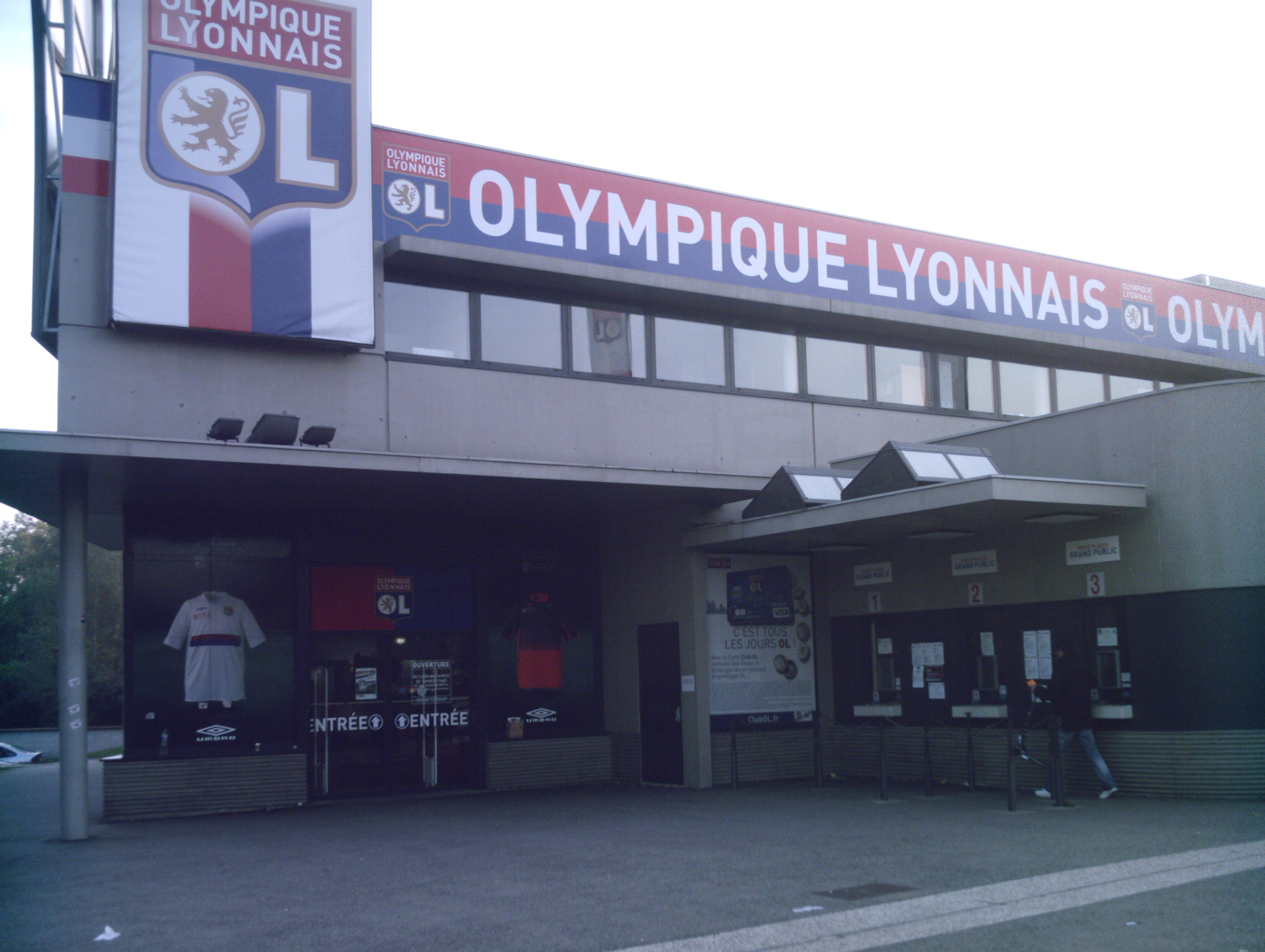
Ancienne boutique et billetterie de l'Olympique lyonnais.

L'Olympique lyonnais dispose de trois boutiques officielles dans l'agglomération lyonnaise. La plus ancienne, d'une surface de 300 mètres carrés, était située dans le quartier de Gerland à proximité de l'ancien stade du club. Elle était dotée de bureaux pour la direction au premier étage et d'une billetterie. Elle a fermé en janvier 2017, remplacée par la nouvelle boutique décinoise du Parc Olympique lyonnais. La seconde est située en Presqu'île dans le centre de Lyon et dispose également d'une billetterie. La troisième est installée dans un terminal de l'aéroport Lyon-Saint-Exupéry. Une quatrième boutique est située à Villefranche-sur-Saône.
Le club a également créé des lieux de restauration dans quatre endroits de l'agglomération. Le premier se trouve à Vaulx-en-Velin dans le quartier du Carré de soie, le second dans le quartier de Vaise, le troisième à l'aéroport Lyon-Saint-Exupéry, et le quatrième se situe dans le Parc Olympique lyonnais et se nomme « La brasserie des Lumières ».

#### OL Fondation
Le club a créé une structure en partenariat avec plusieurs soutiens majeurs pour soutenir et développer une politique de mécénat dans quatre domaines particuliers : l’insertion par le sport, l’éducation, l’aide aux personnes malades ou hospitalisées et le soutien au sport amateur. Cette fondation a comme membres fondateurs l'OL, Accor, Cegid Group, Pathé et Providis Logistique.
Elle soutient des associations qui œuvrent dans les champs d'actions prévus. Elle organise aussi des opérations de promotion ponctuelles, comme le soutien de la deuxième nuit Solidaire pour le logement aux côtés d’Emmaüs, au moyen d'un maillot portant la mention de l'opération.
Depuis la saison 2011-2012, le Centre Léon-Bérard et l'Olympique lyonnais sont partenaires : le nom de l'hôpital figure sur les maillots de l'équipe en Ligue des champions et 500 € sont versés au CLB par la fondation OL pour chaque but marqué en Ligue 1.

#### Partenariats
L'Olympique lyonnais dispose de conventions signées avec des clubs de football à l'étranger. Elle consiste à mettre en place un partenariat dans les domaines de la formation des jeunes joueurs, de l’échange de savoir-faire, de collaboration technique et professionnelle.
Clubs et organisations signataires : 
- Athletico SC (en)[252]
- AS Dakar Sacré-Cœur[253]
- Football Bourg-en-Bresse Péronnas 01[254]
- FC Villefranche Beaujolais[255]
- Resende FC (en)[256]
- FUS Rabat[257]
- SC Farense[258]
- Rova Sports Academy[259]
- Fédération de Football d'Hô Chi Minh-Ville[260]
- FC Machida Zelvia[261]

Avec le rachat du club par John Textor, plusieurs clubs rejoignent le partenariat : 
- Botafogo FR
- RWD Molenbeek
- Crystal Palace

Anciens clubs signataires :
- Jeonbuk Hyundai Motors[262]
- Yokohama F. Marinos[263]
- Club africain[264]

Outre les clubs de football, l'Olympique lyonnais s'est mis en partenariat avec le club de hockey sur glace du LHC Les Lions et du club de basket-ball du LDLC ASVEL.

## Aspects juridiques et économiques

### Aspects juridiques

#### Statut juridique et légal
L'Olympique lyonnais est depuis son origine une association titulaire d'un numéro d'affiliation à la Fédération française de football sous le nom « Olympique de Lyon et du Rhône » mais également une société composée d'un président unique. Cette dernière a le statut de société anonyme sportive professionnelle et gère le groupe professionnel ainsi que le merchandising. La holding OL Groupe est par ailleurs introduite en bourse.
Sur le plan international, le club était notamment membre du G14 qui était une organisation des clubs les plus importants et riches d'Europe, avant sa dissolution en janvier 2008. Jean-Michel Aulas en fut son président. Le club est désormais membre de l'Association européenne des clubs qui représente les intérêts des clubs de football en Europe.

#### Organigramme
L'Olympique lyonnais est dirigé par son président Jean-Michel Aulas en poste depuis 1987. L'organisation du club a connu un véritable changement depuis l'arrivée de ce dernier. En 1987, seul quatre administratifs sont salariés, dont un à mi-temps, puis dans les années 2000, plus de cent administratifs sont employés. Le président est épaulé par un conseiller, Bernard Lacombe, qui occupe successivement diverses fonctions au sein du club, en commençant par sa carrière de footballeur puis sa reconversion en tant qu'entraîneur. Jacques Matagrin est directeur de l'association. D'autres personnes sont en poste comme directeurs adjoints. Il s'agit de Marino Faccioli chargé du domaine sportif, Thierry Sauvage à la gestion et Olivier Blanc pour la communication. Olivier Bernardeau est responsable de la branche commerciale de l'Olympique lyonnais, Didier Kermarec est directeur marketing, tandis que la gestion de la sécurité est assurée par Annie Saladin.

### Aspects économiques

#### Éléments comptables
Le club dépend de la holding OL Groupe. Celle-ci est cotée en bourse et possède un résultat net régulièrement positif. Celui de la saison 2007-2008 s'élève à 19,9 millions d'euros puis 5,7 millions d'euros pour la saison suivante.
Le budget de l'Olympique lyonnais était le plus élevé des clubs de football français jusqu'en 2011-2012 avant l'arrivée des capitaux qatariens au PSG,. Il est en constante augmentation depuis le début de la présidence de Jean-Michel Aulas où 2,29 millions d'euros étaient disponibles en 1987. Pendant les années 2000, et l'accumulation des titres, celui-ci a considérablement augmenté avec un montant de 90 millions d'euros en 2004 puis plus de 120 millions d'euros après 2007.
En 2015, le budget du club est de 170 millions d'euros. Ce budget a encore augmenté durant la saison 2015-2016 grâce au retour du club en Ligue des champions et surtout au début de l'exploitation (semi) du nouveau Parc Olympique lyonnais. Ainsi, lors de cette saison, l'Olympique lyonnais a enregistré un budget record de 235 millions d'euros. Ce budget pourrait encore augmenter avec l'exploitation complète du nouveau stade sur une saison entière et avec l'entrée d'investisseurs chinois dans le capital d'OL Groupe. Le club est considéré par la presse économique comme l'une des organisations économiques les plus saines du football français,. L'Olympique lyonnais connaît sur la période 2016/2021 le record d'Europe de la progression économique (+ 164 %) selon le cabinet d'audit KPMG.
Le tableau ci-dessous résume les différents budgets prévisionnels du club lyonnais saison après saison.
| Saison | 2007-2008 | 2008-2009 | 2009-2010 | 2010-2011 | 2011-2012 | 2012-2013 | 2013-2014 | 2014-2015 | 2015-2016 | 2016-2017 |
| Budget | 145 M€    | 178 M€    | 140 M€    | 150 M€    | 150 M€    | 145 M€    | 121 M€    | 115 M€    | 170 M€    | 235 M€    |
| Saison | 2017-2018 | 2018-2019 | 2019-2020 | 2020-2021 | 2021-2022 | 2022-2023 | 2023-2024 | 2024-2025 | 2025-2026 |           |
| Budget | 240 M€    | 285 M€    | 310 M€    | 285 M€    | 250 M€    | 250 M€    | 220 M€    | 240 M€    | 110 M€    |           |

#### Transferts les plus coûteux

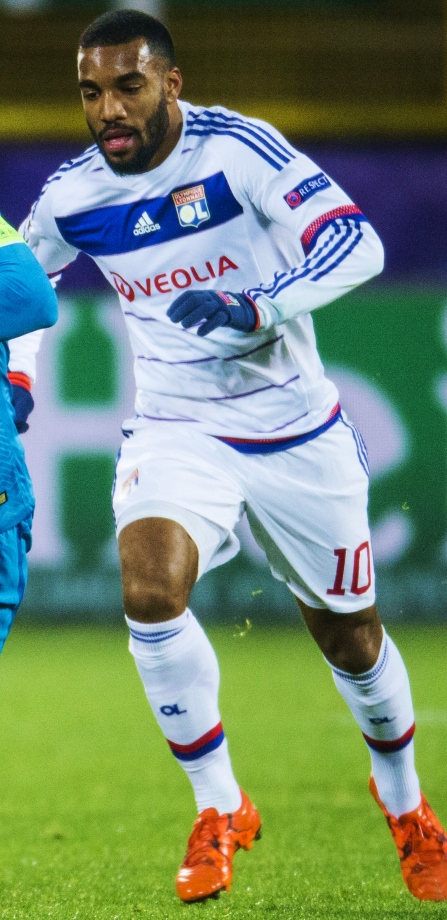
L'international français Alexandre Lacazette est l'un des plus gros transferts sortants de l'histoire de l'OL.

Le transfert entrant le plus onéreux de l'histoire du club est celui de l'attaquant argentin Lisandro López en provenance du FC Porto pour un montant estimé à 24 M€ lors du mercato d'été 2009. Après plusieurs semaines de négociations, le président lyonnais Jean-Michel Aulas parvient à trouver un accord définitif avec les dirigeants portugais le 7 juillet 2009.
Le second transfert record est détenu jusque-là par l'international français Yoann Gourcuff pour 22 M€ qui signe en provenance des Girondins de Bordeaux en août 2010. Cependant, le passage du joueur à l'OL a été émaillé de nombreuses blessures à répétition qui ont éloigné des terrains le joueur de nombreux mois. En effet, Gourcuff ne disputera que 90 matchs sur 190 matchs possibles en Ligue 1 avec l'OL. Certains journalistes sportifs parleront même d'une catastrophe industrielle.
Concernant les transferts sortants, la plus grosse vente est celle de l'attaquant international français Alexandre Lacazette à Arsenal FC pour 53 M€ en juillet 2017. Alors qu'il avait déclaré vouloir rejoindre le club espagnol de l'Atlético Madrid où évolue son ami Antoine Griezmann, le joueur ne peut s'engager avec l'Atlético en raison de l'interdiction de recrutement qui pèse sur le club espagnol et rejoint alors la Premier League et le club londonien d'Arsenal. C'est donc un joueur issu de la formation de l'OL qui représente la plus grosse vente de l'histoire du club lyonnais, ce qui souligne une fois de plus la qualité du centre de formation lyonnais qui produit chaque saison des joueurs à fort potentiel comme autrefois avec Hatem Ben Arfa, Karim Benzema ou plus récemment avec Nabil Fekir.
Le second transfert record est détenu jusque-là par l'international français Corentin Tolisso pour 41,5 M€ qui signe en faveur du club allemand du Bayern Munich en juillet 2017. Quelques semaines avant la vente de Lacazette, Jean-Michel Aulas reçoit une offre mirobolante en provenance du Bayern Munich alors entraîné par le technicien italien Carlo Ancelotti très intéressé par le profil du milieu de terrain international français. Les dirigeants lyonnais acceptent l'offre afin de réinvestir une partie de cette somme dans le recrutement estival 2017 du club qui sera le plus dépensier dans l'histoire de l'OL avec près de 70 millions d'euros investis en actif joueurs.
Durant le mercato estival 2005, le milieu international ghanéen Michael Essien part au bras de fer avec Jean-Michel Aulas afin de quitter le club pour rejoindre le club londonien de Chelsea FC alors entraîné par José Mourinho. Le club accepte finalement la demande de transfert et s'engage en faveur du club anglais pour un montant de 38 millions d'euros.
À l'été 2009, l'OL cède son jeune attaquant international français Karim Benzema au Real Madrid du président espagnol Florentino Pérez qui achète également les internationaux Cristiano Ronaldo et Kakà.
Les deux tableaux ci-dessous synthétisent les dix plus grosses ventes et achats de joueurs dans l'histoire du club lyonnais.
| Arrivées |                     |           |                       |       |
| Rang     | Joueurs             | Indemnité | Provenance            | Année |
| 1er      | Moussa Niakhaté     | 31,9 M€   | Nottingham Forest     | 2024  |
| 2e       | Ernest Nuamah       | 29,5 M€   | RWD Molenbeek         | 2024  |
| 3e       | Jeff Reine-Adélaïde | 25 M€     | Angers SCO            | 2019  |
| 4e       | Joachim Andersen    | 24 M€     | UC Sampdoria          | 2019  |
| 4e       | Lisandro López      | 24 M€     | FC Porto              | 2009  |
| 5e       | Orel Mangala        | 23,4 M€   | Nottingham Forest     | 2024  |
| 6e       | Lucas Paquetá       | 23 M€     | AC Milan              | 2020  |
| 7e       | Thiago Mendes       | 22 M€     | LOSC Lille            | 2019  |
| 7e       | Yoann Gourcuff      | 22 M€     | Girondins de Bordeaux | 2010  |
| 7e       | Moussa Dembélé      | 22 M€     | Celtic FC             | 2018  |
| 8e       | Bruno Guimarães     | 20 M€     | Athletico Paranaense  | 2020  |
| 9e       | Malick Fofana       | 19,5 M€   | La Gantoise           | 2024  |
| 10e      | Sonny Anderson      | 19 M€     | FC Barcelone          | 1999  |

| Départs |                     |           |                     |       |
| Rang    | Joueurs             | Indemnité | Provenance          | Année |
| 1er     | Tanguy Ndombele     | 62 M€     | Tottenham Hotspur   | 2019  |
| 2e      | Alexandre Lacazette | 53 M€     | Arsenal FC          | 2017  |
| 3e      | Ferland Mendy       | 48 M€     | Real Madrid         | 2019  |
| 4e      | Bradley Barcola     | 45 M€     | Paris Saint-Germain | 2023  |
| 5e      | Lucas Paquetá       | 42,95 M€  | West Ham United     | 2022  |
| 6e      | Bruno Guimarães     | 42,1 M€   | Newcastle United    | 2022  |
| 7e      | Corentin Tolisso    | 41,5 M€   | Bayern Munich       | 2017  |
| 8e      | Michael Essien      | 38 M€     | Chelsea FC          | 2005  |
| 9e      | Karim Benzema       | 35 M€     | Real Madrid         | 2009  |
| 10e     | Castello Lukeba     | 30 M€     | RB Leipzig          | 2023  |
| 10e     | Malo Gusto          | 30 M€     | Chelsea FC          | 2023  |

### Sponsors
L'Olympique lyonnais était lié avec l'équipementier Umbro depuis la saison 2002 pour un contrat initialement prévu pour cinq ans qui a été prolongé jusqu'en juin 2010 dont le montant versé est de plus de sept millions d'euros par saison. Cependant, le 11 août 2009, le club annonce avoir trouvé un accord avec l'équipementier qu'il possédait avant 2002, Adidas, pour un contrat courant sur dix saisons à compter de la saison 2010-2011. Ce contrat est estimé entre 8 et 10 millions par an, soit le double du contrat précédent avec Umbro.
Depuis la saison 2009-2010, et la fin des contrats liant le club avec le groupe AccorHotels et Renault Trucks, le nouveau sponsor maillot de l'Olympique lyonnais est le site de paris en ligne et bookmaker Betclic estimé à 7 millions annuels, cependant interdit sur le sol français car l'ouverture légale du marché des jeux d'argent en France est prévue pour le 1er juin 2010. Jusqu'à cette date, le club est donc obligé de jouer avec des maillots vierges ou de faire des coups marketings comme lors du match opposant le Paris Saint-Germain à l'Olympique lyonnais en octobre 2009 avec Toupargel, ou de faire la promotion de Kool Shen lors du match opposant l'Olympique lyonnais à Olympique de Marseille en novembre 2009. Il est cependant autorisé à jouer avec son sponsor les matchs de Ligue des champions dans les pays dont la législation le permet. En 2009, Lyon a engrangé 50 millions d'euros de revenus issus entre autres des sponsors, et des produits dérivés. Le Groupe APICIL est sponsor durant les saisons 2004-2005 et 2009-2010. Le 8 juin 2010, le club signe un contrat de sponsoring avec la compagnie d'assurance Groupama pour une durée de 3 ans, incluant la présence du nom du groupe inscrit sur le dos des maillots et des panneaux publicitaires dans le stade, pour un montant de 4,5 millions d'euros.
Lors des matches de Coupe de la Ligue, les sponsors Fiat Tipo, eFootball PES 2020, Triangle Intérim et BKT sont imposés par la LFP, tandis ceux en Coupe de France, se jouent avec les sponsors Intermarché, Crédit agricole et PMU, imposés par la FFF.
Pour les saisons 2012-2013 et 2013-2014, le constructeur automobile Hyundai a signé un contrat pour être le sponsor maillot de l'Olympique lyonnais pour les matchs de championnats. Ce contrat est en 2016 prolongé de deux ans pour un montant estimé par Le Progrès de 15 millions d'euros par saison. Pour les matchs européens, le sponsor maillot est Veolia.
De 2016 à 2024, le club a un partenariat avec le groupe immobilier lyonnais Alila (société) dont le logo est présent sur le maillot de l'OL.
À partir de la saison 2020-2021, la compagnie aérienne Emirates deviendra le sponsor principal du maillot du club pour les 5 prochaines saisons.
L'agence d'intérim Staffmatch devient partenaire majeur du club à partir de la saison 2023-2024 pour une durée de 3 ans. La marque apparaît sur le short de l'équipe masculine.

### Introduction en bourse
Le 26 janvier 2007, le club a précisé les modalités de son introduction en bourse. L'action OL Groupe est proposée entre 20 et 24,40 euros dont la part pour les petits porteurs est de dix pour cent. Depuis le vendredi 8 février 2007 l'Olympique lyonnais est entré en bourse. L'action OL Groupe (mnémonique OLG) est définitivement proposée à 24 euros. Conformément à l'article 68 de la loi du 30 décembre 2006, l'ouverture du capital intègre un projet de nouveau stade détenu en propre par le club.
Près de deux ans après son entrée en Bourse, l'action a perdu 65 % de sa valeur pour atteindre un minimum de 8,50 euros au 25 novembre 2008 quand le CAC 40 perdait 50 %. Depuis cette date, le cours s'est inversé pour remonter à 9,75 euros le 27 août 2009. Le 23 mai 2011, le cours est descendu à 6 euros. En août 2013, le titre ne vaut plus que 2,08 euros, plombé par le recul des résultats sportifs et surtout par la difficulté économique que représente la construction du nouveau stade. Grâce à la livraison du Parc Olympique lyonnais, la vente d'actifs importants (comme Alexandre Lacazette à Arsenal ou Corentin Tolisso au Bayern Munich), et l'entrée au capital d'investisseurs chinois, la valeur du titre remonte pour titiller les 3,00 euros au début d'année 2018.

### Aspect écologique
À la suite de polémiques sur l'impact écologique de son stade (en 2017, une enquête révèle que 11 tonnes de déchets sont générés à chaque match de l'OL), en 2019 l'OL annonce mettre en place une politique de transition écologique.
Depuis 2020, l'Olympique lyonnais est associé Time for the Planet, qui promeut l'entrepreneuriat au service de l'urgence climatique.

## Soutien et image

### Supporters et affluence

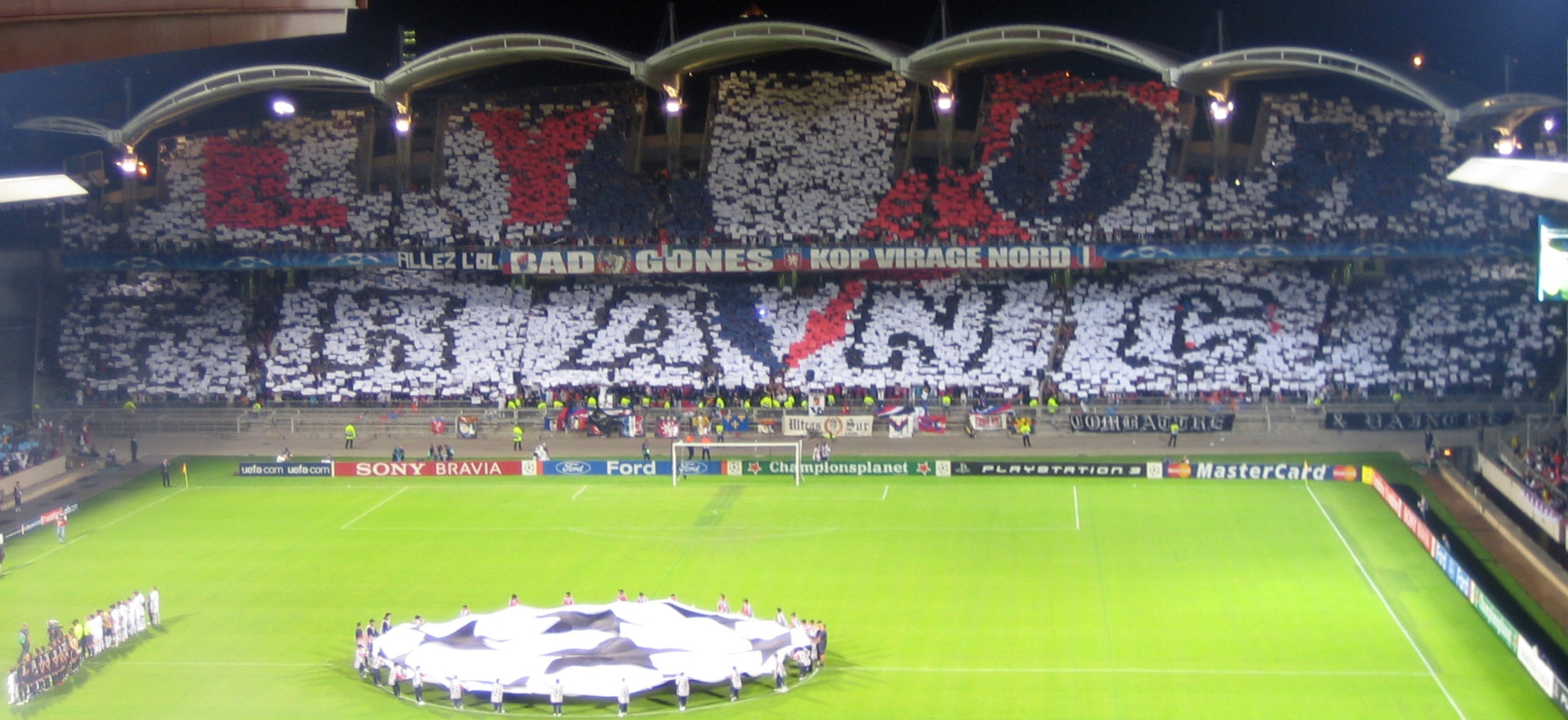
Tribune des Bad Gones avant le match Lyon - Real Madrid en 2006.

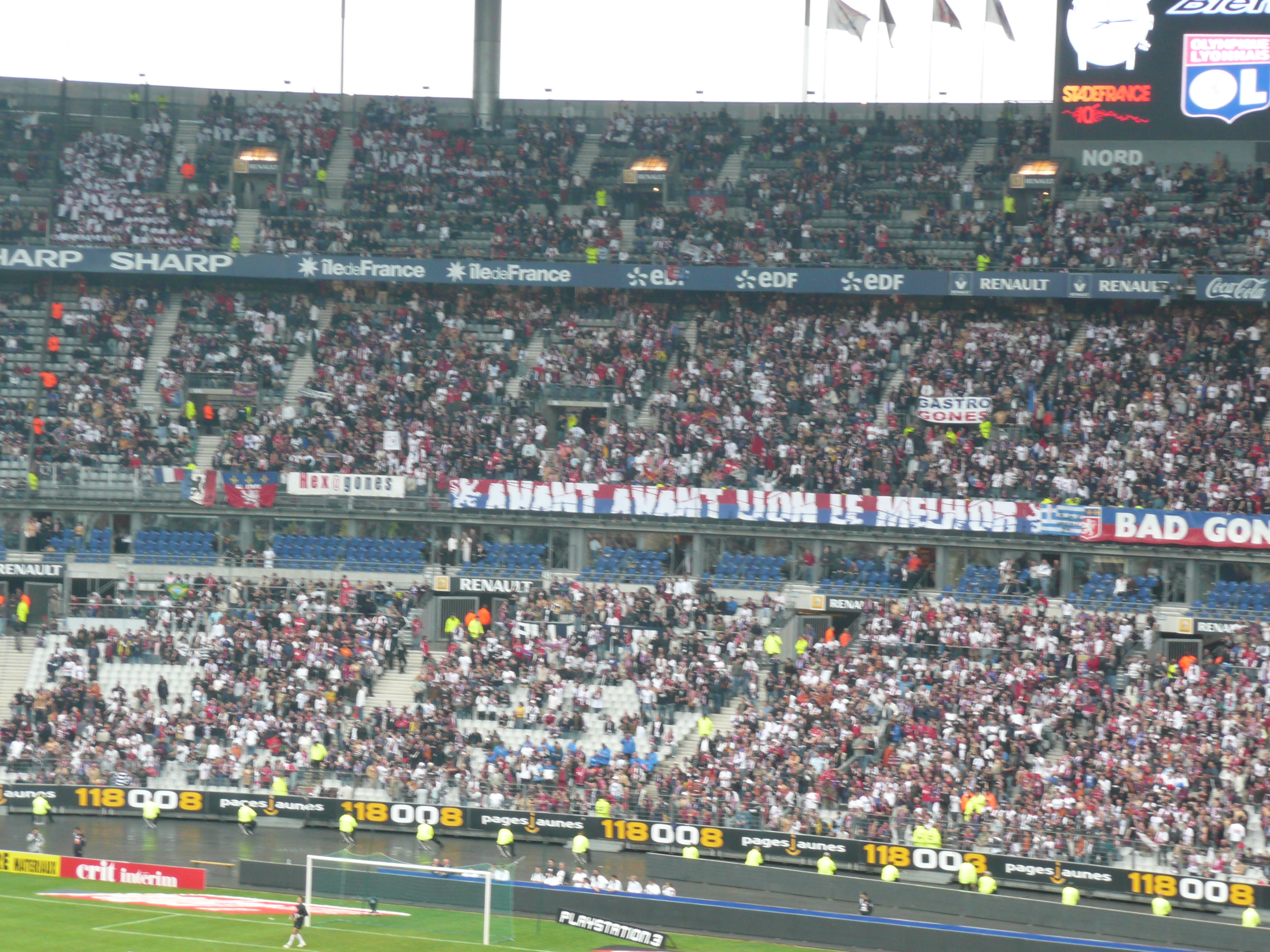
Tribune des supporters lyonnais lors de la finale de la Coupe de France en 2008 contre le PSG.

Le club compte plusieurs groupes de supporters au statut plus ou moins officiel. Le plus important est celui des « Bad Gones » créé en 1987, et qui occupe le virage nord inférieur du stade de Gerland. L'Olympique lyonnais était alors un modeste club de D2. Le 1er décembre 2012, contre Montpellier, ce groupe a fêté ses 25 ans d'existence. Un autre groupe important a existé, il s'agit de la « Cosa Nostra Lyon » au virage Sud inférieur. Il a vu le jour en 2007 et est issu du regroupement de deux groupes qu'étaient les « Lugdunum's Lions », créés en 1993, et les « Nucléo Ultra », créés en 2000, qui occupaient déjà le virage Sud. Afin de donner plus d'homogénéité à la tribune les deux groupes ont fusionné. Mais la répétition des interpellations pour divers actes de vandalisme et de violence a contraint l'Olympique lyonnais à ne plus reconnaître officiellement le groupe, puis à l'État de le dissoudre officiellement par décret en 2010. En 2009 est apparue un nouveau groupe actif au virage sud appelé Lyon 1950.
En 2010, le groupe organise campagne d'abonnement et compte à peu près cent-soixante membres.

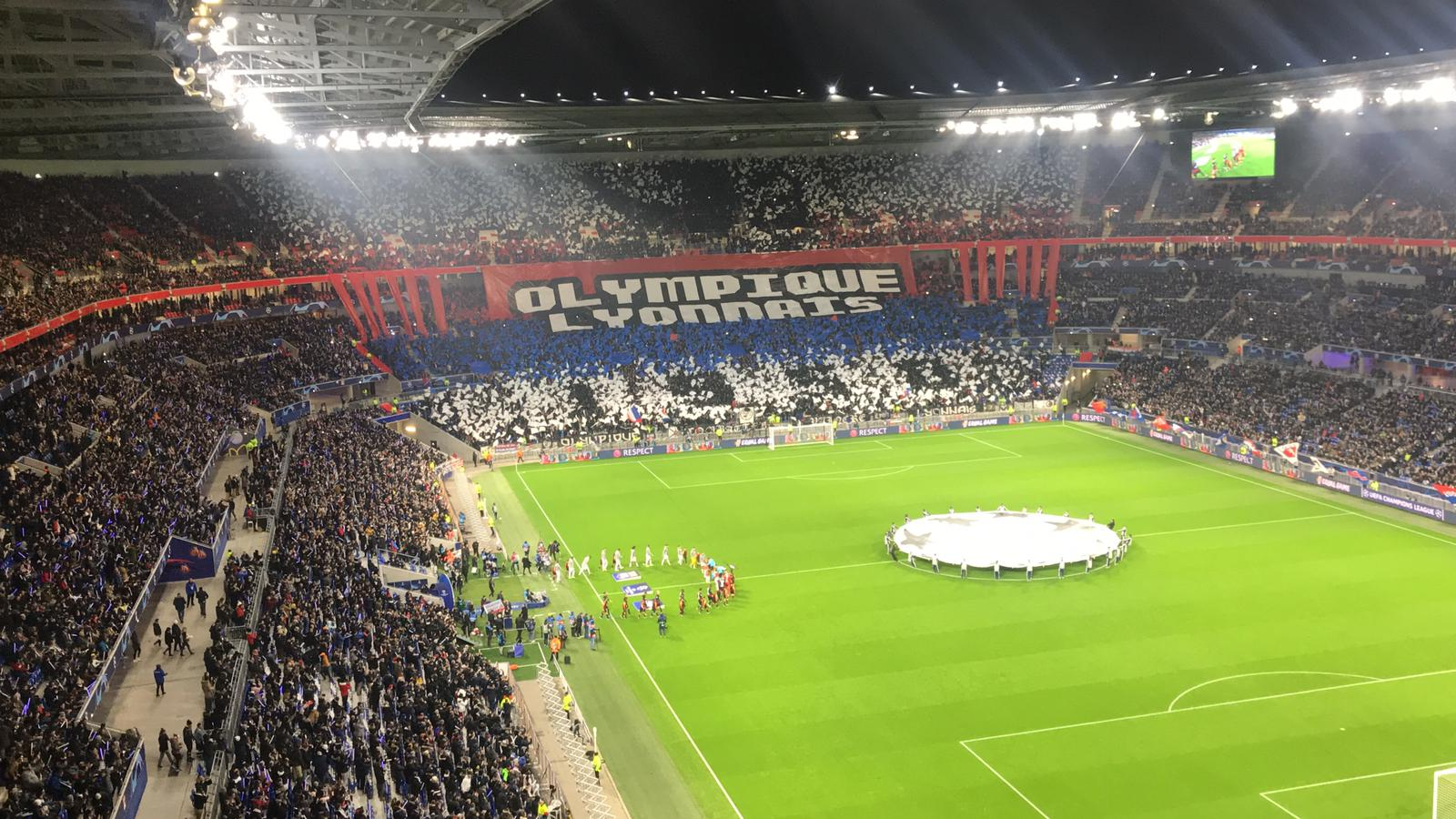
Tribune des Bad Gones au Parc Olympique lyonnais contre le RB Leipzig en Ligue des champions le 10-12-2019.

Il existe également d'autres associations dont la localisation dans le stade est bien définie. Il s'agit des « Rouge et Bleu » de la tribune Jean Bouin, des « Hex@gones » créés en 2000, présents surtout en virage sud inférieur, qui regroupe, mais pas exclusivement, les supporters résidant loin de Lyon, des « Gastrogones » de la tribune Jean Bouin et au virage sud supérieur, des « O'Elles Club » de la tribune Jean Jaurès et des « Handi-Sup-OL », créés en 2005, placés aux places handicapées de la tribune Jean Bouin. Six autres groupes sont répartis de part et d'autre du stade. Il s'agit des « OL Muséum », créés en 2006, association de supporters collectionnant des produits estampillés OL, des « Gones 58 », créés en 2006, qui regroupent les supporters du département de la Nièvre, des « Gones 26 », créés en 2007, qui regroupent les supporters du département de la Drôme, des « Septimagones », créés en 2008, implantés à Hérépian dans l'Hérault, dont le nom vient de la contraction de Gones et de Septimanie, une ancienne province désignant le Languedoc-Roussillon, des « Loups Marchois », créé en 2008, qui regroupent les supporters du département de la Creuse, et des « Dauphigones », créés en 2008, qui regroupent les supporters du département de l'Isère.
L'affluence des spectateurs au stade de Gerland a connu une forte augmentation dans les années 2000. Alors que la moyenne de fréquentation était d'environ dix-mille spectateurs jusqu'à la fin des années 1980, elle est d'un peu moins de quarante-mille dans les années 2000, soit l'équivalent de la capacité du stade de Gerland.
En 2016, avec l'arrivée du nouveau stade, l'affluence peut atteindre près de soixante-mille spectateurs.
Différents chants sont régulièrement repris lors de matchs.
Comme le « Qui ne saute pas n'est pas Lyonnais » ou encore les échanges entre les virages du fameux « Supporters Lyonnais » Les Bad Gones 87 ont un chant de supporter qui est une reprise de « La symphonie du nouveau monde » de Antonín Dvořák et dont les paroles sont « Allez le virage nord, fais entendre ta voix ! Allez le virage nord, le douzième homme c'est toi ! ».
Depuis la saison 2018-2019 en avant-match, une chanson accompagnée à la guitare composée par Stéphane Balmino et combinant les chants « Pour ce blason » et « Rouge et bleu » est diffusée accompagnée du clip promotionnel pour le musée du club avec les paroles diffusées sur les panneaux pubs en bord de terrain ; diffusé en début de saison puis remis en place en novembre, le chant est progressivement repris en cœur au fil des matches par les virages et le stade en général, certaines personnes estiment que ce chant peut s'imposer comme l'hymne du club. Toutes les précédentes tentatives du club, la dernière en date était en 2014 avec un hymne composé par Benjamin Biolay ont échoué.

### Rivalités

#### Rivalités au niveau régional

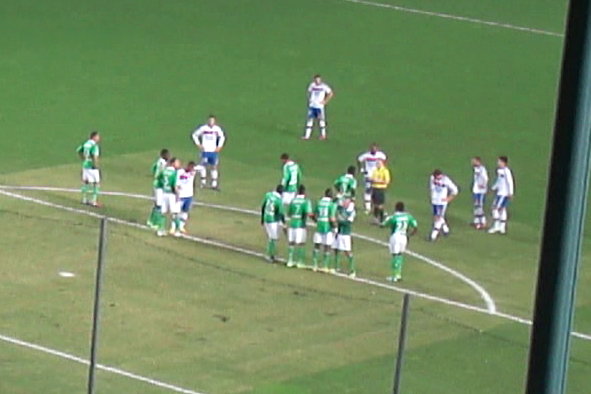
Derby ASSE-OL, le 17 mars 2012 au stade Geoffroy-Guichard.

La plus grande rivalité régionale est celle qui existe depuis la création du club avec l'AS Saint-Étienne. Cette rivalité est due à la proximité géographique des deux villes, car seulement 62 kilomètres par la route les séparent. Les deux clubs ont connu chacun leur tour leurs heures de gloire car l'AS Saint-Étienne domine le football français avec dix titres gagnés entre 1955 et 1981 puis l'Olympique lyonnais dans les années 2000 avec sept titres de champion. Lors des rencontres, le flux massif des supporters visiteurs est effectué, pour la majorité, par un convoi de plus d'une vingtaine de bus encadré par des véhicules de la compagnie républicaine de sécurité. En outre, depuis la remontée de Grenoble en 2008, un autre derby rhône-alpin a lieu, entre l'Olympique lyonnais et le GF38, pendant deux saisons, mais les enjeux apparaissent moins importants que lors des rencontres contre l'AS Saint-Étienne.
Au niveau de la localité lyonnaise, le club et Lyon-La Duchère ont eu une histoire les opposant puisque ce dernier trace son chemin dans l'ombre de l'OL. En 1992, il est promu en division national et obtient même une place pour la seconde division qui lui sera refusée pour insuffisances économiques. Après un dépôt de bilan en 1996, le club du quartier de La Duchère vit des années sombres alors que l'OL s'impose en championnat. Mais le club se reconstruit en recrutant notamment quelques jeunes joueurs issues du centre de formation de l'Olympique lyonnais. Le 8 janvier 2012, les deux clubs se rencontrent lors des 32e de finale de Coupe de France. Le derby lyonnais, joué à Gerland, se solde alors par une victoire des professionnels, 3 buts à 1 avec un triplé de Lisandro López.

#### Rivalités au niveau national

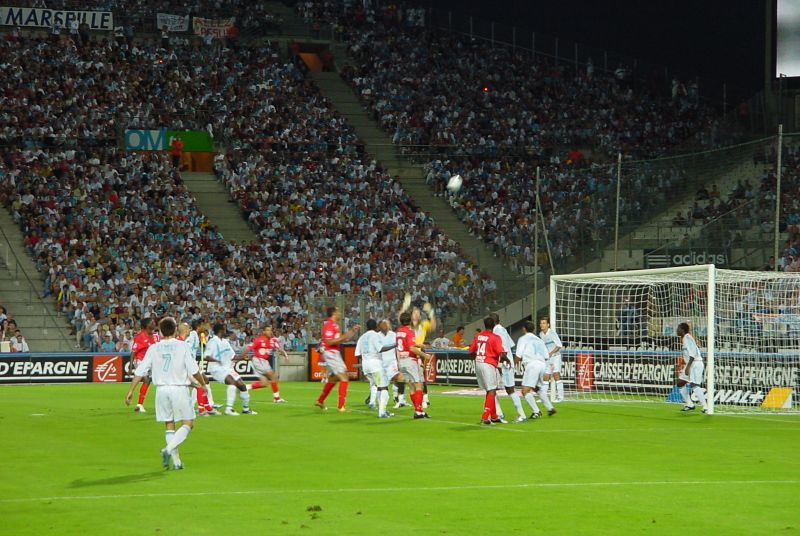
En 2005-2006, Lyon gagne 4-1 à Marseille.

Au niveau national, les rivalités avec l'Olympique lyonnais se développent avec sa domination du championnat de France dans les années 2000. Le président lyonnais Jean-Michel Aulas est par ailleurs souvent critiqué par ses confrères et les joueurs des équipes adversaires pour ses prises de position. Il lui est reproché d'attirer systématiquement les meilleurs joueurs du championnat à l'OL.
Sur le terrain, les rivalités les plus intenses interviennent avec les clubs concourant régulièrement pour le gain du titre de champion de France. On peut notamment citer l'Olympique de Marseille ; l'opposition entre les deux clubs étant souvent appelée "Olympico" ou bien "Choc des Olympiques". L'opposition avec les Girondins de Bordeaux a également eu une certaine importance, à cause de la présence constante en haut de tableau des deux équipes au cours des années 2000. Enfin, les rencontres avec le Paris Saint-Germain ont également un caractère important, particulièrement depuis l'émergence du club parisien comme tête d'affiche du championnat au début des années 2010. Aucune opposition toutefois n'égale la rivalité avec l'AS St-Étienne, comme en témoignent les incidents récurrents et les mesures de sécurité drastiques qui en découlent.
Depuis quelques années la rivalité s'est développée entre l'Olympique de Marseille et l'OL. Après un score de cinq buts partout au stade de Gerland le 8 novembre 2009, celle-ci a détrôné le match entre le PSG et l'OM en termes d'audience. Le 19 décembre 2010, la rencontre a été suivie par 2,43 millions de téléspectateurs, soit plus du tiers des abonnés de Canal+ alors que le match PSG - OM du 7 novembre de la même année a été suivi par 2,35 millions. L'opposition entre l'OL et l'OM détient le record d'audience historique pour la Ligue 1 et pour Canal+, ils étaient 2,93 millions de téléspectateurs à regarder le match du 27 mai 2009. En mai 2013, de violents affrontements entre supporteurs lyonnais et marseillais ont eu lieu à la gare de péage de Bollène, à la suite de la rencontre fortuite des bus de supporteurs des deux camps.
Les supporteurs ultras du virage sud de Lyon entretiennent une rivalité avec leurs homologues de la populaire Brigade sud de Nice, particulièrement depuis le vol par les Lyonnais de la "bâche" des ultras niçois, humiliation suprême dans le milieu des supporteurs ultras.

### Relation avec les médias
L'Olympique lyonnais dispose, depuis 2005, de sa propre chaîne de télévision. Celle-ci propose quotidiennement des flashs d'information sur la vie du club et ses résultats sportifs. Ses studios sont basés à proximité du centre d'entraînement. Les informations sur le club sont également quotidiennement repris sur la chaîne locale Télé Lyon Métropole. Il existe également des partenariats avec des stations de radio nationales. La radio RTL et la chaîne officielle du club étaient en partenariat pour quelques émissions ; c'est également le cas avec Europe 1 ou Radio Espace.
Les relations entre le club et les médias sont parfois houleuses. En effet, des distensions fortes apparaissent dans les années 2000 quant à la gestion du club par Jean-Michel Aulas qui est accusé de « piller » la Ligue 1 française en tentant de recruter les meilleurs joueurs des différentes équipes. Ce dernier n'hésite pas non plus à accuser les médias de tenter de déstabiliser son groupe dans le but de faire perdre l'équipe. Le club multiplie par ailleurs les démentis contre certains articles du quotidien L'Équipe concernant les montants des salaires ou la politique de recrutement.
Selon des sondages Ipsos daté de 2006, l'Olympique lyonnais est le second club français le plus populaire en France juste derrière l'Olympique de Marseille. Un classement conservé en 2009, où le club partage cette place avec le Paris Saint-Germain. Selon cette étude IFOP d'août 2009, l'Olympique lyonnais reçoit 11 % des suffrages lors de la question portant sur la préférence du club. Ce chiffre est éloigné de celui de l'Olympique de Marseille qui recueille 20 % des voix.
Le 24 novembre 2005, l'Olympique lyonnais s'associe au média lyonnais Lyon Capitale pour créer le Journal du Match rédigé par le journaliste Razik Brikh. Ce journal gratuit publié lors de chacune des rencontres du club rhodanien est diffusé à 60 000 exemplaires, dont 20 000 dans le stade de Gerland. En 2010, le Journal du Match change de nom pour s'appeler La Tribune. Il est édité par OL Média (rédacteurs du site olweb.fr).

### L'Olympique lyonnais dans la culture populaire
Dans le domaine du cinéma, l'Olympique lyonnais apparaît en 2004 dans le film à sketches Les 11 commandements. Ce film dont les acteurs sont Michaël Youn et son équipe possède une séquence se déroulant au stade de Gerland. Lors de la mi-temps opposant l'OL à l'AJ Auxerre, le speaker annonce une représentation d'un groupe de chanteurs stéphanois et qui interprète la chanson Le lion est mort ce soir. L'objectif de la séquence étant : Tu prendras un bide. En 2006, un film consacré au football fait apparaître l'Olympique lyonnais, il s'agit de Goal 2 : La Consécration. En 2014, dans le film Barbecue d'Éric Lavaine, le groupe d'amis est supporter de l'Olympique lyonnais, et va souvent au stade de Gerland. Dans leurs discussions, ils font également référence au club et aux matches passés.
Peu de références sont faites à l'Olympique lyonnais dans les différents spectacles ou programme à caractères humoristiques; les cibles privilégiées sont celles du Paris Saint-Germain et de l'Olympique de Marseille, malgré quelques références dans les programmes des Guignols de l'info lors de la série de victoires en championnat dans les années 2000.

## Autres équipes

### Équipe réserve et sections jeunes
Pour la saison 2019-2020, l'équipe réserve de l'Olympique lyonnais évolue en Championnat de France de National 2 dans le groupe D et est entraînée par Gueïda Fofana et Philippe Bizeul. Elle remporte le Championnat de France des réserves professionnelles par sept fois en 1998, 2001, 2003, 2006, 2009, 2010 et 2011. Cette équipe est un lien entre les sections jeunes et l'équipe professionnelle. Elle permet notamment aux joueurs du groupe pro blessés de longue date d'effectuer un retour à la compétition de manière progressive.
Le centre de formation de l'Olympique lyonnais comprend plusieurs formations de jeunes, des débutants aux juniors. Ces derniers gagnent la Coupe Gambardella à quatre reprises en 1971, 1994, 1997 et 2022 et le centre se voit décerner le titre de meilleur club de jeunes en 1980, 1994, 1997, 2003, 2005, 2006, 2008, 2009 et 2012.
Un bon nombre de joueurs notables comme Fleury Di Nallo, Bernard Lacombe, Ludovic Giuly, Sidney Govou, Frédéric Kanouté, Karim Benzema, Hatem Ben Arfa, Loïc Rémy, Anthony Mounier, Alexandre Lacazette, Nabil Fekir, Anthony Martial, Samuel Umtiti, Corentin Tolisso, Maxime Gonalons, Anthony Lopes ont été formés dans les équipes de jeunes de l'Olympique lyonnais.

#### Palmarès
| Équipes réserves | Équipes de jeunes |
| - Réserve - Championnat de France amateur - Vainqueur (7) - 1998, 2001, 2003, 2006, 2009, 2010, 2011 - Division 3 - Vainqueur (1) - 1993 - Championnat d'Honneur Régional - Vainqueur (2) - 1976 - 1986 - Ligue Rhône-Alpes de football - Vainqueur (6) - 1942, 1943, 1946, 1955, 1963, 1968 - Coupe Rhône-Alpes - Vainqueur (1) - 1991 - Réserve 2 - Ligue Rhône-Alpes de football - Vainqueur (3) - 1998, 2002, 2003 - Coupe Rhône-Alpes - Vainqueur (1) - 2001 - Olympique lyonnais 3 - Championnat de Division d'Honneur - Vainqueur (1) - 2002 | - Coupe Gambardella - Vainqueur (4) - 1971, 1994, 1997, 2022 - Finaliste (5) - 1970, 1992, 2005, 2006, 2015 - Tournoi de Montaigu - Vainqueur (2) - 2000, 2004 - Finaliste (2) - 1995, 2007 - Blue Stars/FIFA Youth Cup - Vainqueur (1) - 2017 - Championnat de France des 17-18 ans - Vainqueur (3) - 1993, 2000, 2005 - Vice-Champion (2) - 2006, 2007 - Championnat de France des 15-16 ans - Vainqueur (4) - 1994, 1995, 2000, 2004 - Vice-Champion (3) - 1981, 2003, 2007 - Championnat de France des 14 ans - Vainqueur (2) - 2005, 2006 - Championnat de France Cadet - Vainqueur (2) - 1977, 1981 - Vice-Champion (1) - 1979 - Coupe de France minimes : - Vainqueur (1) : 1967 - Coupe nationale poussins : - Vainqueur (2) : 1982, 1997 - Finaliste (2) : 1999, 2000 - Coupe nationale benjamins : - Vainqueur (2) : 2003, 2004 - Finaliste (1) : 2005 |

### Section féminine

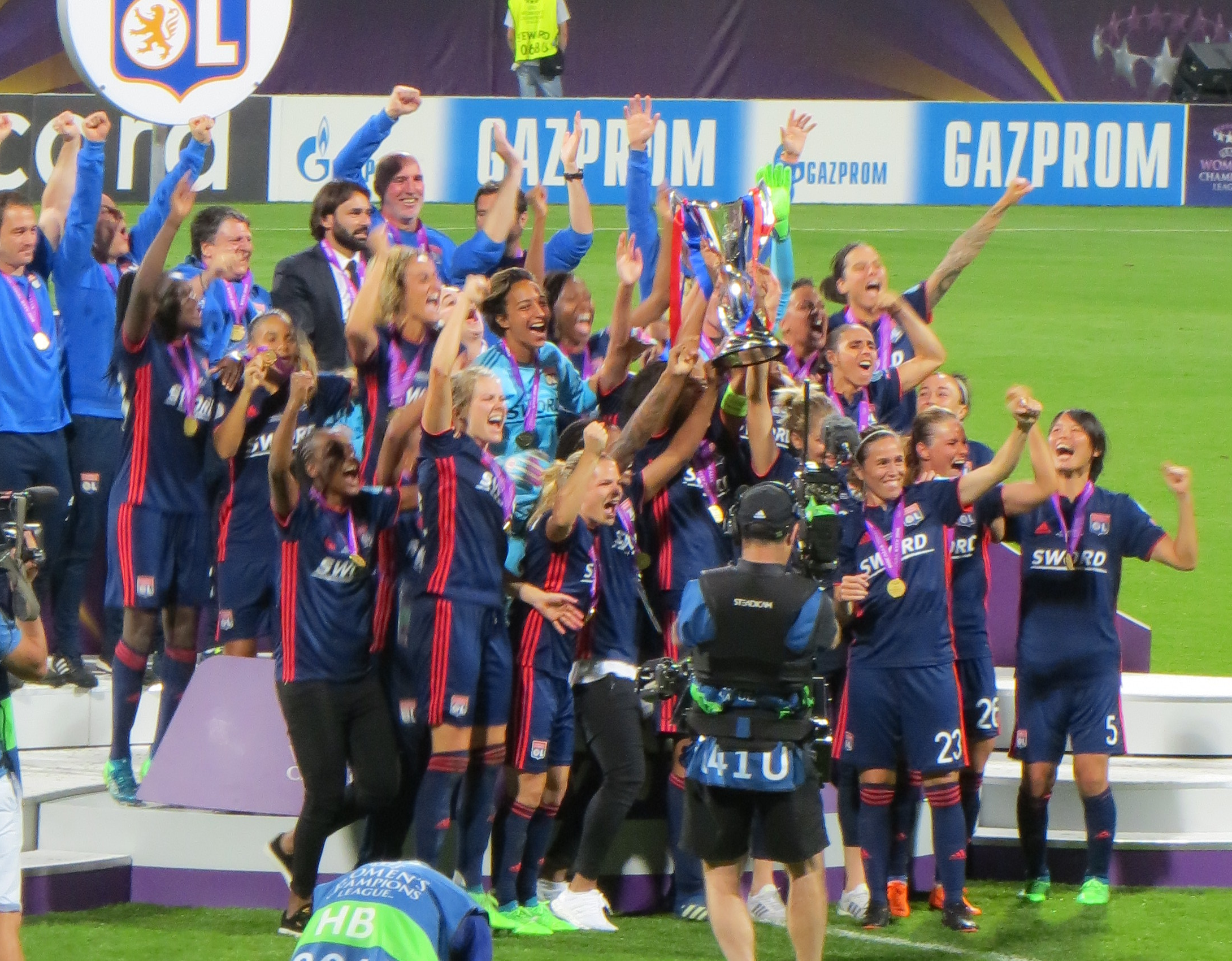
Célébration du 5e titre européen de la section féminine le 24 mai 2018 à Kiev.

L'Olympique lyonnais acquiert à l'été 2004, la section féminine du FC Lyon, qui existe depuis 1970. L'équipe première joue en première division et fait partie des meilleurs clubs nationaux avec quatorze titres consécutifs entre 2007 et 2020 et un total de dix-sept titres de championne ajouté à neuf victoires en Coupe de France en 2003, 2004, 2008, 2012, 2013, 2014, 2015, 2016 et 2017.
Sur le plan européen, les filles atteignent, en 2008 et 2009, les demi-finales de la Ligue des champions, et pour la première fois la finale le 20 mai 2010 à Getafe qu'elles perdent contre les Allemandes du Turbine Potsdam (0-0, 6-7 tab).
En 2011, elles emportent la finale 2-0 à Londres contre ces mêmes Allemandes du Turbine Potsdam. L'année suivante, les Lyonnaises conservent leur titre en battant 2-0 le Eintracht Francfort. Par la suite, l'équipe établit son hégémonie sur la scène européenne en remportant six autres Ligues des champions en 2016, 2017, 2018, 2019, 2020 et 2022, faisant de l'Olympique lyonnais le club le plus titré sur la scène européenne avec 8 titres.
La section est entraînée par Farid Benstiti entre 2001 et 2010 avant qu'il ne quitte ses fonctions et cède sa place à Patrice Lair. Après avoir gagné de nombreux titres avec l'équipe féminine, Patrice Lair passe la main et c'est Gérard Prêcheur qui le remplace. Ce dernier permet au club d'agrandir son palmarès, en remportant notamment deux triplés (Ligue des Champions, Championnat de France et Coupe de France) lors des saisons 2015-2016 et 2016-2017. Reynald Pedros puis Jean-Luc Vasseur lui succèdent. Après une élimination en quart de finale de la Ligue des Champions en 2021, ce dernier est remercié et remplacé par Sonia Bompastor.
En juin 2015, le club officialise l'arrivée de Griedge Mbock pour un montant de 100 000 euros et établit ainsi le plus gros transfert de l'histoire du football féminin en France.

#### Palmarès
| Compétitions internationales | Compétitions nationales |
| - Ligue des champions de l'UEFA (8) : - Vainqueur : 2011, 2012, 2016, 2017, 2018, 2019, 2020, 2022. - Finaliste : 2010, 2013. | - Championnat de France (16) : - Champion : 2007, 2008, 2009, 2010, 2011, 2012, 2013, 2014, 2015, 2016, 2017, 2018, 2019, 2020, 2022, 2023,2025 - Vice-champion : 2021 - Coupe de France (10) : - Vainqueur : 2008, 2012, 2013, 2014, 2015, 2016, 2017, 2019, 2020, 2023. - Finaliste : 2005, 2006, 2007, 2018. - Trophée des championnes (3) : - Vainqueur : 2019, 2022, 2023. |
| Compétitions internationales amicales | - Championnat de France (16) : - Champion : 2007, 2008, 2009, 2010, 2011, 2012, 2013, 2014, 2015, 2016, 2017, 2018, 2019, 2020, 2022, 2023,2025 - Vice-champion : 2021 - Coupe de France (10) : - Vainqueur : 2008, 2012, 2013, 2014, 2015, 2016, 2017, 2019, 2020, 2023. - Finaliste : 2005, 2006, 2007, 2018. - Trophée des championnes (3) : - Vainqueur : 2019, 2022, 2023. |
| - Coupe du monde des clubs féminins - Mobcast Cup (1) : - Vainqueur : 2012. - Valais Cup (1) : - Vainqueur : 2014. - Women's International Champions Cup (2) : - Vainqueur : 2019, 2022. - Finaliste : 2018, 2021. - Trophée Veolia (1) : - Vainqueur : 2020. | - Championnat de France (16) : - Champion : 2007, 2008, 2009, 2010, 2011, 2012, 2013, 2014, 2015, 2016, 2017, 2018, 2019, 2020, 2022, 2023,2025 - Vice-champion : 2021 - Coupe de France (10) : - Vainqueur : 2008, 2012, 2013, 2014, 2015, 2016, 2017, 2019, 2020, 2023. - Finaliste : 2005, 2006, 2007, 2018. - Trophée des championnes (3) : - Vainqueur : 2019, 2022, 2023. |
| Équipes réserves | Distinctions |
| - Championnat de France de D3 (1) : - Champion : 2010. | - Prix IFFHS de la meilleure équipe du monde (7) : - Élue : 2012, 2015, 2016, 2017, 2018, 2019, 2020,. - Globe Soccer Awards du meilleur club féminin de l'année (1) : - Élue : 2022 |

#### OL Reign
L'OL Reign, anciennement Seattle Reign FC puis simplement Reign FC, est un club franchisé américain de soccer féminin basé à Tacoma, dans l'État de Washington.
Le 25 novembre 2019, le club annonce être en « discussions exclusives » en vue de l'acquisition de la franchise, qui a pour but de finaliser la transaction avant le 31 janvier 2020. La holding doit être détenue à 89,5 % par OL Groupe, à 7,5% Bill Predmore et à 3 % par l’ancien basketteur Tony Parker.
Jean-Michel Aulas annonce début janvier 2020 lors de la cérémonie des vœux 2020 que le club sera renommé « OL Reign ». Le nouveau nom du club est officialisé le 6 mars 2020, en même temps qu'un nouveau logo, intégrant un lion, symbole historique de la ville de Lyon. Le club conserve tout de même son surnom, The Bold.
Le 10 janvier 2024, le club retrouve son ancien nom, le Seattle Reign, et son ancienne identité visuelle.

### Autres sports

#### CRO Lyon Boules
Le CRO Lyon boules est une association sportive pratiquant le jeu de boules. Celle-ci est née dans les années 1940 à la Croix-Rousse et se spécialise dans la boule lyonnaise. Un partenariat est conclu en 2004 avec l'Olympique lyonnais et permet de développer l'image du club et du sport-boules en général grâce à une plus grande couverture médiatique avec notamment le port du maillot floqué de l'écusson Olympique lyonnais pendant les compétitions. Avant ce partenariat, le CRO Lyon boules est lié au club villeurbannais de handball dont l'accord est de 200 000 euros. Depuis le partenariat, le club est trois fois vainqueur de la Coupe d’Europe des clubs en 2004, 2006 et 2008 et huit fois champion de France des clubs sportifs en 1992, 2000, 2001, 2006, 2007, 2008, 2009, 2010.

#### Superleague Formula

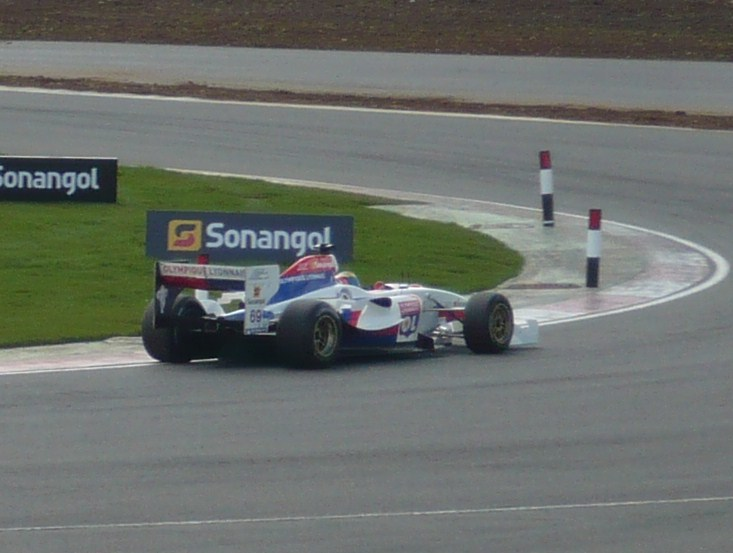
En 2010, à Silverstone.

L'Olympique lyonnais intègre la Superleague Formula pour la saison 2009. Ce championnat automobile, créé en 2008, regroupe des écuries portant les couleurs des équipes de football qui les parrainent. Il s'agit de monoplaces toutes identiques dont le moteur est un V12 qui propose 750 chevaux. Le nom du pilote au volant de la monoplace OL pour l'année 2009, est dévoilé le 18 juin 2009, par le biais du site officiel du club, il s'agit de Nelson Panciatici, âgé de 20 ans en 2009. La monoplace Olympique lyonnais est présentée aux supporters avant le match opposant l'OL au Paris Saint-Germain du 24 avril 2009.
Six courses sont au programme en 2009, celles-ci ont toutes lieu en Europe de l'Ouest. La saison 2009 se termine avec une dix-septième place sur dix-neuf concurrents pour la monoplace de l'Olympique lyonnais et un total de 160 points très loin du vainqueur Liverpool qui totalise 412 points. Douze circuits sont au programme en 2010, ceux-ci sont situés en Europe de l'Ouest et en Chine. Le nom du pilote au volant de la monoplace OL pour l'année 2010, dévoilé le 30 mars 2010, est Sébastien Bourdais. Bourdais remporte une course lors de l'épreuve inaugurale mais il quitte l'équipe en cours de saison, remplacé alors par Franck Perera. Celso Miguez puis Tristan Gommendy conduisent ensuite la monoplace aux couleurs de l'OL. Finalement, la monoplace de l'OL termine dix-huitième et avant-dernière avec 235 points d'un championnat remporté par Anderlecht avec 699 points. Le club lyonnais n'est pas présent en 2011.

#### eSport
Jean-Michel Aulas annonce le 7 novembre 2016, le lancement d'une section eSport baptisée OL eSports. Le club officialise le recrutement d'un joueur du jeu FIFA : Fouad «Rafsou» Fares,. Le 5 janvier 2018, le club recrute un autre joueur du jeu FIFA : Corentin «CocoVBastos» Vicogne. Le 1er juillet 2018, «Rafsou» annonce sur son compte twitter qu'il quitte le club. Il sera remplacé plus tard par Marvyn «Aero» Robert, le 1er octobre 2018.
Le 7 janvier 2020, l'OL et la Team LDLC annoncent la signature d'un accord de partenariat entre les deux structures. Ce partenariat se matérialise par le changement immédiat de l’appellation de l’équipe qui devient LDLC OL et à l'intégration dans cette structure de la section eSport de l'OL.
Le 17 mai 2023, il est annoncé la fin du partenariat entre LDLC et l'Olympique lyonnais, avec un arrêt effectif le 31 juillet 2023.

#### Futsal
Le 8 juin 2019, il est annoncé que l'OL ouvrira une section futsal pour la saison 2019-2020. L'équipe effectuera ses débuts au plus haut niveau régional et sera entraînée par Joël Fréchet. L'OL devient le premier club de football professionnel à créer une équipe de futsal.
Le 11 octobre 2020, l'équipe remporte son premier trophée, en battant la Team Bel-Air (10-8) en finale de la coupe de Lyon et du Rhône.
Le 11 mai 2024, l'équipe remporte le championnat de Régional 1 en se qualifie pour les barrages d'accession à la Division 2. Après s'être imposé en match de pré-barrages contre Bordeaux Coqs Rouges (9-3), l'équipe s'incline en barrage aller-retour contre Nice Futsal Club (3-4 ; 3-4), et n’accède pas en Division 2.
Malgré la défaite en barrage contre Nice Futsal Club, l’OL a déposé plusieurs réserves lors de la double confrontation contre ce dernier, qui ont été reçues et validées par la FFF.
Le 15 juillet 2024, l'OL obtient gain de cause et évoluera finalement en Division 2.
Le 30 mai 2025, l'OL ferme sa section futsal, les droits sportifs de l'équipe seront récupérés par le FC Chassieu-Décines.